# Geschichte der Stadt Köln

Freie Reichsstadt: Stadtwappen von Köln

Die Geschichte Kölns umfasst fast 2000 Jahre Geschichte der Stadt Köln. Sie wurde im Jahre 50 – vermutlich unter dem Namen Colonia Claudia Ara Agrippinensium gegründet – eine Stadt römischen Rechts und wird seit der Frankenzeit Köln genannt. Die Lage am Rhein, durch die sich die Warenströme von Norditalien bis England kontrollieren ließen, machte Köln schon im Frühmittelalter zu einer mächtigen Handelsstadt. Die Erzbischöfe beförderten die Wahrnehmung vom „Heiligen Köln“, das sie zur Hauptstadt ihres Erzstiftes ausbauten; dazu ließen sie zur Machtdemonstration sowohl die halbkreisförmige Stadtmauer als auch den gotischen Dom errichten.
Im 15. Jahrhundert konnte Köln die erzbischöfliche Herrschaft abschütteln und ermöglichte als Freie Reichsstadt der bürgerlichen Führungsschicht eine große Prachtentfaltung, die durch die Kölner Malerschule dokumentiert wurde. Nach dem Dreißigjährigen Krieg stagnierte die Stadtentwicklung. Erst als Köln nach französischer Besetzung 1815 in den Staat Preußen eingegliedert wurde, erlebte die Stadt, getragen durch die Industrialisierung, einen stetigen Aufschwung. 1880 wurde der Dom als Nationaldenkmal der Deutschen Reichseinheit vollendet und bescherte der Stadt ihr bekanntes Wahrzeichen.
Der weitgehenden Zerstörung im Zweiten Weltkrieg folgte ein jahrzehntelanger Wiederaufbau, der Köln nur langsam durch die Bemühungen der Stadtreparatur wieder das emblematische Stadtpanorama am Rhein zurückgegeben hat. Heute wird Köln, das als Millionenstadt zu den vier größten Städten Deutschlands gehört, auch als Event-Stadt vermarktet, in der der Karneval als größte Touristenattraktion gilt.

## Grundzüge der Kölner Stadtgeschichte

### Handelsstadt am Rhein

Römisches Stadtrecht: Agrippina am Rhein

Die von den Römern angelegte Siedlung Ara Ubiorum, in Kurzform auch Ara ("Altar") genannt, wurde im Jahre 50 n. Chr. durch die Ansiedlung von Veteranen zu einer Colonia mit römischen Stadtrechten erhoben, deren Name mit CCAA abgekürzt wurde – die traditionelle Auflösung dieser Abkürzung ist Colonia Claudia Ara Agrippinensium. Dabei verweist Ara auf den Kaiserkult, Claudia auf den Stadtgründer Kaiser Claudius und Agrippinensium auf dessen Gattin, die im späteren Köln geboren worden war. Die in der Spätantike Agrippina genannte Stadt fungierte seit Domitian als Provinzhauptstadt und wurde nach Zusammenbruch der römischen Herrschaft im 5. Jahrhundert von fränkischen Kleinkönigen als Zentralort genutzt. In dieser Zeit setzte sich der Name „Colonia“ durch, der zu „Köln“ aussprachlich verkürzt wurde.
Köln nahm als Handelsstadt einen stetigen Aufschwung; die Kölner Händler dominierten den Warenhandel entlang des Rheins von Norditalien bis nach England. Daher entstand schon im Frühmittelalter die Rheinvorstadt, die die Hafenfunktion übernahm. In der Stadt entwickelte sich eine Schicht wohlhabender Kaufleute, die zunehmend ihre Beteiligung an der Stadtherrschaft einforderten. Als Stadtherren agierten die Erzbischöfe, nachdem Köln von Karl dem Großen zum Erzbistum erhoben wurde. Eine reiche Sakraltopographie und ein überreicher Fund von Knochen, die als Reliquien angesehen wurden, erlaubten es der Stadt, das Narrativ vom „Heiligen Köln“ zu entwickeln, das das Ansehen der Stadt bis in die Frühe Neuzeit hinein prägte. Die Erzbischöfe, die seit 1028 das Recht zur Königskrönung erlangt hatten, bauten Köln zu ihrer Hauptstadt aus, erweiterten den aus karolingischer Zeit stammenden Dom fortlaufend und ließen in staufischer Zeit die große Stadtmauer anlegen, womit Köln das größte Stadtgebiet nördlich der Alpen erhielt.

### Mittelalterliche Größe (1248–1562)

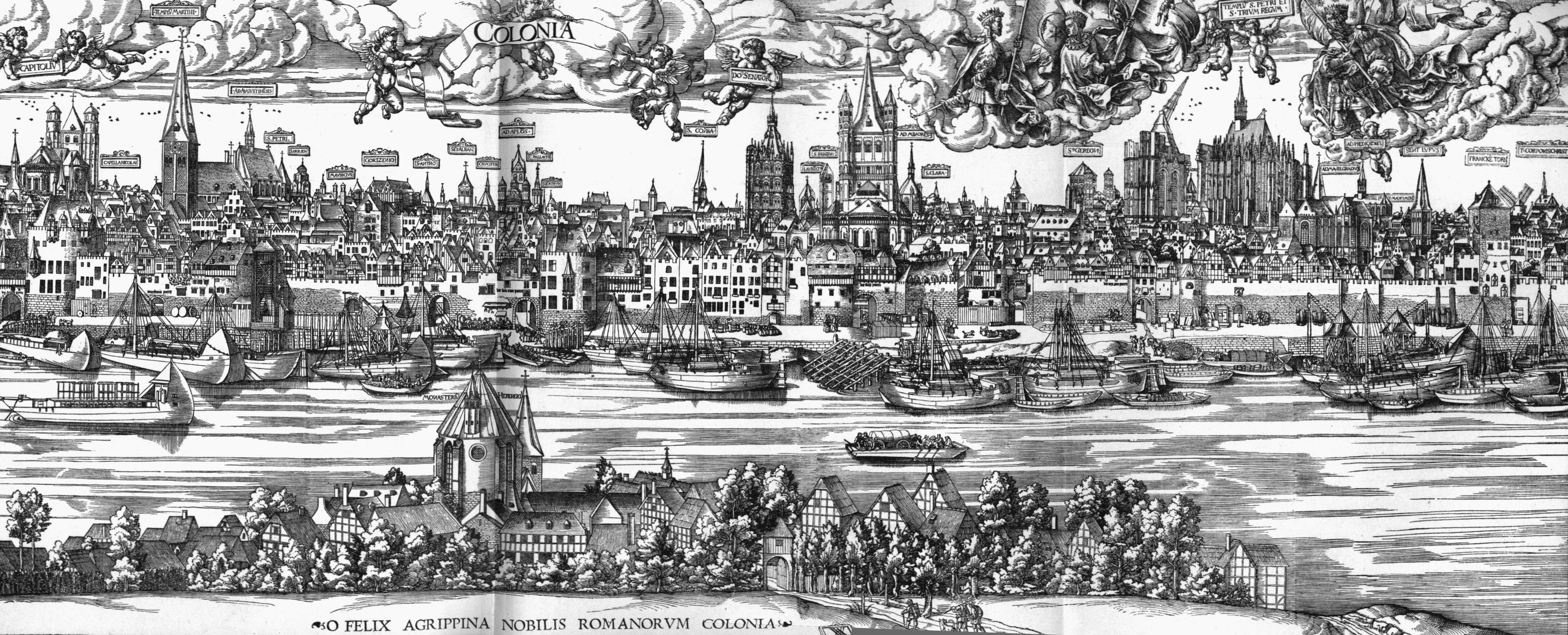
Freie Reichsstadt: Felix Agrippina nobilis romanorum Colonia (Glückliche Agrippina, edle römische Kolonie)

Der Neubau der Kathedrale ab 1248 in monumentaler gotischer Form sollte den Kölner Herrschaftsanspruch im Reich dokumentieren. Der 1322 eingeweihte Hochchor demonstrierte durch seinen höfischen Stil der Hochgotik und sein ikonographisches Programm, dass die Kölner Erzbischöfe aus der Bevollmächtigung, den deutsch-römischen König zu krönen, auch das Recht ableiteten, ihn selbst auswählen zu können. Um 1460 allerdings zeigte sich, dass der politische Anspruch der Erzbischöfe, die im Westen des Reiches führenden Fürsten zu sein, die Kräfte Kurkölns bei weitem überanstrengt hatte.
Im 13. und 14. Jahrhundert war Köln mit rund 40.000 Einwohnern eine der größten Städte nördlich der Alpen. Wirtschaftlich profitierte die Stadt ungemein vom Fernhandel, den Köln koordiniert mit den anderen Hansestädten entfaltete. Das Stapelrecht verpflichtete alle Händler, die Köln passierenden Waren in der Stadt zum Vorkauf anzubieten, was den Kölnern eine Monopolstellung sicherte. Der 1367 in Köln als sogenannte Kölner Konföderation vereinbarte Krieg der Handelsstädte gegen den dänischen König zeigte Köln und die Hanse auf dem Höhepunkt ihres Einflusses.
Die Auseinandersetzung um die Stadtherrschaft im „Heiligen Köln“ beherrschte das gesamte Kölner Spätmittelalter. Nach der Schlacht von Worringen 1288 bildete sich ein Herrschafts-Dualismus heraus, der den erzbischöflichen Kurfürsten und den Rat der Stadt in ein Verhältnis setzte, das erst durch die Kölner Stiftsfehde 1475 zugunsten der Stadt entschieden wurde. Köln wurde zur Freien Reichsstadt erhoben und erlebte bis zu den Glaubenskämpfen der Reformation eine durch die Patrizier getragene Prachtentfaltung, deren Reichtum durch die spätgotische Kölner Malerschule dokumentiert wurde.

### Stagnation bis zur Industrialisierung (1562–1815)

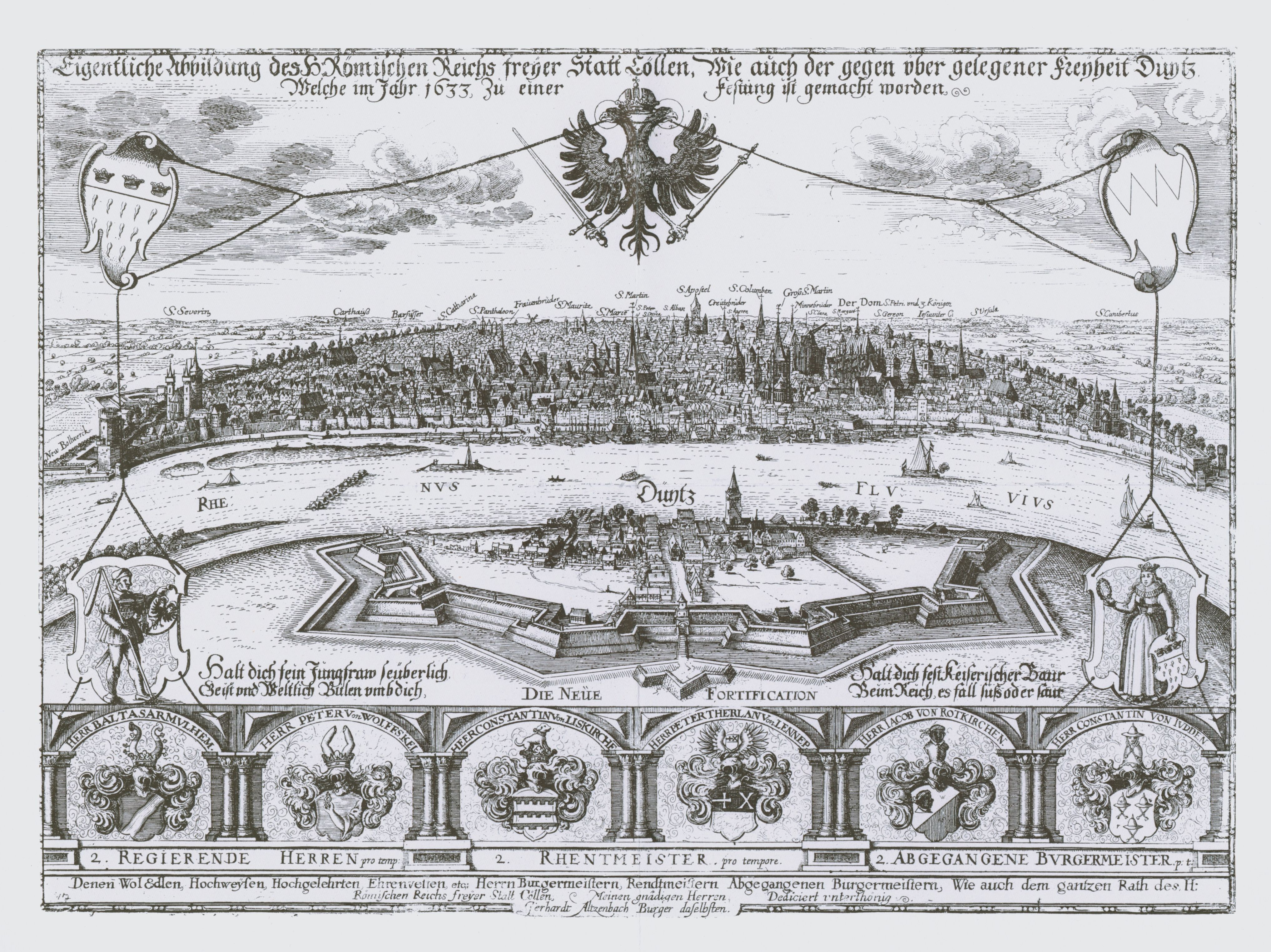
Bollwerk der Gegenreformation: Cöllen im Dreißigjährigen Krieg

In der zweiten Hälfte des 16. Jahrhunderts entglitten den Kölnern die Konditionen, die über ein halbes Jahrhundert die Bedeutung der Stadt kodiert hatten. Ab 1562 wurde die Königskrönung nicht mehr durch den Kölner Erzbischof vollzogen und auch nicht mehr in Köln gefeiert. Zur gleichen Zeit wurde der Dombau eingestellt, dessen Finanzierung durch die Reformation zusammengebrochen war. Beides beschädigte das Selbstverständnis der Stadt als „Heiliges Köln“. Durch die zunehmende Macht der Fürsten und Könige wurde zudem der freie Handelsaustausch erschwert; die mit Privilegien versehenen Handelskontore der Kölner Kaufleute in Brügge, Antwerpen und London gingen verloren.
Den Dreißigjährigen Krieg (1618–1648) überstand Köln hinter seiner uneinnehmbaren Stadtmauer als Hort der Gegenreformation unbeschadet und wirtschaftlich gestärkt. Die doktrinären gegenreformatorischen Anstrengungen der Erzbischöfe aus dem Hause Wittelsbach bescherten der Stadt zwar den neuen Stadtheiligen St. Engelbert und eine kleinere Blüte frühbarocker Kunst. Mittelfristig allerdings isolierten sie Köln von den ansonsten vorwiegend protestantischen Handelsstädten; durch die in der Stadtverfassung festgeschriebene Zunft-Struktur konnte sich Köln auch nicht den neuen Entwicklungen des Manufakturwesens öffnen. Darüber hinaus wurde die Stadt zu einem berüchtigten Ort für Hexenverfolgungen, der zahlreiche Verfolgungen und Hinrichtungen beförderte. Köln, dessen Grundbesitz etwa zur Hälfte in kirchlicher Hand war, stagnierte in seiner Entwicklung und war zum Ende des 18. Jahrhunderts eine „unterentwickelte Stadt.“
Entkrustet wurden die mittelalterlichen Kölner Strukturen erst durch die Besetzung der Franzosen 1794. Da die als Kanton Köln reorganisierte Stadt als Teil des Linken Rheinufers in das französische Staatsgebiet und die dort herrschenden juristischen und administrativen Regeln eingebunden wurde, bedeutete das für die Handelsstadt einen vollständigen Bruch mit überkommenen Rechtsgefüge und Verfassungstraditionen, die sich aber im Rückblick als grundlegende Modernisierung herausstellten. Der Kirchenbesitz wurde von den Franzosen enteignet, die alten Zunftregeln abgeschafft und mit einer weitreichenden Religionsfreiheit Bürger protestantischen und jüdischen Glaubens in die Stadt gelassen.

### Entwicklung zur Metropole (1815–1939)

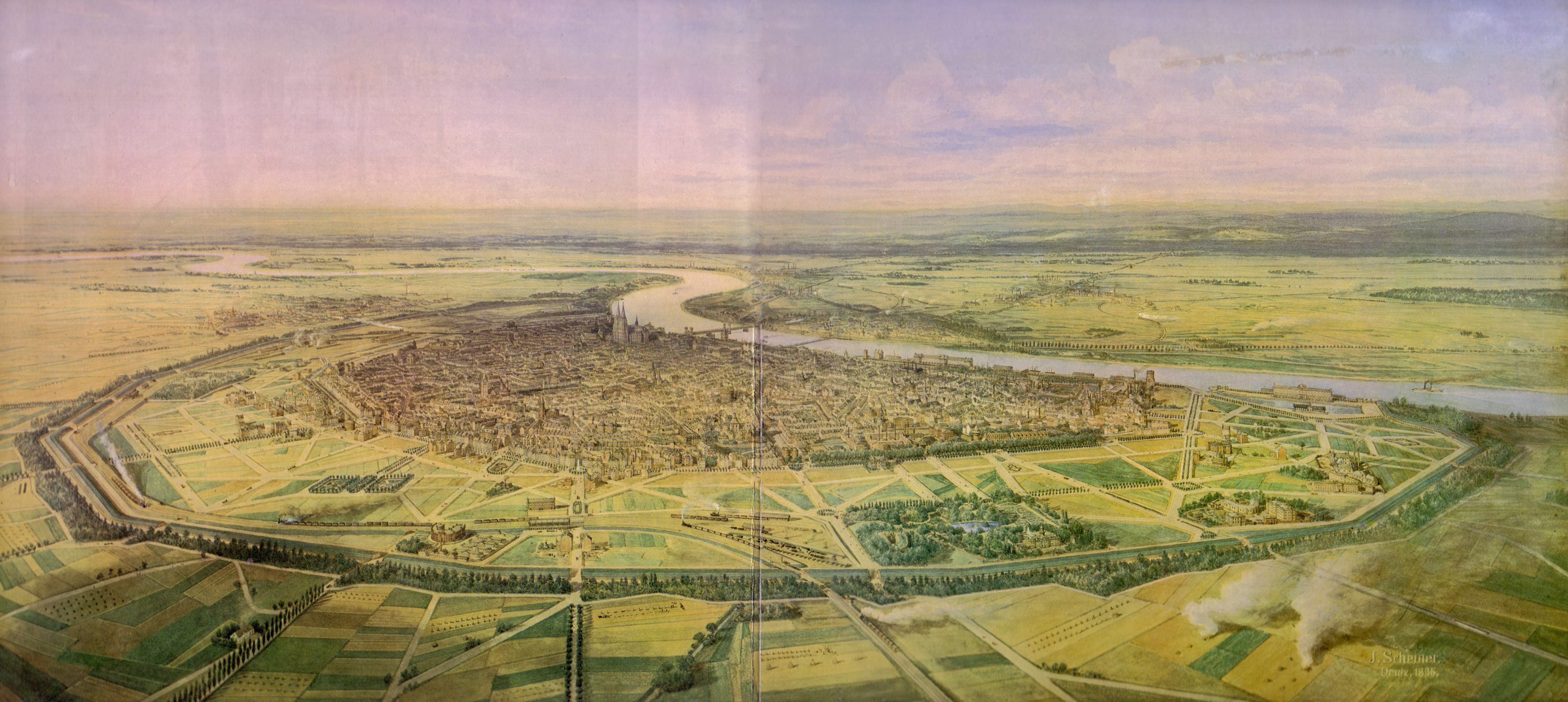
Großstadt der Gründerzeit: Cöln expandiert nach Niederlegung der Stadtmauer

Seit 1815 zu Preußen gehörend, entwickelte sich die Stadt Köln dynamisch. Die Bevölkerung verdoppelte sich in wenigen Jahrzehnten, und schon 1850 lebten mehr als 100.000 Einwohner im Stadtgebiet, das aber nach wie vor von der mittelalterlichen Befestigung eingeschnürt wurde. Preußen baute Köln zur Festungsstadt aus und ließ einen äußeren Festungsring anlegen; dadurch konnte ab 1881 die staufische Stadtmauer abgetragen und das Stadtgebiet mit der historistischen Neustadt erweitert werden, die sich entlang der Ringe entfaltete. Durch großzügige Eingemeindungen wurde das Stadtgebiet bis 1922 auf über 25.000 Hektar vergrößert; 1933 zählte die Stadt Köln mehr als 750.000 Einwohner und war damit nach Berlin, Hamburg und München die viertgrößte Stadt im Deutschen Reich.
Die wirtschaftliche Entwicklung wurde erheblich beschleunigt, als es gelang, das westeuropäische Eisenbahnnetz mit dem nach Berlin führenden Netz in Köln zu verbinden, ein Projekt, das als „Eiserner Rhein“ bekannt wurde. In Köln entwickelte sich eine diversifizierte Wirtschaftsstruktur; u. a. gewannen die Zuckerverarbeitung (Pfeifer & Langen), der Motorenbau (Deutz AG), die Kabelherstellung (Felten & Guilleaume), Gummiwaren (Clouth Gummiwerke), die Grundchemie (Chemische Fabrik Kalk) sowie die Schokoladen- (Stollwerck) und die Tabakverarbeitung (Haus Neuerburg) überregionale Bedeutung. Der wirtschaftlichen Prosperität des Bürgerturms stand die Verelendung der Industriearbeiter gegenüber, was der in Köln tätige Karl Marx scharfsinnig beobachtete. Im Dienstleistungssektor wurde Köln zu einem Standort für große Versicherungsunternehmen (Colonia), Banken (A. Schaaffhausen’scher Bankverein) und den Warenhaus-Konzern Kaufhof (1897); ab 1927 bildete sich die Keimzelle für den Einzelhandelskonzern Rewe.
In der monumentalen Bauruine des Domes wurde das Potenzial erkannt, ein deutsches Nationaldenkmal zu schaffen; es entwickelte sich ein breiter gesellschaftlicher Konsens, im Verein mit dem architekturbegeisterten preußischen König Friedrich Wilhelm IV. den Dom als steingewordenen Nationalgedanken zu vollenden; die Vollendungsfeier 1880 wurde zu einer pompösen Selbstinszenierung der Hohenzollern-Dynastie, die ab 1871 das Deutsche Kaiserreich regierte. Doch blieb das Verhältnis des katholisch geprägten, bürgerlichen Köln zur protestantischen und agrarisch orientierten Elite in Berlin angespannt, was sich im sogenannten Kulturkampf niederschlug.
Den Ersten Weltkrieg überstand Köln kaum beschädigt; die sich anschließende Alliierte Rheinlandbesetzung, die Hyperinflation und die Wirtschaftskrise bedeuteten allerdings große Herausforderungen. Sie versuchte Oberbürgermeister Konrad Adenauer mit umfassendem Gestaltungswillen zu meistern; er begründete die Universität neu, machte Köln zum Messestandort und zum Flughafen-Luftkreuz und konnte den WDR (1927) und den Automobilhersteller Ford (1930) ansiedeln. Den sozialen Herausforderungen begegnete er u. a. mit großen Wohnungsbauprogrammen, der Anlage des Sportparks Müngersdorf, der Sanierung der Altstadt und der Einrichtung einer Altenstadt in Riehl. 1933 installierten die Nationalsozialisten – wie überall im Reich – ihr verbrecherisches Regime, das auch in Köln durch rassistische Verfolgungen, Pogrome und Deportationen die jüdische Bevölkerung und andere Minderheiten vollständig zu vernichten suchte.

### Zerstörung und Wiederaufbau (1939–2023)

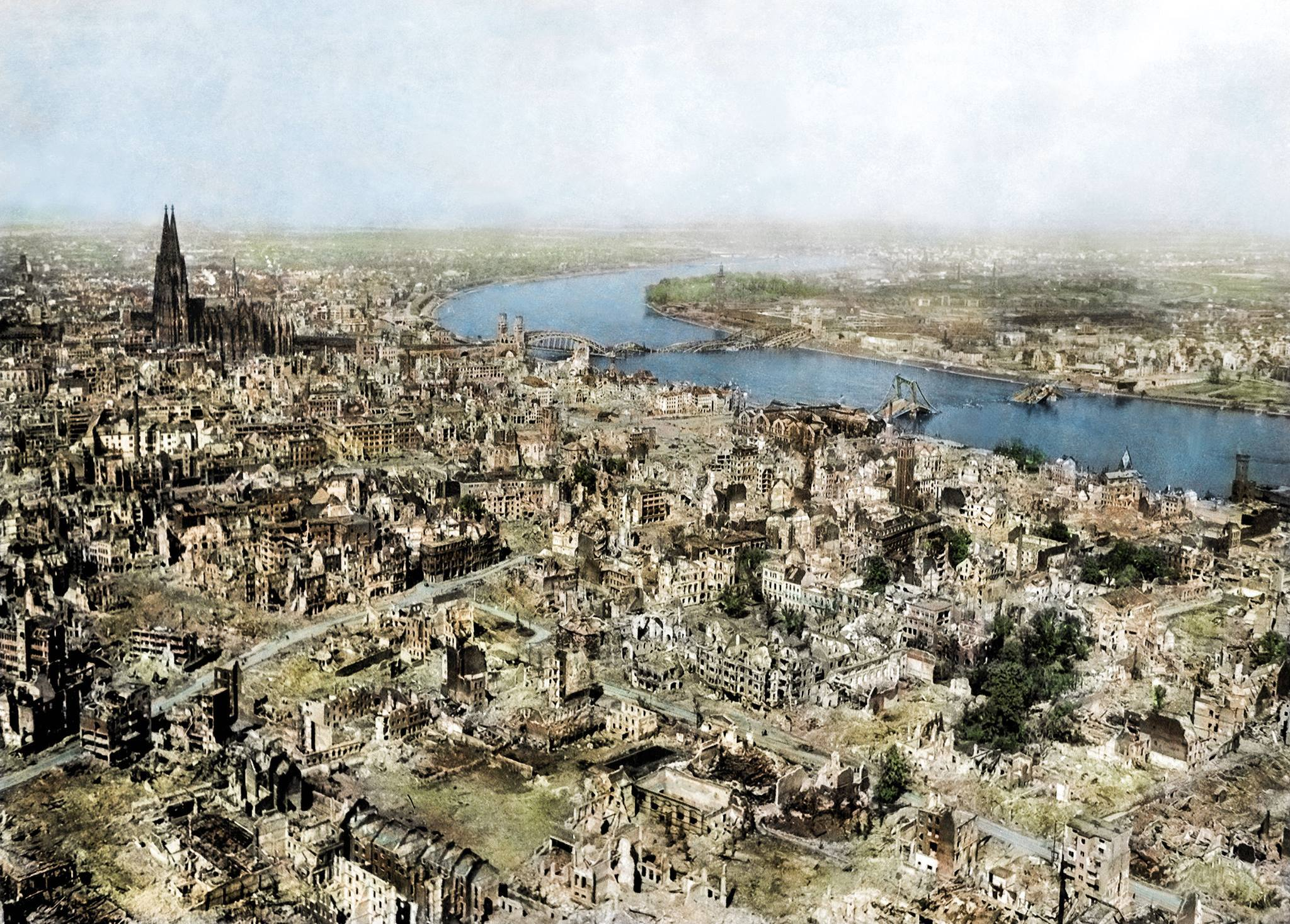
Trümmerwüste 1945: Kölner Altstadt am Ende des Zweiten Weltkriegs

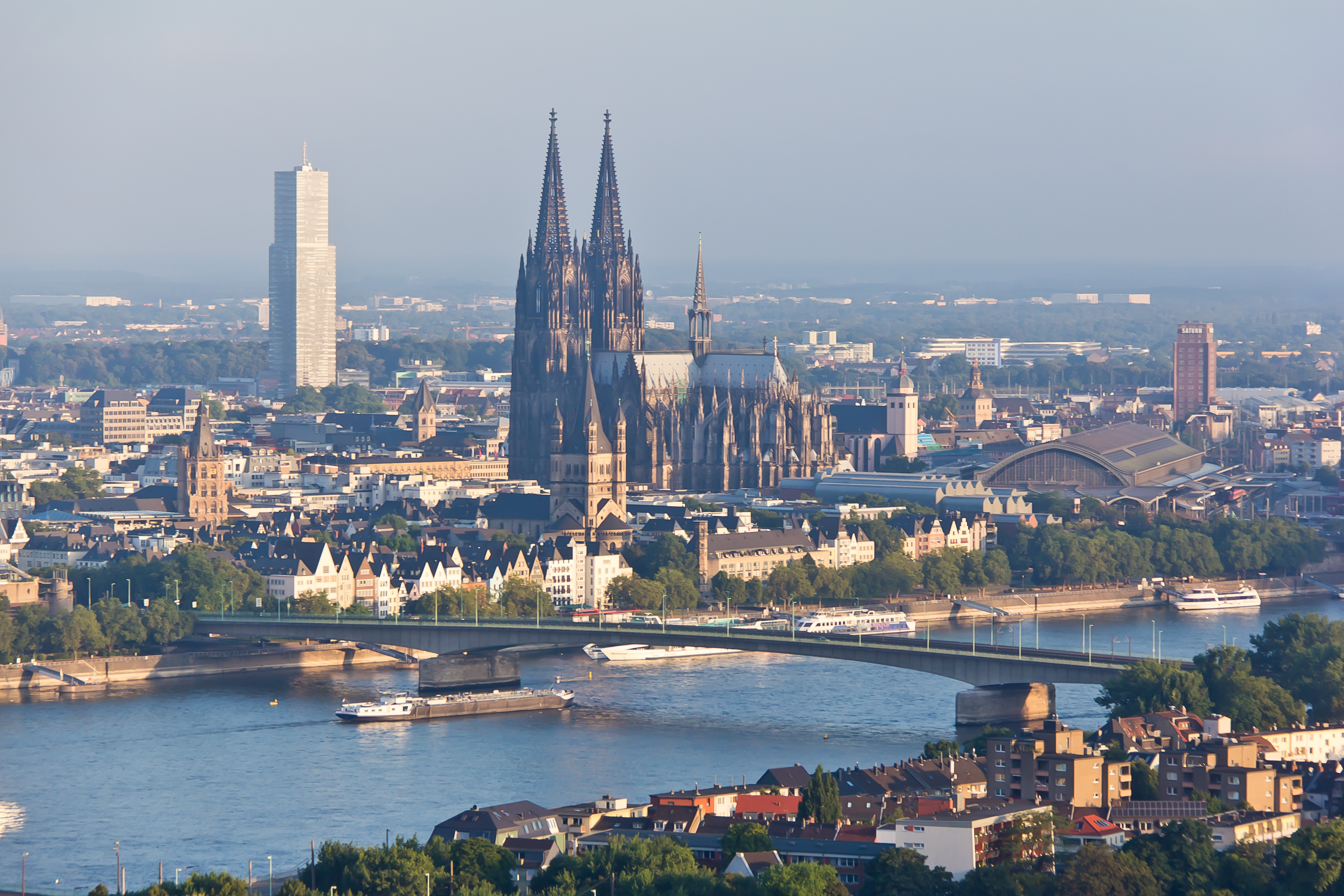
Millionenstadt 2013: Wiederaufbau und Stadtreparatur haben Köln ein emblematisches Rheinpanorama zurückgegeben

Im Zweiten Weltkrieg wurde die Stadt Köln durch alliierte Luftangriffe weitgehend zerstört, insbesondere durch die Operation Millennium im Mai 1942. In der Trümmerwüste lebten zu Kriegsende nur noch rund 40.000 Einwohner, und die alliierte Presse notierte, dass in der Kernstadt nur die Kathedrale überdauert habe. Dadurch wurde der Wiederaufbau über Jahrzehnte die wichtigste Herausforderung, mit der der Stadtplaner Rudolf Schwarz betraut wurde. Er erhielt die Kölschen Veedel (Stadtviertel), konnte die Rollbahnen durch die City, die dem Ideal der autogerechten Stadt folgten, allerdings nicht verhindern. Architektonisch ist Köln stark durch die 50er-Jahre geprägt, auch wenn das Stadtbild an zahlreichen Stellen durch die wiederhergestellten – und teilweise weitgehend rekonstruierten – mittelalterlichen Bauten historisch unterfüttert wird. Das emblematische Kölnpanorama, mit Kölner Dom, Hohenzollernbrücke, Altstadt, Groß St. Martin und Rathausturm, ist ein Beispiel für einen über Jahrzehnte wiedergewonnenen Stadtraum, der bis 2016 durch den Bau der Rheinboulevard genannten Freitreppe am Deutzer Ufer bis über den Rhein erweitert worden ist. Die Bemühungen zur Stadtreparatur in den letzten drei Jahrzehnten sollen dazu beitragen, das Kölner Stadtbild an neuralgischen Punkten – wie beispielsweise in der Domumgebung und auf der Via Culturalis – zu verbessern.
Nach den dynamischen und prosperierenden Jahren des Wirtschaftswunders wurde die Stadt mit den Herausforderungen des wirtschaftlichen Strukturwandels konfrontiert, in dessen Zuge große, in Köln residierende Unternehmen aus fast allen Wirtschaftssparten restrukturiert, übernommen oder abgewickelt wurden (darunter KHD, Stollwerck, Gerling, Colonia, Kaufhof). In Köln ist kein DAX-Konzern beheimatet. Dennoch hat die weiterhin große Diversifikation des Wirtschaftsstandorts dazu beigetragen, dass die Einwohnerzahl auf über 1 Million gestiegen ist. Wichtige Konzernzentralen in der Domstadt unterhalten Rewe, Lanxess, RTL Group und Deutz AG sowie Ford Europe. Inzwischen profitiert das Stadtbild von den ehemaligen Industrie- und Logistikflächen, die zu Wohn- und Stadtvierteln umgewandelt werden (u. a. Stollwerck-Gelände, Mediapark, Rheinauhafen, Mülheimer Hafen, Deutzer Hafen, Gerling-Quartier, Clouth Quartier.)
Das offizielle Stadtmarketing positioniert Köln inzwischen als Event-Stadt. Dabei bezieht es sich auf die zahlreichen in Köln stattfindenden kulturellen Großveranstaltungen, von denen der Kölner Karneval die bekannteste sei.

## Einwohnerentwicklung Kölns
In der römischen Spätantike wurde die kulturelle Entwicklung in Nordwesteuropa bis zum Rhein von einem Netz städtischer Ansiedlungen getragen. Die größten Städte im Rheinland waren Trier, das zwischen 293 und 395 als Residenz des weströmischen Kaisers diente, und Köln, wo sich fünf römische Fernstraßen mit dem auch damals als Wassertransportweg genutzten Rhein kreuzten. Als sich beim Untergang der römischen Herrschaft Fränkische Königreiche bildeten, ging auch die römisch geprägte, städtische Besiedlung im Rheinland weitgehend unter. Nur wenige Orte – wie Trier, Köln und Mainz – blieben innerhalb des römischen Stadtgrundrisses mit deutlich verminderter Einwohnerzahl durchgängig besiedelt. Köln, das in der römischen Spätantike von bis zu 20.000 Personen bewohnt worden war, zählte im Jahr 700 etwa 3.000 Einwohner und war damit nach Trier (5.000) die zweitgrößte Stadt im Rheinland. Weiter im Westen überdauerte die städtische Tradition an zahlreicheren Orten, ohne dass diese deutlich mehr Einwohner versammelt hätten. Unter anderem gilt das für Tours, Rouen, Reims (je 5.000) und Paris (3.000). Die größten Städte in Westeuropa waren Rom (44.000) und Mailand (21.000). Als Sitz eines Erzbischofs und getragen von den Handelsaktivitäten am Rhein entwickelte sich Köln dynamisch und zählte im Jahr 1000 mit 10.000 Einwohnern nach Paris (15.000) und Rouen (12.000) zu den drei größten Städten in Nordwesteuropa. Am intensivierten Kirchenbau im „großen Jahrhundert der kölnischen Kirchenbaukunst“ 1150–1250 lässt sich das weitere Wachstum der Stadt ablesen, die zwischen 1000 und 1200 ihre Einwohnerzahl auf 40.000 vervierfachte.
Köln gehörte im Mittelalter und der Frühen Neuzeit durchgängig zu den 30 größten Städten Westeuropas. Daran lässt sich die Bedeutung der Handelsstadt am Rhein ablesen, weil die Einwohnerzahl in dieser Zeit als guter Indikator für wirtschaftliche Prosperität gelesen werden kann. Allerdings konnte sich Köln kaum je zu den führenden Metropolen in Westeuropa rechnen. Immerhin erreichte die Rheinstadt um 1200, als die Erzbischöfe sie zur Hauptstadt ihres Einflussbereiches ausbauten, mit einer Einwohnerzahl von etwa 40.000 eine vergleichbare Größe wie London und Paris und gehörte damit zu den 10 größten Städten Westeuropas. In den folgen drei Jahrhunderten entfaltete die Rheinstadt als typisches Handelszentrum eine weit verzweigtes Netzwerk, zu dem die Hansestädte der Ostsee, im Westen London und Brügge, aber auch Handelsorte wie Bordeaux und Leipzig sowie im Süden die Zentren Mailand und Venedig zählten. In diesem Handelsnetz entwickelte Köln eine zwar starke, aber keine dominante Position. Während andere Städte weiter prosperierten, kam Köln über eine Einwohnerzahl von rund 45.000 bis zum Ende des 18. Jahrhunderts nie hinaus. Schon um 1300 wurde die flandrische Tuchhändlerstadt Gent mit 64.000 Einwohnern zur größten Stadt im Nordwesten; in diesen Jahren erreichte Paris bereits eine Population von 75.000 und Mailand als Handelsmetropole zählte etwa 100.000 Einwohner.
Als Köln zum Ende des 15. Jahrhunderts zur freien Reichstadt erhoben wurde, war sie zwar die größte Stadt im Heiligen Römischen Reich, aber nur eine von mehreren bedeutenden Handelsstädten zwischen Schelde und Elbe. In Flandern waren die Städte Gent (45.000), Brügge und Tournai (je 35.000) sowie Brüssel (33.000) und Antwerpen (30.000), in Süddeutschland Nürnberg (38.000) und Augsburg (30.000) auf eine ähnliche Bevölkerungsgröße angewachsen; von den Hansestädten waren die bedeutendsten Hamburg und Danzig (je 30.000) sowie Lübeck (25.000). Die dominierenden Handelsstädte Westeuropas waren Mailand und Venedig (je 100.000); die politischen Zentren hießen Neapel (125.000), Paris (94.000) und London (50.000).
In der zweiten Hälfte des 16. Jahrhunderts verschoben sich die Handelsströme zunehmend vom Rhein weg zu den Seerouten, was den Kölner Einfluss auf das Fernhandelsnetzwerk minderte. Köln schrieb zwar seine Einwohnerzahl von rund 40.000 bis zum 18. Jahrhundert fort, was angesichts der kriegerischen und epidemischen Wechselfälle, die andere Handelszentren traf, bemerkenswert genug ist. Dennoch wurde die Stadt zunehmend weniger bedeutend und agierte vorwiegend im regionalen Umfeld. Antwerpen wurde um 1560 mit einer Einwohnerzahl von 100.000 zur Handelsmetropole im Nordwesten. Die militärischen Auseinandersetzungen des Dreißigjährigen Krieges waren für die als uneinnehmbar geltende Stadt Köln relativ förderlich; jedenfalls erlitt die Rheinstadt keinen Einschnitt wie die bis dahin stark gewachsenen Städte Nürnberg, Augsburg oder Magdeburg. Am im 17. Jahrhundert einsetzenden Atlantikhandel, der Amsterdam (180.000) zur niederländischen Handelsmetropole und Hamburg (70.000) zur größten deutschen Handelsstadt machte, hatte Köln kaum Anteil und gehörte 1700 daher nicht mehr zu den 30 größten Städten Westeuropas. Zunehmend waren es die politischen Zentren wie London (575.000), Paris (500.000) und Wien (114.000), die sich zu europäischen Metropolen entwickelten. Berlin (50.000) hatte sein dynamisches Wachstum noch vor sich und erreichte erst 1763 mit dauerhaft mehr als 100.000 Einwohnern den Status einer Großstadt.
Mit der einsetzenden Industrialisierung konnte Köln seine Bevölkerung zwischen 1810 (45.000) und 1846 (90.000) verdoppeln und war 1850 nach Berlin, Wien, Hamburg, Prag und Breslau die sechstgrößte Stadt in Mitteleuropa. Die Weltstadt London wurde Mitte des 19. Jahrhunderts aber schon von mehr als 2 Mio. Personen bewohnt, Paris als Metropole von mehr als 1 Mio. Dass die Industrialisierung der Treiber für Stadtgröße war, zeigten exemplarisch die britischen Industriestädte Liverpool, Glasgow und Manchester, die alle im Jahr 1850 bereits über 300.000 Einwohner zählten.
Köln profitierte in der Gründerzeit vom Eisenbahnnetz, das in der Stadt den Rhein querte, und steigerte seine Einwohnerzahl – auch durch großzügige Erweiterung des Stadtgebiets – bis zum Ersten Weltkrieg auf 650.000. Nach dem Krieg gehörte Köln nach Berlin (1,9 Mio.) und Hamburg (985.000) und etwa gleichauf mit München (630.000) zu den vier größten Städten des Deutschen Reiches. 1939 wohnten über 770.000 Menschen in Köln. Die Stadt konnte sich nach der sehr weitgehenden Zerstörung im Zweiten Weltkrieg erholen und wuchs – gestützt auf eine sehr diversifizierte Wirtschaftsstruktur – zwischen 1939 und 1975 um mehr als 30 %. Im Jahr 2000 war Köln als Millionenstadt die viertgrößte Stadt Deutschlands nach Berlin, Hamburg und München; im Nordwesten Europas lag Köln nach London, Paris, Hamburg, Brüssel und Kopenhagen an sechster Stelle. Bei Betrachtung Westeuropas (EU in den Grenzen des Jahres 2000) gehörte die Rheinstadt zu den 20 größten Metropolen.

## Zum Namen der Stadt

### Ara
Die Siedlung auf dem Hochplateau am Rhein, die als Keimzelle des heutigen Köln gelten kann, nannten die Römer Ara Ubiorum. Als Kurzform, beispielsweise auf Grabsteinen, wurde der Ort als Ara bezeichnet. Ara bedeutet wörtlich Altar und weist darauf hin, dass an diesem Ort das zentrale Heiligtum der Göttin Roma und Augustus (Ara romae et augustii) für die Provinz Germanien angelegt wurde. Der Namenszusatz Ubiorum (Genitiv Plural, übersetzt also „… der Ubier“) bezieht sich auf den germanischen Stamm der Ubier, der seit den Zeiten Cäsars mit den Römern befreundet war, und in den Jahren 20 und 19 v. Chr. auf dem Hochplateau angesiedelt wurde; der römische Historiograph Tacitus erwähnte die Siedlung in seinen Annalen als „oppidum Ubiorum“, also als Siedlung der Ubier.

### Agrippina

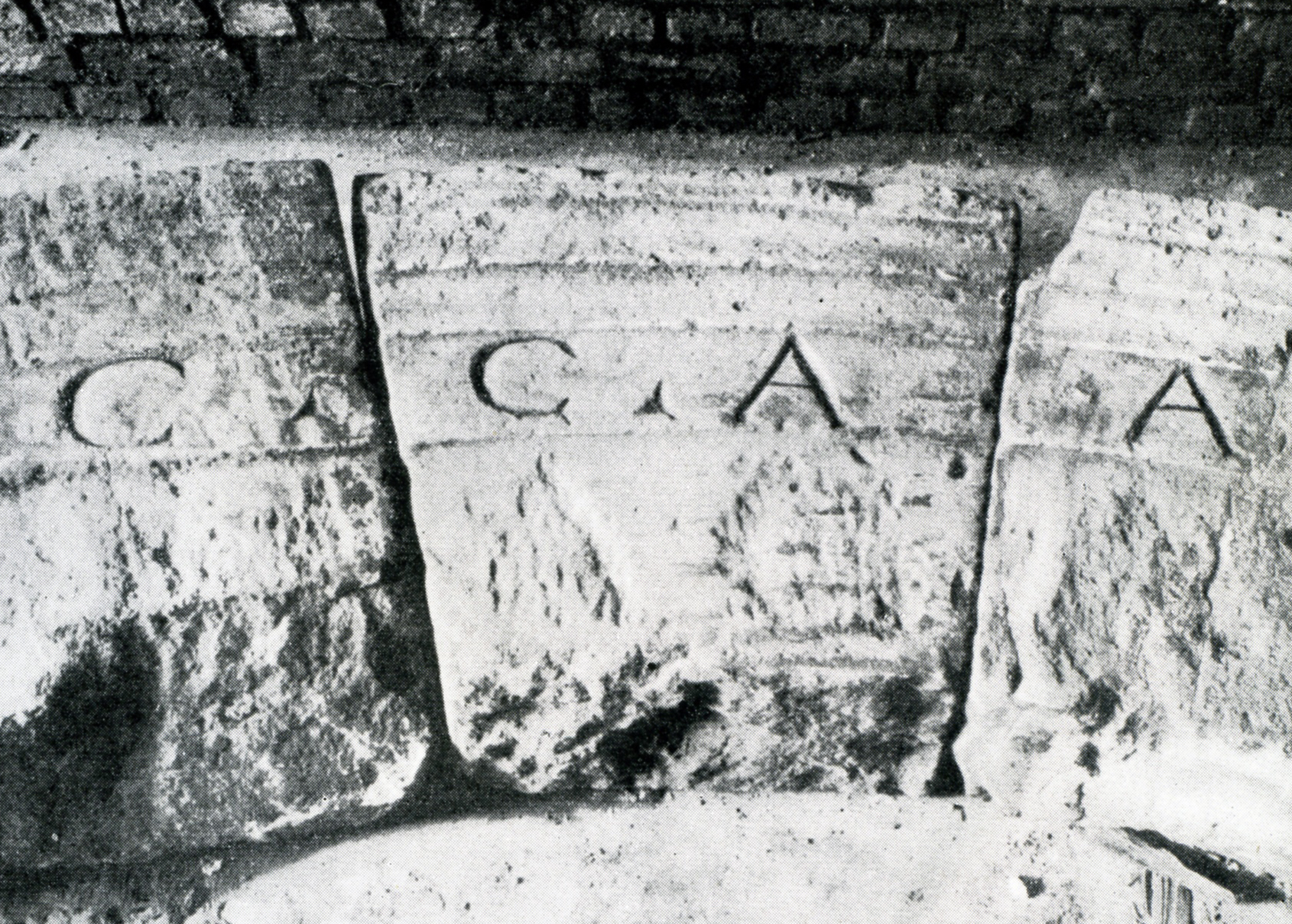
CCAA: Kennzeichnung am Römischen Nordtor

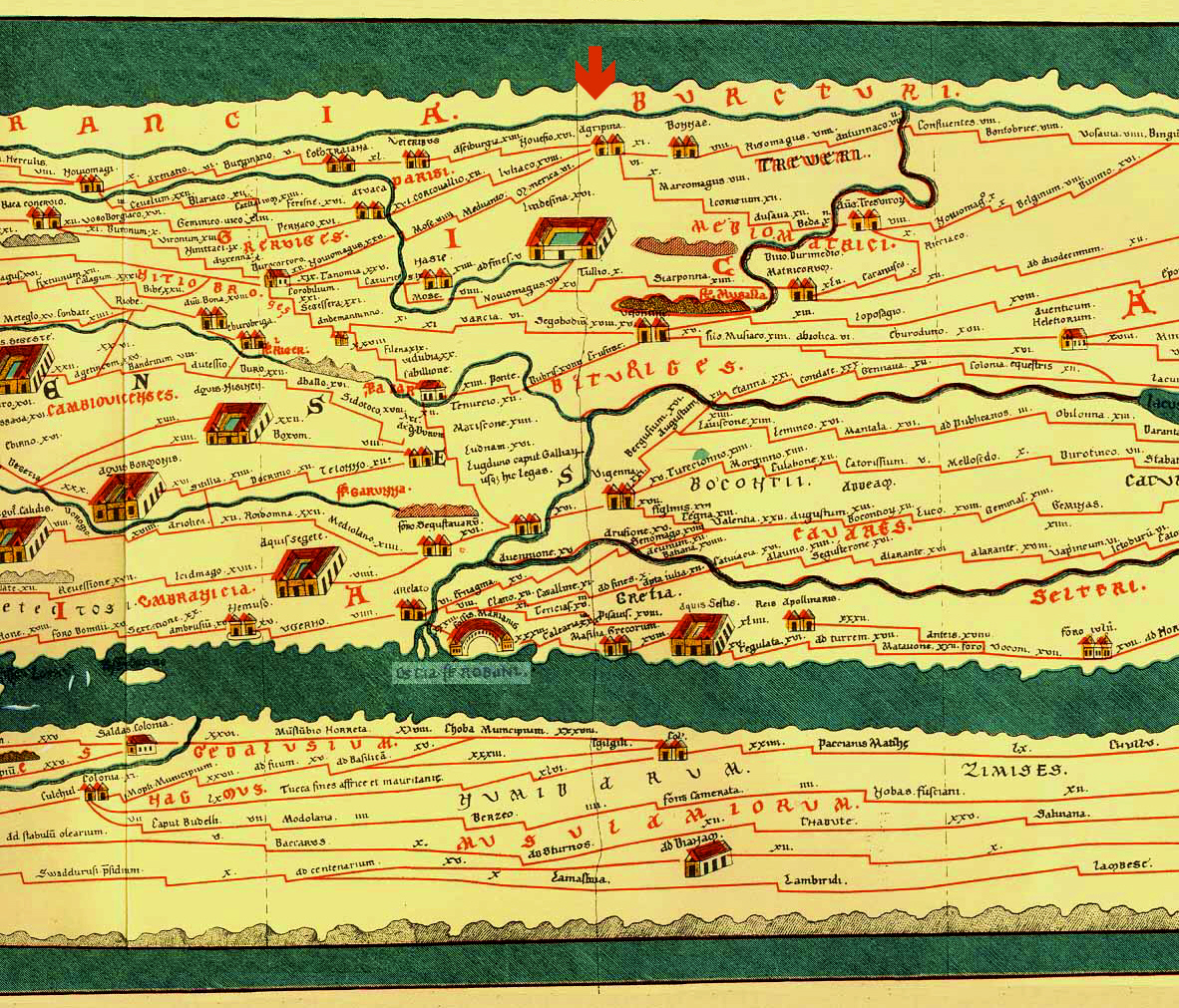
Agrippina: Bezeichnung auf der spätrömischen Straßenkarte

Im Jahr 50 n. Chr. wurde der Ort zu einer römischen Kolonie erhoben, wodurch die Einwohner das römische Stadtrecht erhielten. Mit der Statuserhebung erhielt die Stadt auch einen neuen Namen, der in antiken Dokumenten zu CCAA abgekürzt ist, beispielsweise am Fragment des Kölner Nordtores. Die traditionelle Auflösung dieser Buchstabenfolge lautet „Colonia Claudia Ara Agrippinensium.“ Dies lässt sich frei übersetzen als „Stadt römischen Rechts der Agrippinenser, unter Claudius gegründet beim Altar [für den Kaiserkult].“ Colonia bezeichnet eine Stadt römischen Rechts; Claudia verweist darauf, dass diese unter Kaiser Claudius eingerichtet wurde. Ara ist aus der älteren Bezeichnung des Ortes übernommen und bezieht sich weiterhin auf das zentrale Heiligtum. Agrippinensium nimmt Bezug auf Agrippina die Jüngere. Die aus hochadeliger Familie stammende Römerin war um 14 oder 15 n. Chr. in Ara Ubiorum geboren worden und hatte anlässlich ihrer Heirat mit Kaiser Claudius verfügen lassen, ihren Geburtsort zur Kolonie zu erheben. Die Benennung einer Stadt nach einer lebenden Frau war für römische Gepflogenheiten ohne Beispiel. Eine alternative Rekonstruktion des vollständigen antiken Stadtnamens lautet „Colonia Claudia Augusta Agrippinensium“, statt des Ara für „Altar“ hätte demnach also „Augusta“ für „kaiserlich“ gestanden.
Als geläufige Ortsbezeichnung scheint sich allerdings Agrippina durchgesetzt zu haben; dieser Stadtname ist in der spätrömischen Straßenkarte Tabula Peutingeriana notiert und findet sich auch in anderen spätantiken Quellen. Die Einwohner wurden Agrippinenses (Agrippinenser) genannt.

### Colonia
Als um das Jahr 460 fränkische Kleinkönige die Stadt übernahmen, veränderten sie den Namen von Agrippina zu Colonia. Als erstes Zeugnis der Namensänderung gilt die Goldmünze, die der fränkische König Theudebert I. um 540 prägen ließ und deren Prägeort mit COL für Colonia angegeben wurde. Von dem Namenswechsel berichtete auch Gregor von Tours im 6. Jahrhundert. Die Einwohner wurden nun Colonienses genannt. Parallel dazu aber nutzten vor allem Mitglieder des Klerus die alte Bezeichnung Agrippina weiter, um die Historizität des römischen Bischofssitzes in der Stadt hervorzuheben. Der Namenswechsel schien auch schon für Zeitgenossen erklärungsbedürftig. Der am fränkischen Königshof lebende Dichter Venantius Fortunatus formulierte in den 560er-Jahren, der Kölner Bischof sei ein „Pächter (Colonus) Gottes auf fruchtbaren Feldern.“ Im 8. Jahrhundert spekulierte die fränkische Chronik Liber Historiae Francorum mit mildem Spott, dass die Einwohner offenbar als Coloni – also Pächter oder Siedler – angesehen worden seien. Moderne Bewertungen neigen zu der Interpretation, die römische Stadt Agrippina sei durch die Franken gleichsam kolonisiert worden. Letztlich muss der Grund für die in fränkischer Zeit vollzogene Namensänderung Spekulation bleiben.

### Koln, Colne, Coellen, Cöln, Köln

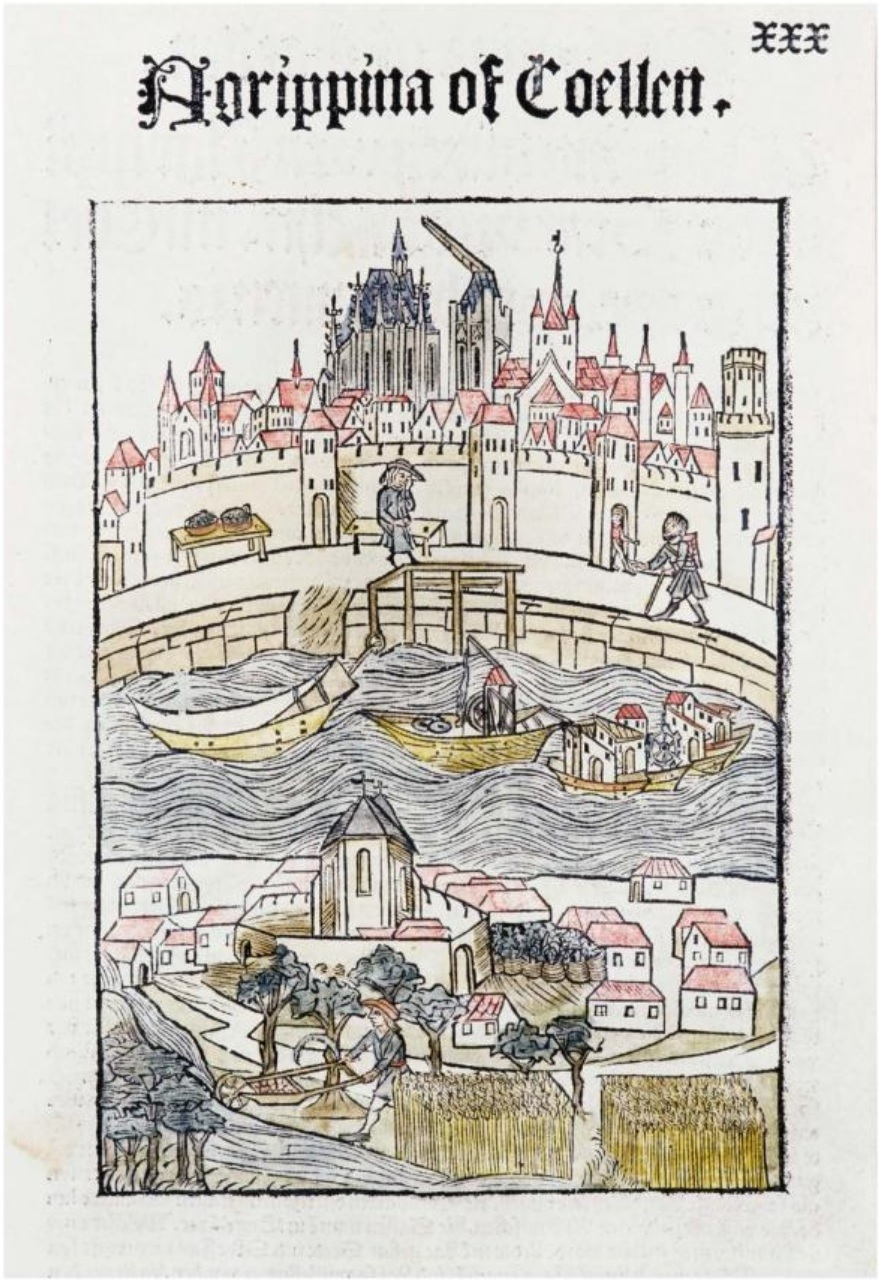
Agrippina oder Köln: Die Cronica van der hilliger Stat van Coellen (1499)

Die mittelhochdeutsche Aussprache des lateinischen Städtenamens Colonia lautete Koln oder Colne. Im Annolied, das um 1080 verfasst wurde, schrieb der vermutlich rheinfränkische Autor Koln (Vers 7/11), im Dativ Kolne (Vers 7/1) und im Akkusativ Kolni (Vers 32/24). Rund 200 Jahre später buchstabierte Gottfried Hagen den Namen der Rheinstadt in seiner Reimchronik Boich van der stede Colne im ripuarischen Dialekt als Colne. Beiden Autoren waren die lateinischen Stadtnamen Colonia und Agrippina (Annolied Vers 29/14 / Reimchronik Zeile 115) bekannt; Gottfried Hagen schrieb den Namenswechsel, der offenbar auch 1270 noch erklärungsbedürftig schien, Bischof Maternus zu (Zeile 140). In den folgenden Jahrhunderten veränderte sich die Schreibweise der Rheinstadt nur geringfügig. Mehrheitlich wurde Koellen geschrieben, vor 1500 vorwiegend mit K, danach bevorzugt mit C. Die Koelhoffsche Chronik, die 1499 die erste gedruckte Kölner Stadtgeschichte darstellt, heißt “Die Cronica van der hilliger Stat Coellen.” Weiterhin aber waren die historischen, lateinischen Benennungen geläufig. So wurde das große Kölnpanorama, das 1531 anlässlich der Königskrönung gefertigt wurde, mit dem beziehungsreichen Spruchband versehen: „O felix agrippina nobilis romanorum Colonia“ (Oh glückliche Agrippina, du edle römische Kolonie). Nach der Franzosenzeit (1794–1815), in der die Stadt als Cologne firmierte, gab es unter Kölnern die meiste Sympathie für die Schreibweise Köln (mit K). Der preußische König verlangte von 1857 bis 1919 die Version Cöln mit C. Seitdem wird Köln wieder als Stadt mit K geschrieben.

## Frühe Besiedlung
Erste Belege menschlichen Lebens im Stadtgebiet Köln werden als zur Altsteinzeit gehörig eingeordnet; darauf lassen Funde eines Kernsteins in Dellbrück sowie eines Faustkeils im Königsforst, deren Alter auf jeweils etwa 100.000 Jahre geschätzt wird, sowie Funde aus Worringen schließen. Erste Hinweise auf Besiedelung und Bewirtschaftung der fruchtbaren Lössböden zwischen Aachen und Köln stammen aus der Zeit um 5300 v. Chr., als das günstige Terrain, das milde Klima und der Wasserreichtum Bauern aus dem Rhein-Main-Gebiet anzog. Der bedeutende Fund einer Bandkeramik-Siedlung aus der Jungsteinzeit wurde 1929 in Lindenthal gemacht und bis 1934 untersucht, wobei mehr als 100 Häusergrundrisse entdeckt wurden. Das Lindenthaler Dorf, das sich zwischen Hohenlind und dem Stüttgenhof ovalförmig am Frechener Bach erstreckt, wurde in der Zeit zwischen Ende des 5. bis Anfang des 4. Jahrtausends v. Chr. mehrfach besiedelt und wieder aufgegeben – Ursache war vermutlich extensiver Wanderfeldbau, der die Bewohner regelmäßig zwang, ihre Siedlungen zu verlassen, bis sich der ausgelaugte Boden erholt hatte. Selten für die damalige Zeit wurde die Siedlung durch einen umlaufenden Wassergraben geschützt. Überreste einer weiteren bandkeramischen Siedlung wurden auch in Mengenich gefunden.
Anfang des 4. Jahrtausends v. Chr. siedelten sich Angehörige der Michelsberger Kultur in der Region Köln an. Archäologische Befunde liegen im Bereich um den Dom, in Niehl und möglicherweise zwischen Merheim und Brück im Areal um die Merheimer Fliehburg. Die Glockenbecherkultur, die erste metallverarbeitende Kultur im Rheinland, siedelte nach 2000 v. Chr. in ganz Westeuropa und hinterließ Stein- und Kupferwerkzeuge. Hinweise auf diese Kultur finden sich insbesondere im Bereich des Fühlinger Sees. Aus der im 12. Jahrhundert v. Chr. bekannten Urnenfelderkultur, die durch einen Wandel von der Körper- zur Brandbestattung gekennzeichnet ist, wurde im Süden von Köln nahe dem Bonntor ein Gräberfeld gefunden. Belege einer wieder anderen, eisenzeitlichen Bestattungskultur – Hügelgräber – wurden vor allem in der südlich des rechtsrheinischen Dellbrücks gelegenen Iddelsfelder Hardt, aber auch linksrheinisch in Lindenthal, Müngersdorf, Riehl, Longerich und Worringen gefunden. 1949 betrug die nachweisbare Anzahl bei Dellbrück noch 685, man schätzt das ursprüngliche Gräberfeld auf insgesamt 1200 Grabstätten.
Spuren keltischer Besiedlung während der Latènezeit finden sich ebenfalls in Köln, die meisten bekannten Beispiele im Linksrheinischen; aus dem ersten Jahrhundert v. Chr. zum Beispiel auch an der Südseite des Kölner Doms. Von der für die Kelten charakteristischen Handwerkskunst ist in Köln südöstlich der römischen Stadtmauer ein außergewöhnliches Einzelstück gefunden worden, eine etwa handflächengroße, als dreifach gehörnter Kopf geformte Henkelattache (angesetzter Gefäßhenkel). Nach Gaius Iulius Caesar gehörte das Gebiet von Köln zum Stammesgebiet der keltischen Eburonen.

## Das römische Köln
Um 55 v. Chr. hatte Gaius Iulius Caesar als Statthalter Galliens die Gebiete bis zum Rhein erobert. Ein Aufstand der Eburonen im Jahr 54 v. Chr. wurde ein Jahr später niedergeschlagen und der Stamm, der linksrheinisch zwischen Maas, Rhein und den Ardennen lebte, ausgerottet. Während der Kämpfe traf Caesar auf den rechtsrheinisch siedelnden germanischen Stamm der Ubier, aus dem ihm einige Krieger als Kundschafter dienten. Von Caesar als „kultivierter als andere Germanen“ gelobt, wurden sie von ihren rechtsrheinischen Nachbarstämmen aufgrund ihrer Römerfreundlichkeit bekämpft und zogen sich schließlich auf die nun weitgehend unbewohnten Gebiete westlich des Rheins zurück. Tacitus berichtet, dass die Ubier sich bald darauf dem Agrippa und somit dem römischen Reich unterwarfen. Andere Berichte sprechen von einem Bündnisvertrag, den die Ubier mit den Römern schlossen, in dem ihnen umfangreiche linksrheinische Gebiete übertragen wurden. In beiden Überlieferungen wird kein genaues Datum angegeben.

COLONIA CLAUDIA ARA AGRIPPINENSIUM – das römische Köln, Idealbild der spätantiken Stadt, Römisch-Germanisches Museum, Köln

Als Gründungsjahr für das Oppidum Ubiorum, die erste städtische Siedlung auf dem Boden des späteren Köln, wird meist das Jahr 38 v. Chr. genannt. Tatsache ist, dass Agrippa zweimal in dieser Zeit an den Rhein reiste: in den Jahren 40–38 v. Chr. und um 20/19 v. Chr., sodass mit Sicherheit nur behauptet werden kann, dass die Hauptstadt der Ubier spätestens 19 v. Chr. gegründet wurde. Die Stadtsiedlung lag günstig am Schnittpunkt zweier wichtiger Handelswege. Sie wurde schon von den Ubiern befestigt, aber auch den Römern diente sie bald als Garnisonsstandort und religiöses Zentrum. Ähnlich wie in Lyon für Gallien wurde auch hier ein Altarbau für die Schutzgöttin Roms errichtet, nach dem die Stadt auch Ara Ubiorum genannt wurde. Dieser Altar konnte noch nicht lokalisiert werden. Erstmals erwähnt wird er im Zusammenhang mit der Varusschlacht 9 n. Chr. bei Tacitus.

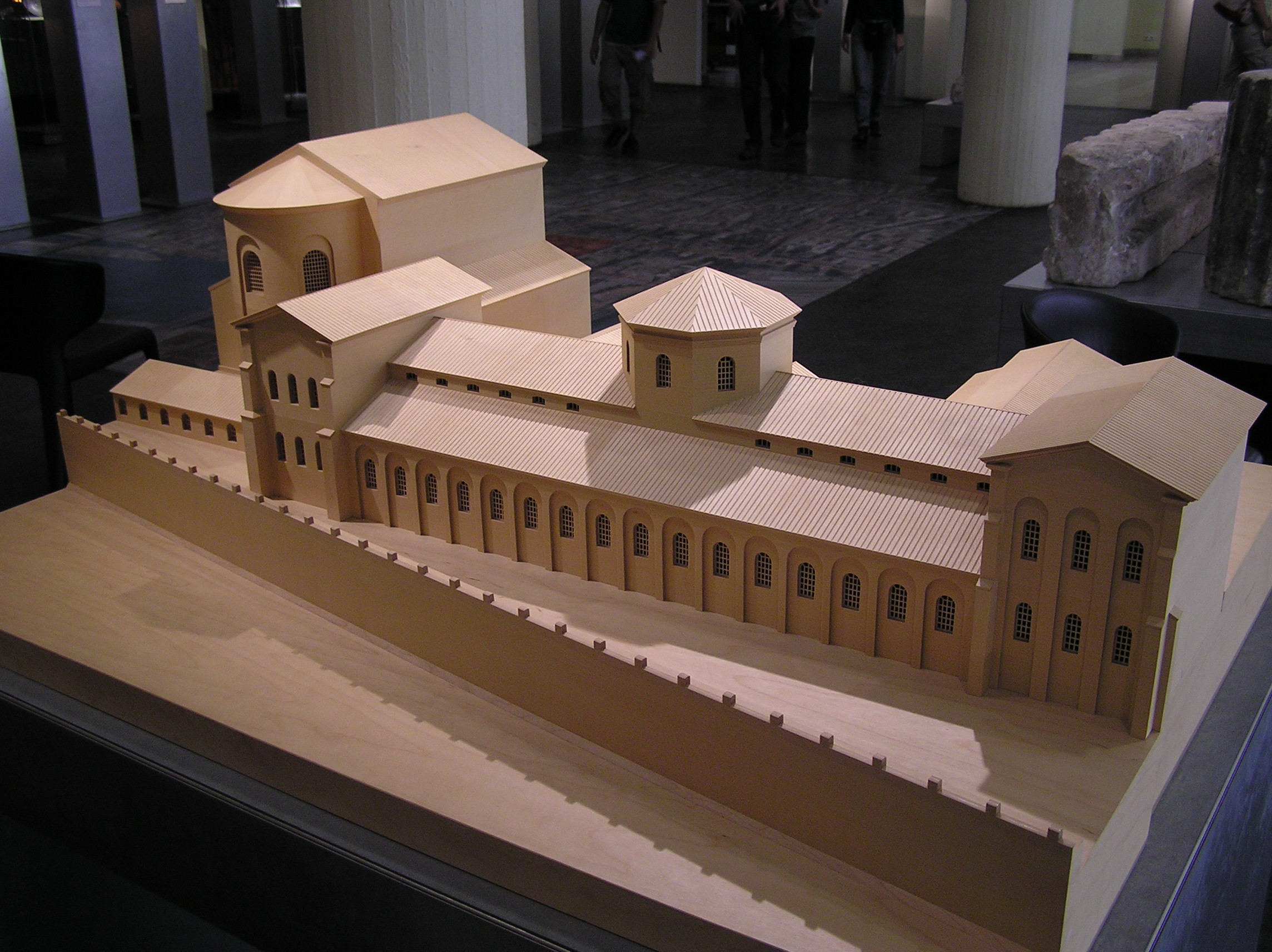
Modell des Praetoriums (Sitz der römischen Kaiser), Ansicht von Osten/vom Rhein her

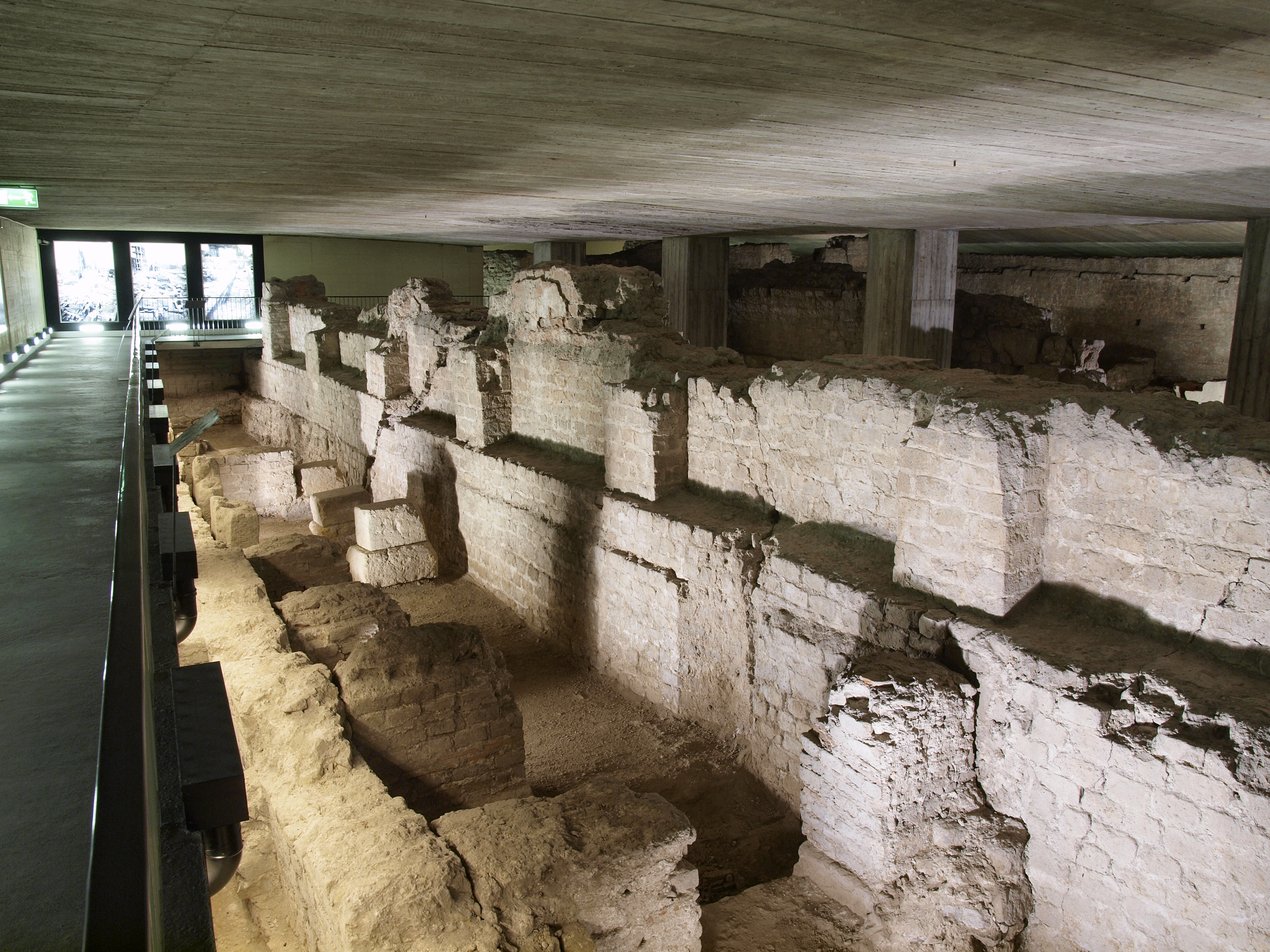
Originalreste des Praetoriums: zugänglich über die „archäologische Zone/jüdisches Museum“ unter dem Rathaus

Als Rom um 17 n. Chr. seine Pläne aufgab, auch das östlich des Rheins liegende Germanien zu erobern, konsolidierte sich die Ubiersiedlung im römischen Grenzgebiet. Bereits im Jahr 15 oder 16 n. Chr. wurde hier Agrippina die Jüngere, die spätere Gattin des römischen Kaisers Claudius und Mutter des Nero, geboren. Durch ihren Einfluss erhielt das Oppidum Ubiorum den Status einer römischen Kolonie und hieß fortan Colonia Claudia Ara Agrippinensium oder kurz CCAA. Der Name der Stadt enthielt sowohl den Namen Agrippinas beziehungsweise den ihres Vaters als auch den des Kaisers Claudius, das Ara bezieht sich auf den römischen Altar in der Stadt. Von den etwa 150 römischen Coloniae ist es allein Köln, das seinen heutigen Namen von dieser Bezeichnung für das höchste römische Stadtrecht herleitet. Die Stadtrechte wurden offiziell am 8. Juli des Jahres 50 n. Chr. verliehen.

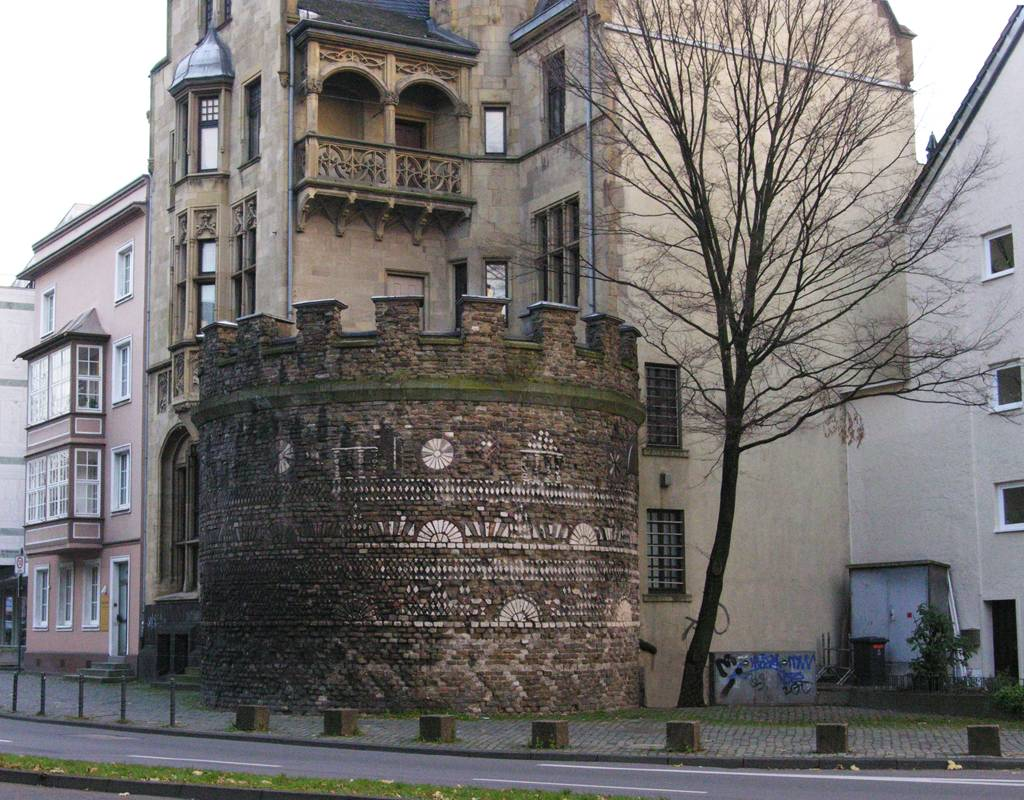
Römerturm: Einer der Türme der römischen Stadtmauer (zwischen St.-Apern-Straße und Am Römerturm)

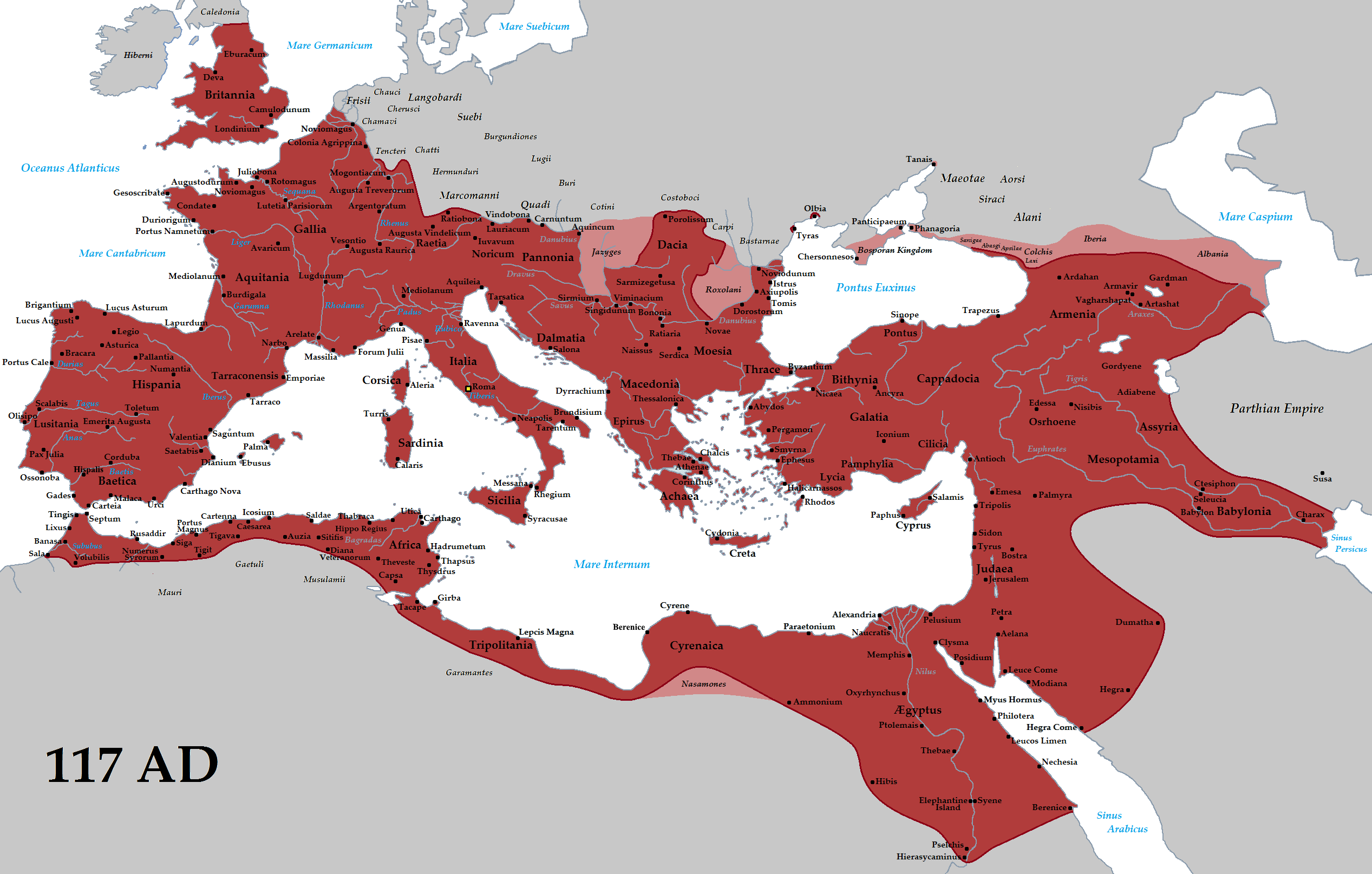
Das römische Reich in seiner größten Ausdehnung beim Tod Kaiser Trajans (117 n. Chr.)

Mit dem Bau der im Durchschnitt 2,5 Meter starken und 8 Meter hohen Stadtmauer aus Stein mit neun Toren und 19 Rundtürmen, von denen einer aus dem 3. Jahrhundert (der „Römerturm“) bestens erhalten ist, wurde auf der Ostseite schon Ende des 1. Jahrhunderts n. Chr. begonnen; die Arbeiten an der Befestigung wurden vermutlich erst im 3. Jahrhundert abgeschlossen. Im Jahr 68, dem Todesjahr Neros und der damit verbundenen Staatskrise in Rom, belagerten die Bataver und mit ihnen verbündete Stämme die Stadt und erreichten zunächst die Aufgabe der Bevölkerung. Die geforderte Niederlegung der Befestigung lehnten die Agrippinenser jedoch ab und begaben sich bald wieder unter den Schutz der Römer.
Als ab 81 n. Chr. der Militärbezirk rund um Köln zur römischen Provinz Niedergermanien (lateinisch Germania inferior) erhoben wurde, erhielt das an der römischen Rheintalstraße gelegene CCAA im Jahr 89 den Status einer Provinzhauptstadt. Um diese Zeit wurde die Wasserversorgung der Stadt durch einen der längsten Aquädukte des römischen Reiches, die Eifelwasserleitung, verbessert.
Die Herrschaft Trajans ab dem Jahr 98 kennzeichnet den Beginn einer Blütezeit für das ganze römische Reich; auch in der CCAA führte eine 150 Jahre andauernden Periode des Friedens zu einem Aufschwung von Wirtschaft und Bauwesen. So entstand um 180 ein neues Praetorium für die Provinzverwaltung. Die Reste der Grundmauern wurden im Jahr 1953 beim Bau des Spanischen Baus des heutigen Rathauses freigelegt. Manufakturarbeiten aus Köln, vor allem Glas und Keramik, wurden ins gesamte römische Reich und darüber hinaus geliefert.

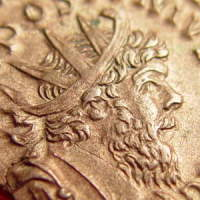
Postumus

In den Jahren 259/60 schlug sich der Militärbefehlshaber Postumus nach einem Streit mit Saloninus, dem Sohn des Kaisers Gallienus, auf die Seite von aufständischen Grenztruppen und wurde von ihnen zum Kaiser eines Gallischen Sonderreichs ausgerufen. Postumus eroberte CCAA und tötete Saloninus – Köln wurde zur Hauptstadt des neuen Reiches, dem Gallien, zeitweise Spanien und vermutlich auch Britannien angehörten. Erst im Jahr 274 endete dieses „Sonderreich“, das für eine weitere Glanzzeit in CCAA steht, mit der Rückeroberung durch Kaiser Aurelian. Hochwertige Goldmünzen mit dem Bildnis des Postumus wurden zu dieser Zeit in den Münzstätten Kölns geprägt. Im Jahr der Rückeroberung wurde Köln jedoch zum ersten Mal von Germanen überfallen und verwüstet.
Kaiser Konstantin gebot daraufhin um 310 zum Schutz der Stadt den Bau des rechtsrheinischen Castellum Divitia (Kastell Deutz), das durch den Bau der ersten festen Rheinbrücke, einer Holzkonstruktion auf steinernen Strompfeilern, mit der Stadt verbunden wurde.
Die Bevölkerungszahl Kölns wird für das dritte und vierte Jahrhundert auf rund 15.000 Menschen geschätzt; hinzu kamen noch etwa 5000 im Umland. Es herrschte eine Religions- und Kultusvielfalt; so wurden neben den ursprünglichen römischen Gottheiten auch Götter und Göttinnen aus der germanischen und aus anderen Religionen des römischen Reiches verehrt. 1882 wurde beispielsweise eine Isis-Figur in der Nordwand der Ursulakirche gefunden; im Römisch-Germanischen Museum befinden sich weitere Funde, zum Beispiel für die meist in Dreizahl gezeigten Muttergöttinnen (Matronen). Recht verbreitet war in Köln auch der Mithraskult.
Nach der Zerstörung des jüdischen Tempels in Jerusalem und der damit verbundenen Zerstreuung (Diaspora) der Juden finden sich Nachweise einer jüdischen Gemeinde in Köln. Kaiser Konstantin genehmigte im Jahr 321 die Ansiedlung einer jüdischen Gemeinde mit allen Freiheiten der römischen Bürger. Obwohl nur wenig über die Lage der Gemeinde in Köln bekannt ist – man vermutet die Ansiedlung in der Nähe der Marspforte innerhalb der Stadtmauer – ist die Kölner Gemeinde die älteste in Deutschland nachgewiesene (→ Jüdische Geschichte in Köln).

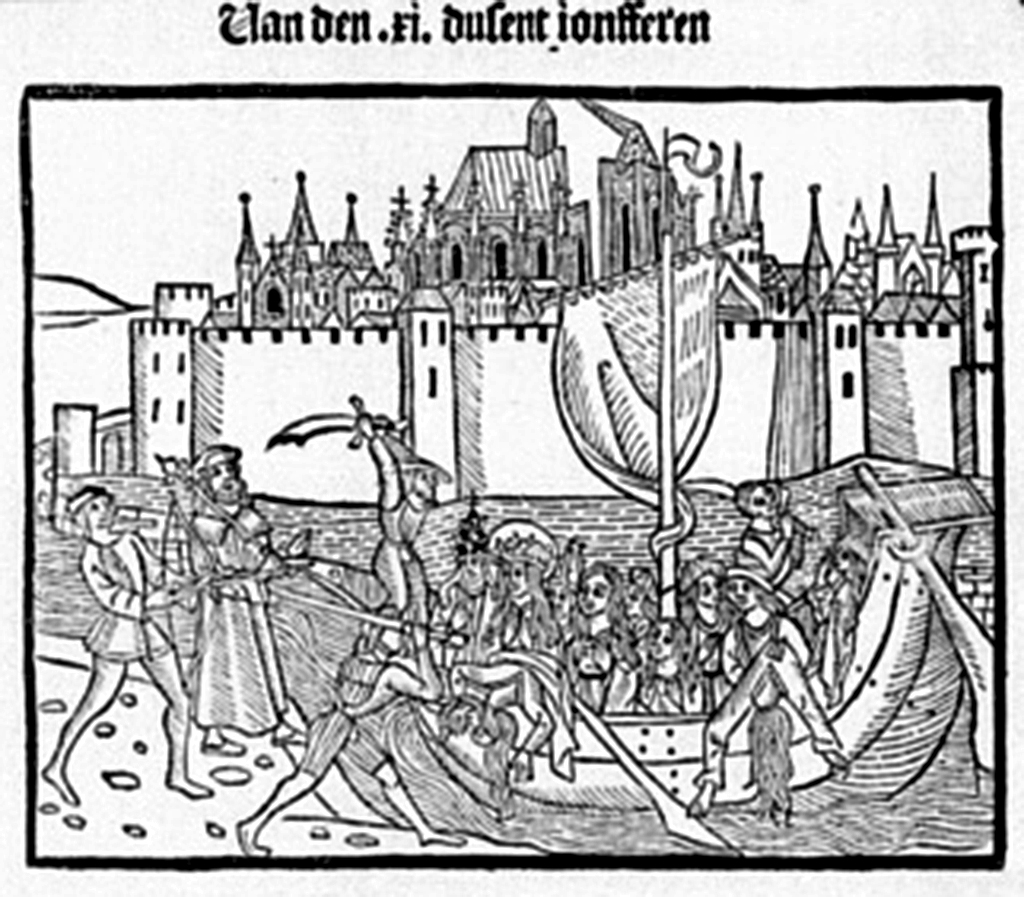
Mittelalterliche Darstellung des Martyriums der heiligen Ursula von Köln

Eine Christengemeinde ist ab Beginn des vierten Jahrhunderts in Köln nachgewiesen. Als erster bekannter Kölner Bischof gilt Maternus im Jahr 313; die erste schriftliche Bezeugung einer Kirche stammt aus dem Jahr 355, ihr Standort ist jedoch unbekannt. Ein Saalbau wurde auf dem nördlichen Friedhof errichtet, wo der späteren Legende nach eine Gruppe christlicher Mädchen den letzten Christenverfolgungen zum Opfer gefallen sein soll – hier liegen möglicherweise die Ursprünge des späteren Kults um „Ursula und die 11000 Jungfrauen“.
Seit dem Germanenüberfall im Jahr 274 sah sich die Stadt weiteren germanischen Angriffen ausgesetzt; vor allem die Franken drängten über den Rhein. Im November/Dezember 355 gelang ihnen die Eroberung und Plünderung Kölns, wobei sie die Wirren nach der Ermordung des Gegenkaisers Silvanus durch Ursicinus im Praetorium ausnutzten. Wenige Monate später wurde die Stadt von dem Caesar (in der Spätantike: Unterkaiser) Julian, der später zum Kaiser (Augustus) erhoben wurde, zurückerobert. Zu Beginn des 5. Jahrhunderts zeichnete sich jedoch das Ende der Römerherrschaft in Gallien und damit auch in Niedergermanien ab: Den Vormarsch der Germanen nach Westen überstand Köln noch relativ unversehrt. Eine kurze Rückeroberung durch den weströmischen Heermeister Flavius Aëtius in der Zeit von 435 bis 446 ging mit einem Sieg gegen den Hunnenkönig Attila einher (der Vorbeimarsch der Hunnen an Köln bot weiteres Legendenmaterial zur Geschichte der Heiligen Ursula). Spätestens als Aëtius jedoch 454 ermordet wurde, bedeutete dies auch das Ende der Römerherrschaft in der Region; die Franken eroberten Köln und machten die Stadt zum Vorposten eines ihrer Gaue, des späteren Kölngaus.

## Das fränkische Köln
Zu Beginn der Frankenherrschaft im ehemaligen römischen Gebiet an Rhein und Mosel im 5. Jahrhundert war der Stamm der Franken noch in Untergruppen gegliedert. Im nordgallischen und rheinischen Raum regierten mehrere Kleinkönige, darunter der Merowinger Childerich I. in Tournai, nach dessen Tod 481/82 sein Sohn Chlodwig I., der seinen Herrschaftsbereich rasch ausdehnte. In Köln herrschte zu dieser Zeit Sigibert, König der ripuarischen Franken und ein Vetter Chlodwigs. Dem ripuarischen Königtum wurde von Chlodwig ein Ende gesetzt, indem er Sigiberts Sohn zunächst dazu brachte, seinen Vater ermorden zu lassen, und diesen dann von seinen eigenen Boten erschlagen ließ. Als Chlodwig in Köln einzog, soll er die Verantwortung für die Morde abgelehnt und den Bürgern seinen Schutz angeboten haben – worauf diese ihn in St. Gereon jubelnd zu ihrem Herrscher und damit zum König aller Franken ausgerufen haben sollen. Dies berichtete der Geschichtsschreiber Gregor von Tours in seinen Historiae, doch verfügte er für die Zeit Chlodwigs nur über unsichere Informationen.
In Köln lebte zur Zeit der Franken ein Völkergemisch von Franken, anderen Germanen und Römern, also der vor Ankunft der Franken ansässigen Bevölkerung, mit den unterschiedlichsten Religionen. Die romanische Stadtbevölkerung sprach auch noch im 6. Jahrhundert Latein. Trotz der zunehmenden Christianisierung des Merowingerreiches nach der Taufe Chlodwigs und dem Status Kölns als Bischofssitz gab es noch mindestens bis ins sechste Jahrhundert auch nicht-christliche Kultstätten.
Die Franken, ein Krieger- und Bauernvolk, nutzten in Köln die trotz der Eroberungszüge erhalten gebliebene römische Infrastruktur, vor allem das Praetorium, in dem die Könige residierten, sowie Brücke und Stadtmauer. Auch in Landwirtschaft und Handwerk bauten sie auf römischen Grundlagen auf; so entwickelten sich zum Beispiel aus den zahlreichen römischen Gutshöfen rund um Köln und den Militäreinrichtungen nach und nach fränkische Dörfer und Hofsiedlungen. Obwohl die Bevölkerungszahl in fränkischer Zeit stark zurückgegangen war, befanden sich Handel und Handwerk weiterhin auf hohem Niveau, allerdings war der Exporthandel im sechsten Jahrhundert nicht mehr so ausgeprägt.
Eine Bedrohung der Stadt im Jahr 557 durch die Sachsen, die bis zum Kastell Deutz vordringen konnten, wurde abgewendet. In die blutigen Machtkämpfe, die sich die Nachkommen Chlodwigs lieferten, wurde Köln immer wieder involviert. So flüchtete Theudebert nach der Schlacht bei Toul 612 vor seinem Bruder Theuderich von Toul nach Köln. Als dieser ihn in einem weiteren Kampf besiegte, zog Theuderich in Köln ein und wurde von den dort verbliebenen Anhängern Theudeberts zum neuen König ausgerufen.
Die Zwiste in der Königsfamilie führten zu einem Machtzuwachs für die fränkischen Adligen – die Hausmeier –, die ihren Königen die Regierungsarbeit aus der Hand nahmen; 687 zog der Karolinger Pippin der Mittlere alle fränkischen Hausmeierämter an sich. Er hielt sich über längere Zeiträume in Köln auf, seine Residenz befand sich vermutlich in der Nähe der heutigen Kirche St. Maria im Kapitol. Aber auch unter seinen Nachfolgern kehrte keine Ruhe ein: Pippins Stiefsohn Karl Martell zwang schließlich Plektrudis, die Witwe seines Vaters, die in Köln residierte, zur Aufgabe ihrer Macht und zum Gang ins Kloster in die nach hochmittelalterlichen Quellen von ihr gestiftete Kirche St. Maria im Kapitol.
Die endgültige Machtübernahme der Karolinger im Frankenreich durch Martells Sohn Pippin den Jüngeren 751 bedeutete das Ende der Merowingerherrschaft in Franken und für Köln das Ende seiner Rolle als Königssitz (die Karolinger residierten in Aachen).
Eine bedeutende Rolle spielten in der fränkischen Zeit vor allem die Kölner Bischöfe. Als wichtigster unter ihnen gilt der um 625 wirkende Kunibert von Köln, der schon für König Dagobert I. und dessen Sohn Sigibert III. die Regierungsgeschäfte geführt hatte. Der Legende nach weihte Kunibert auch die älteste noch erhaltene Kölner Kirchenglocke, den Saufang. Die Clemenskirche, in der Kunibert nach seinem Tod 663 bestattet wurde, hieß fortan Kunibertskirche.

## Das karolingische Köln
Während der Sachsenkriege Karls des Großen gewann Köln sowohl politisch als auch kulturell wieder an Einfluss; als erster karolingischer Bischof gilt Hildegar von Köln, der um 753 bei einer Schlacht gegen die Sachsen bei der Iburg getötet wurde. Köln verehrte seit dieser Zeit viele christliche Märtyrer, sammelte ihre Reliquien in wertvollen Schreinen und baute für sie viele Kirchen. Im spätmerowingischen Dom wurde eine neue liturgische Einrichtung, eine Schola Cantorum eingebaut.
Papst Zacharias plante, Bonifatius zum Erzbischof Kölns zu ernennen, um von Köln aus die Bekehrung der Sachsen und Friesen voranzutreiben. Der Plan scheiterte zunächst an dem Widerstand der einheimischen Bischöfe und Adligen, und Köln wurde erst 795 Erzbischofssitz. Bereits 787 hatte Karl der Große den Priester Hildebold zum Bischof von Köln eingesetzt, als die Kölner sich nicht selbst auf einen neuen Bischof einigen konnten. 795 wurde Hildebold folgerichtig auch Kölns erster Erzbischof; er amtierte bis zu seinem Tod im Jahr 818, vier Jahre nachdem Karl der Große gestorben war.
Nach dem Tod Karls des Großen entbrannte erneut ein Streit um das Frankenreich. Aufgrund des Vertrags von Verdun 843 gehörte Köln zunächst zum so genannten Mittelreich zwischen Ost- und Westfrankenreich, dessen Herrscher der Enkel Karls des Großen Lothar I. war. Später wurde dieses Gebiet auch als Lotharingien bezeichnet und von Lothar II., dem Sohn Lothars I. und Urenkel Karls des Großen beherrscht. Dessen Scheidung und Wiederverheiratung, die von dem Kölner Erzbischof Gunthar unterstützt wurde, führte 863 zur Exkommunikation Gunthars, der aber in Köln bis 866 weiter in seinem Amt blieb. Er protestierte gegen die Herauslösung Bremens aus seinem Metropolitanverband durch die Gründung des Erzbistums Hamburg-Bremen 848. Das führte zunächst zu einem Stillstand. Als aber Gunthar wegen der Ehescheidung Lothars II. exkommuniziert wurde, stellte Papst Nikolaus I. am 31. Mai 864 die Gründungsbulle für das Erzbistum Hamburg-Bremen aus. Gunthars Nachfolger Willibert weihte im Jahr 873 die Kirche, die als Alter Dom – Vorläufer des Kölner Doms – gilt. Mit ihrem Bau wurde wahrscheinlich um 850 begonnen; weil aber Gunthar als Bauherr missliebig erschien, schrieb man sie später dem berühmteren Vorgänger zu, weshalb sie lange den Namen Hildebolddom trug.
Nach Lothars Tod fiel Köln 876 an das ostfränkische Reich König Ludwigs des Deutschen.
Durch die innerfränkischen Kämpfe wurde das Reich nach außen derart geschwächt, dass im Winter 881/882 dänische Wikinger auf ihren Raubzügen in den Rheinlanden rheinaufwärts bis Köln und Bonn vordringen konnten. Sie plünderten und brandschatzten unter Führung ihrer Häuptlinge Godefried und Sigifrid die Städte, und in Köln blieben den historischen Berichten zufolge nur der Dom und die Kirchen St. Severin und St. Gereon erhalten, alle anderen Gebäude und Kirchen sowie die Stadtmauer brannten nieder. Danach zogen die Wikinger moselaufwärts nach Trier. Die Geistlichen der Stadt waren vor dem Einfall der Normannen mit den wichtigsten Kirchenschätzen nach Mainz geflohen. Die großen Zerstörungen dieser Zeit sind aber archäologisch bislang nicht nachgewiesen und mögen teilweise auch übertrieben dargestellt worden sein, zumal von diesem Ereignis nur eine historische Quelle in Form der Annales Fuldenses berichtet. Während die Profanbauten bereits nach zwei Jahren wieder aufgebaut worden seien, bat noch im Jahr 891 Erzbischof Hermann I. Papst Stephan V. um Zusendung von Reliquien als Ersatz für die verbrannten Kirchenschätze in der Stadt.
Noch 882 befestigten die Kölner ihre Stadtmauer erneut und verstärkten diese auch, was sich als sehr nützlich erweisen sollte, denn als die Wikinger 883 wieder kamen, blieb Köln dank der Mauer, anders als Bonn und Andernach, die erneut brannten, verschont. Im Jahr 891 erhielt Köln unter seinem Erzbischof Hermann von Papst Stephan V. bedeutende Reliquien für die wieder aufgebauten Kirchen.
Anfang des 10. Jahrhunderts wechselte in Köln ein vorletztes Mal in der Karolingerzeit die Herrschaft: In Ostfranken wurde Konrad I. zum König gewählt, was die lothringischen Fürsten zur Abspaltung bewog und in den Einflussbereich des karolingischen Westfranken brachte. Endgültig beendet wurde diese Phase von dem Sachsen Heinrich I., der mit wenigen Eroberungszügen Lothringen wieder zu Ostfranken brachte. 925 wurde Lothringens – und damit Kölns – Zugehörigkeit zum ostfränkischen Reich von den Fürsten und dem Kölner Erzbischof bestätigt.

## Das hochmittelalterliche Köln

### Ottonische Zeit
Erzbischof Brun, der Bruder des späteren Kaisers Otto I., war 953 zum geistlichen Oberhaupt von Köln gewählt worden. Nachdem unter seiner Führung ein Aufstand in Lothringen gegen ihren Bruder Herzog Heinrich I. niederschlagen wurde, machte Otto I. den Erzbischof auch zum Herzog von ganz Lothringen und damit zum weltlichen Fürsten in Köln. Damit hatte er die Gerichtsbarkeit sowie Markt- und Münzhoheit in der Stadt – dies markierte den Beginn einer Periode erzbischöflicher Macht in Köln, die bis zur Schlacht von Worringen im Jahr 1288 andauerte.
Brun hinterließ bleibende Spuren in der Stadt. So wurden unter seiner Herrschaft der alte Dom erweitert, mehrere Stifte und Klöster (zum Beispiel der Vorläuferbau der heutigen Kirche Groß St. Martin) gegründet und um 950 die Siedlungen der Rheinvorstadt, die bis dahin noch außerhalb der Stadtmauern lagen, in die Stadt eingegliedert (das Gebiet um den heutigen Alter Markt und Heumarkt). Für die Besuche des Kaisers in Köln ließ er in der Nähe des Domes vermutlich eine Pfalz errichten.
Kurz nachdem Otto I. im Jahr 965 mit seiner Familie den Erzbischof in Köln besucht hatte, starb Brun im Alter von 40 Jahren auf einer diplomatischen Mission in Reims. Er wurde in der Kölner Klosterkirche von St. Pantaleon beerdigt.

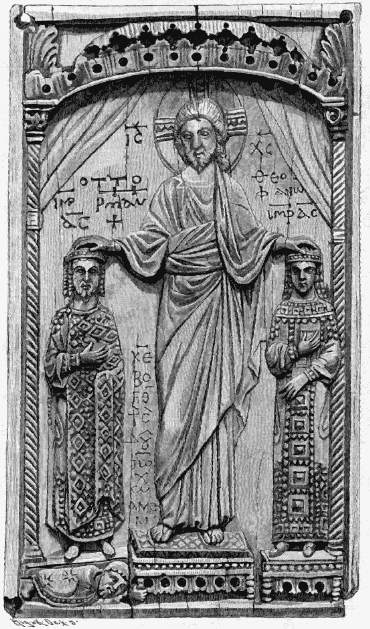
Otto II. und seine Gemahlin Theophanu, von Christus gekrönt und gesegnet; Relieftafel aus Elfenbein, etwa 982/983, Mailand (?), Museum Cluny, Paris

Nach Bruns nur kurz amtierendem Nachfolger Folcmar trat ab 969 vor allem Erzbischof Gero in Erscheinung. Er reiste 971 nach Konstantinopel, um eine Ehefrau für Otto II. zu suchen. Geplant war die Vermählung des Kaisersohns mit der Tochter des oströmischen Kaisers; Gero vermittelte schließlich die Vermählung mit dessen Nichte Theophanu im Jahr 972. Die Kaiserin führte nach dem Tod Ottos II. 983 sechseinhalb Jahre für ihren unmündigen Sohn Otto III. die Regentschaft. Sie starb bereits 991; der byzantinische Einfluss auf die deutsche Kunst und Kultur kann jedoch auf sie und ihr großes Gefolge zurückgeführt werden. Nachdem sie wie Brun in St. Pantaleon beigesetzt worden war, siedelten sich ihre Landsleute, Handwerker und Künstler, um diese Kirche an – was sich in Kölner Straßennamen wie Griechenmarkt niederschlug.
Das kunsthistorisch und ikonographisch bedeutende Gerokreuz im alten Dom soll der Überlieferung nach 970 von Gero beauftragt und aufgestellt worden sein. Nach dessen Tod wurde es an seinem Sarkophag im Dom aufgestellt. Von Geros Nachfolger, Erzbischof Everger, der zu Zeiten Geros Domschatzmeister gewesen war, wird in der Chronik Thietmar von Merseburgs berichtet, er habe sowohl Gero als auch dessen Nachfolger Warin scheintot bestatten lassen, um ihr Amt zu übernehmen. Evergers Nachfolger wurde Erzbischof Heribert. Er regierte von 999 bis 1021 und stiftete 1003 die Abtei Deutz. Während seiner Amtszeit hatten die Kölner mit mehreren Hungersnöten und Dürren zu kämpfen. Seine Gebete sollen zum ersehnten Regen geführt haben, so dass er nach seinem Tode 1147 heiliggesprochen wurde.

### Salische Zeit
Heriberts Amtsnachfolger Pilgrim trug durch die Königskrönung Heinrichs III. und seiner Mutter Gisela zu dem dauerhaften Anrecht der Kölner Erzbischöfe bei, in Aachen Krönungen vornehmen zu dürfen. Außerdem wurde er 1031 zum Erzkanzler für Italien ernannt, ein Ehrenamt, das nach ihm alle Kölner Erzbischöfe des Heiligen Römischen Reiches Deutscher Nation innehatten.
Der Kölner Erzbischof erhielt 1039 das Münzrecht und die Kölner Mark begann ihren Siegeszug am Niederrhein. Im folgenden Jahr (1040) wurde die erste nachweisbare Synagoge in Köln errichtet. Die Königin Richeza von Polen wurde 1061 in Köln beigesetzt.
Im Jahre 1074 kam es zu einer Rebellion der Kölner Bürger gegen ihren Lehnsherrn, den Erzbischof Anno II. Als Anno im Kölner Hafen ein Kaufmannschiff beschlagnahmen ließ, widersetzte sich der Sohn des reichen Kaufmanns diesem Übergriff. Anno konnte sich nur knapp vor der mordlustigen Bevölkerung in Sicherheit bringen und aus der Stadt fliehen. Er kehrte wenige Tage später mit bewaffneten Verbänden zurück, die Stadt kapitulierte, die Rädelsführer wurden drakonisch bestraft.
1096 befand sich in Köln der Sammelplatz für die Kreuzritter vom Niederrhein. Die Kreuzzügler plünderten und brandschatzten das Judenviertel. Im Verlauf der Auseinandersetzungen zwischen Kaiser Heinrich IV. und seinem Sohn Heinrich V. wurden 1106 neue Befestigungsanlagen errichtet. Köln schlug sich auf die Seite Heinrichs IV. Durch diese zweite Stadterweitung umfassten die Mauern nun ein Gebiet von 203,6 Hektar. Am 25. August 1128 legte ein durch Blitzschlag verursachtes Feuer das rechtsrheinische Deutz in Schutt und Asche. Zahlreiche Gebäude wurden zerstört. Das Kölner Rathaus wurde erstmals 1135 urkundlich erwähnt.

### Staufische Zeit
Für 1149 ist das große Kölner Stadtsiegel erstmals belegt; seine tatsächliche Entstehungszeit ist umstritten. Gegen 1140 lebten schätzungsweise 20.000 Bürger in der Stadt. Köln wurde 1150 von einem großen Brand und der Pest heimgesucht.
Der Kölner Erzbischof Rainald von Dassel brachte die Gebeine der Heiligen Drei Könige am 23. Juli 1164 nach Köln. Dadurch wurde Köln einer der wichtigsten Wallfahrtsorte des christlichen Europas und lockte in großer Anzahl Pilger und Könige zur Heiltumsfahrt nach Köln. Auch wegen der 1121 gefundenen und seitdem verehrten Reliquien des Hl. Gereon und seiner Gefährten sowie der im 12. Jahrhundert gefundenen Gebeine der legendären Heiligen Ursula und ihrer laut der Legende 11.000 Begleiterinnen wurde Köln zusammen mit Rom und Santiago de Compostela eine der drei großen Pilgerstätten des Spätmittelalters. Der Reliquienschatz Kölns soll Gegenstände von mehr als 800 Heiligen enthalten haben.

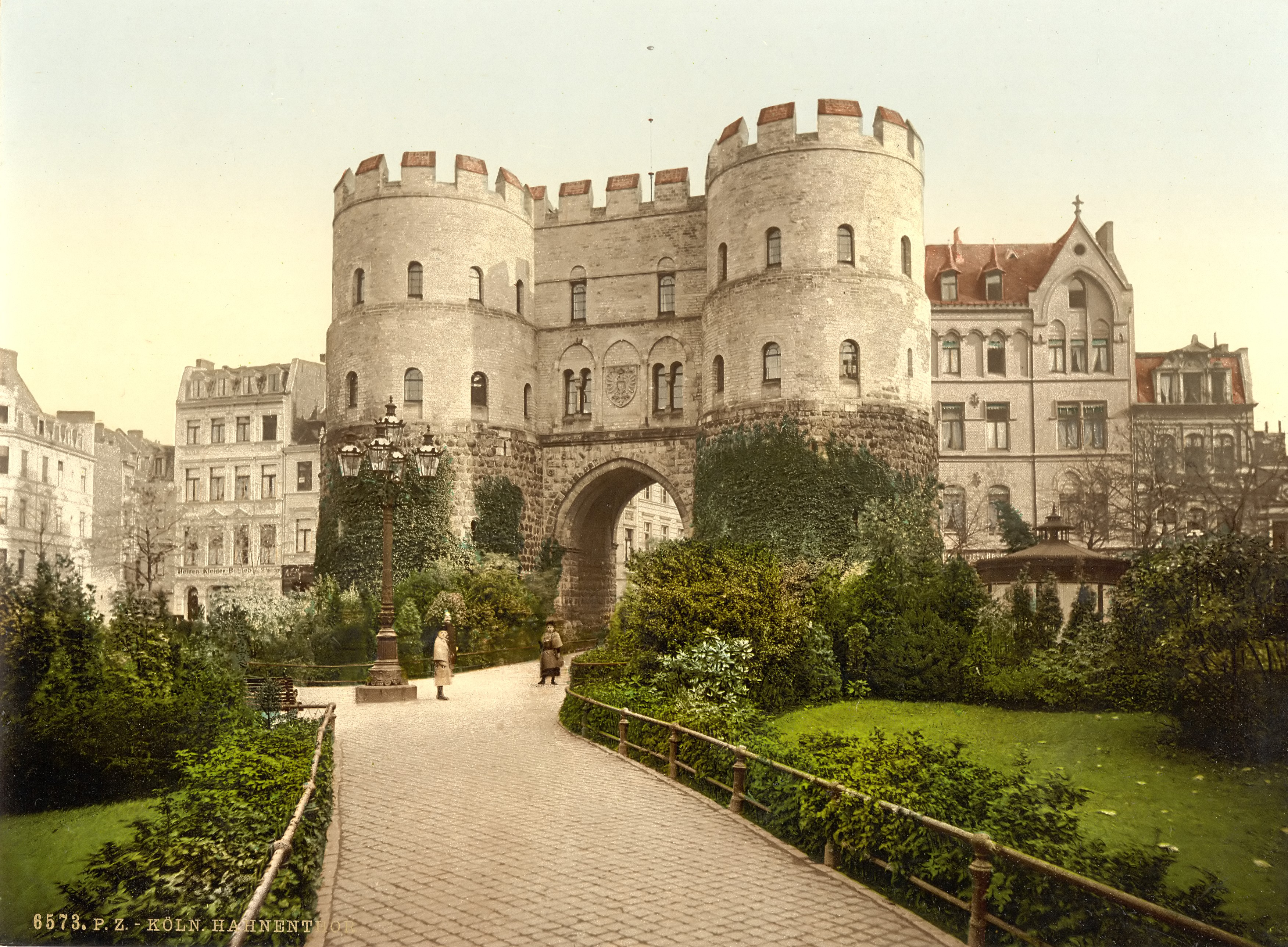
Die bis heute erhaltene Hahnentorburg ist eine von ursprünglich zwölf Torburgen in der acht Kilometer langen mittelalterlichen Stadtmauer von Köln. Coloriertes Foto um 1900.

Im Mai 1169 bestätigte Philipp anlässlich einer Auseinandersetzung zwischen dem Burggrafen und dem Vogt von Köln ein altes Weistum, worin deren amtliche Stellung und der Umfang ihrer Befugnisse und Gerechtsame sowie die Freiheiten der Kölnischen Bürger aufgezeichnet wurden. 1171 erneuerten die Senatoren der Stadt Köln den Kaufleuten von Dinant die Zoll-Privilegien, die ihnen bereits von dem Erzbischof Friedrich I. († 1131) verbrieft worden waren. 1174 lieh Erzbischof Philipp I. von Heinsberg zum Zweck eines Kriegszuges nach Italien von der Stadt Köln 1000 Mark und pfändete ihr dafür das Münzrecht.
Am 27. Juli 1180 verglich sich Erzbischof Philipp hinsichtlich der gegen sein Verbot angelegten Stadtbefestigung, dass gegen eine Zahlung von 2000 Mark und einen Grundzins der Status quo in Bezug auf Befestigung, Häuser und Vorbaue bleiben durfte. Damit wurde der Bau der Stadtbefestigung sanktioniert. Der Vertrag wurde am 11. August von Kaiser Friedrich I. bestätigt. Die große mittelalterliche Stadtmauer wurde in den folgenden sechs Jahrzehnten gebaut. Die Fläche der Stadt wuchs von 203,6 ha auf 402,6 ha. Nach der Fertigstellung war die Mauer mit 52 Türmen und 12 Toren das größte Befestigungswerk Europas. Das Leprosorium von Köln, im Hof Melaten verkehrsgünstig an der Köln-Aachener Straße gelegen, wurde erstmals in der Schreinskarte der Pfarrei St. Aposteln 1180 erwähnt. Das zerstörte Siechenhaus wurde als hoff to Malaten buyten Colne erstmals am 25. April 1243 urkundlich erwähnt.
Der Rat der Stadt Köln erscheint erstmals 1216 in den tradierten Urkunden. Der Einzug der künftigen Kaiserin und englischen Prinzessin Isabella von England 1235 auf ihrer Reise zu ihrer Hochzeit in Worms mit Kaiser Friedrich II. wurde eines der „großartigsten gesellschaftlichen Ereignisse des Hochmittelalters“. Isabella wurde mit allen Ehren empfangen und blieb sechs Wochen in Köln. Erzbischof Konrad von Hochstaden legte am 15. August 1248 den Grundstein für den Neubau des Kölner Doms. Der Kirchenlehrer Albertus Magnus spielte in seiner Kölner Zeit eine herausragende Rolle in den Auseinandersetzungen zwischen Stadt und Erzbischof. Im Kleinen Schied vom 17. April 1252 und im Großen Schied vom 28. Juni 1258 gutachtete er beim Streit zwischen Stadt und Bischof. Mit dem Großen Schied wurde die oberste Gerichtsgewalt und die oberste Macht dem Erzbischof zugesprochen. Gleichzeitig bestätigte der Spruch aber auch das Selbstverwaltungsrecht der Kommune. Die Folge war, dass Konrad von Hochstaden die angestrebte Landeshoheit über Köln nicht durchsetzen konnte und sich mit der Oberaufsicht begnügen musste.

## Das spätmittelalterliche Köln
Köln trat im Juli 1254 dem Rheinischen Städtebund bei, der 59 Städte und auch Territorialfürsten umfasste und bis 1257 bestand. Motiv für die Gründung war die Unsicherheit im Heiligen Römischen Reich zur Zeit des Interregnums. Der Rheinische Städtebund forderte die Abschaffung der etwa 30 Rheinzölle, die den Handel stark behinderten. Er wandte sich gegen Fehden und setzte Regelungen für Konfliktfälle fest.
Erzbischof Konrad von Hochstaden verlieh der Stadt Köln am 7. Mai 1259 das Stapelrecht. Danach mussten alle an- und durchreisenden Kaufleute ihre Waren zu Köln „stapeln“ und zum Verkauf anbieten. In Köln wurden seit jeher die Waren von den größeren Niederländer Aaken auf die Oberländer, die auf dem Mittelrhein getreidelt werden konnten, umgeladen werden. Das Stapelrecht war maßgeblich für die Entwicklung Kölns zur europäischen Wirtschaftsmetropole des Spätmittelalters. Erzbischof Engelbert II. von Falkenburg sicherte den Juden der Stadt 1266 seinen Schutz zu. Im Streit zwischen den Bürgern und dem Erzbischof kam es im Oktober 1268 zum Kampf an der Ulrepforte. Der Konflikt wurde in der Reimchronik Gottfried Hagens dargestellt.
Am 15. November 1280 starb Albertus Magnus in Köln. Die Kölner Bürger erkämpften in der Schlacht von Worringen am 5. Juni 1288 ihre Freiheit von der erzbischöflichen Stadtherrschaft. Bei dem Konflikt zwischen Siegfried von Westerburg, Erzbischof von Köln, und Herzog Johann I. von Brabant schlug sich die Stadt Köln auf die Seite des Herzogs. Der Erzbischof geriet in Gefangenschaft. Die Stadt Köln erlangte in der Folge de facto den Status einer Freien Reichsstadt, wenngleich die Anerkennung de jure noch bis 1475 auf sich warten ließ.
Der Chor des neuen gotischen Doms wurde am 27. September 1322 geweiht. Die Reliquien der Heiligen Drei Könige, Anziehungspunkt für zahlreiche Pilger, wurden in den neuen Dom überführt. Um 1324 war Meister Eckhart Leiter des Studium generale in Köln. Er wurde 1325 durch Mitbrüder beim Kölner Erzbischof Heinrich II. von Virneburg, Erzbischof von Köln wegen angeblich häretischer Glaubensaussagen denunziert und starb entweder 1327 oder 1328 in Köln oder in Avignon.
In einer Eintragung in das Eidbuch des Kölner Rats am 5. März 1341 wurde der Karneval erstmals erwähnt. Im Sommer 1349 forderte die Pest täglich mehr als hundert Opfer. In der Nacht vom 23. auf den 24. August 1349 kam es zu einem Pestpogrom, bei dem die Kölner Judengemeinde ausgelöscht wurde. Im „Hansasaal“ des Kölner Rathauses tagte am 19. November 1367 eine Versammlung der Hansestädte und bildete die Konföderation gegen den dänischen König Waldemar IV.
Die Auseinandersetzungen zwischen den den Rat und die Richerzeche dominierenden Patriziern und den aufstrebenden Zünften erreichten im so genannten Kölner Weberaufstand einen ersten Höhepunkt. Es gab in Köln gegen Ende des 14. Jahrhunderts ungefähr 300 Weberwerkstätten mit bis zu 6000 Beschäftigten. Produziert wurden bis zu 20.000 Ballen (1,60 Meter breites Tuch von 25 Meter Länge) im Jahr. Der Kölner Gewandschneider Wilhelm Wavern exportierte zu dieser Zeit jährlich 10.000 Paar Hosen. Ein Webergeselle verdiente damals etwa 8 Schilling pro Tag bei folgenden Lebenshaltungskosten: ein Hahn 3 Schilling, 25 Eier 25 Schilling, ein Fisch 2 Schilling, eine Hose 32 Schilling, 1 Paar Schuhe 10 Schilling. Der Weberaufstand sollte der immensen wirtschaftlichen Bedeutung der Weberzünfte Rechnung tragen. Er begann zu Pfingsten 1369 und endete in der blutigen Weberschlacht am 20. November 1371 auf dem Waidmarkt mit einer schweren Niederlage der Weberzunft, die daraufhin hart bestraft wurde. Vorübergehend konnten die patrizischen Familien ihre Macht wiederherstellen. Die Richerzeche wurde restituiert, 1396 aber endgültig abgeschafft.
Im Jahr 1374 kam es zum höchsten bislang in Köln erreichten (eisfreien) Hochwasser. Nach Schneeschmelze und tagelangen Regenfällen in weiten Teilen des Rheineinzugsgebietes wurde am 11. Februar ein Wasserstand von etwa 13,30 m erreicht. Während der Scheitelwelle konnten Boote über die rheinseitige Stadtmauer fahren. Es handelte sich um ein durch zahlreiche zeitgenössische Quellen belegtes, einmaliges Ereignis. Vom April 1375 bis zum Friedensschluss am 16. Februar 1377 kam es im so genannten Schöffenkrieg zu einer schwerwiegenden Machtprobe zwischen der Stadt Köln und Erzbischof Friedrich von Saarwerden. Anlass war ein Kompetenzstreit im Zusammenhang mit den Schöffen, die dem erzbischöflichen Burggrafen beim Hochgericht beisaßen oder ihn vertraten. Im Verlauf des Schöffenkrieges verhängte Kaiser Karl IV. die Reichsacht über Köln, und im Kölner Umland, insbesondere in Deutz, wurden schwere Zerstörungen angerichtet.
Die Alte Universität Köln wurde am 21. Mai 1388 von der Kölner Bürgerschaft gegründet und vom römischen Papst Urban VI. bewilligt. Die Eröffnung erfolgte am Dreikönigstag 1389. Gründungsrektor war Hartlevus de Marca, der den Lehrbetrieb mit einer Disputation mit dem Theologieprofessor Gerhard Kikpot von Kalkar über Jesaja 60,1 („die Herrlichkeit des Herrn ging strahlend auf über dir“) eröffnete. Die Universität hatte ihre Vorgänger in den Generalstudien der Mendikantenorden insbesondere denen der Dominikaner, die Albertus Magnus 1248 eingerichtet hatte. Die Kölner Universität war die vierte Universitätsgründung im Heiligen Römischen Reich nördlich der Alpen nach der Karls-Universität in Prag (1348), der Universität Wien (1365) und der Ruprecht-Karls-Universität Heidelberg (1386). Die Alte Universität wurde am 28. April 1798 von den 1794 in Köln eingerückten Franzosen wie schon 1795 die Universitäten in Frankreich und die Universität Mainz mit der Umwandlung in eine Zentralschule für das Département de la Roer, genannt „Université de Cologne“, geschlossen.
Am 6. November 1395 erschütterte morgens um 3 Uhr ein schweres Erdbeben die Stadt Köln, nachdem schon acht Tage vorher Hagelschauer mit Körnern so groß wie Hühnereier die Leute erschreckt hatten.

### Der Verbundbrief von 1396

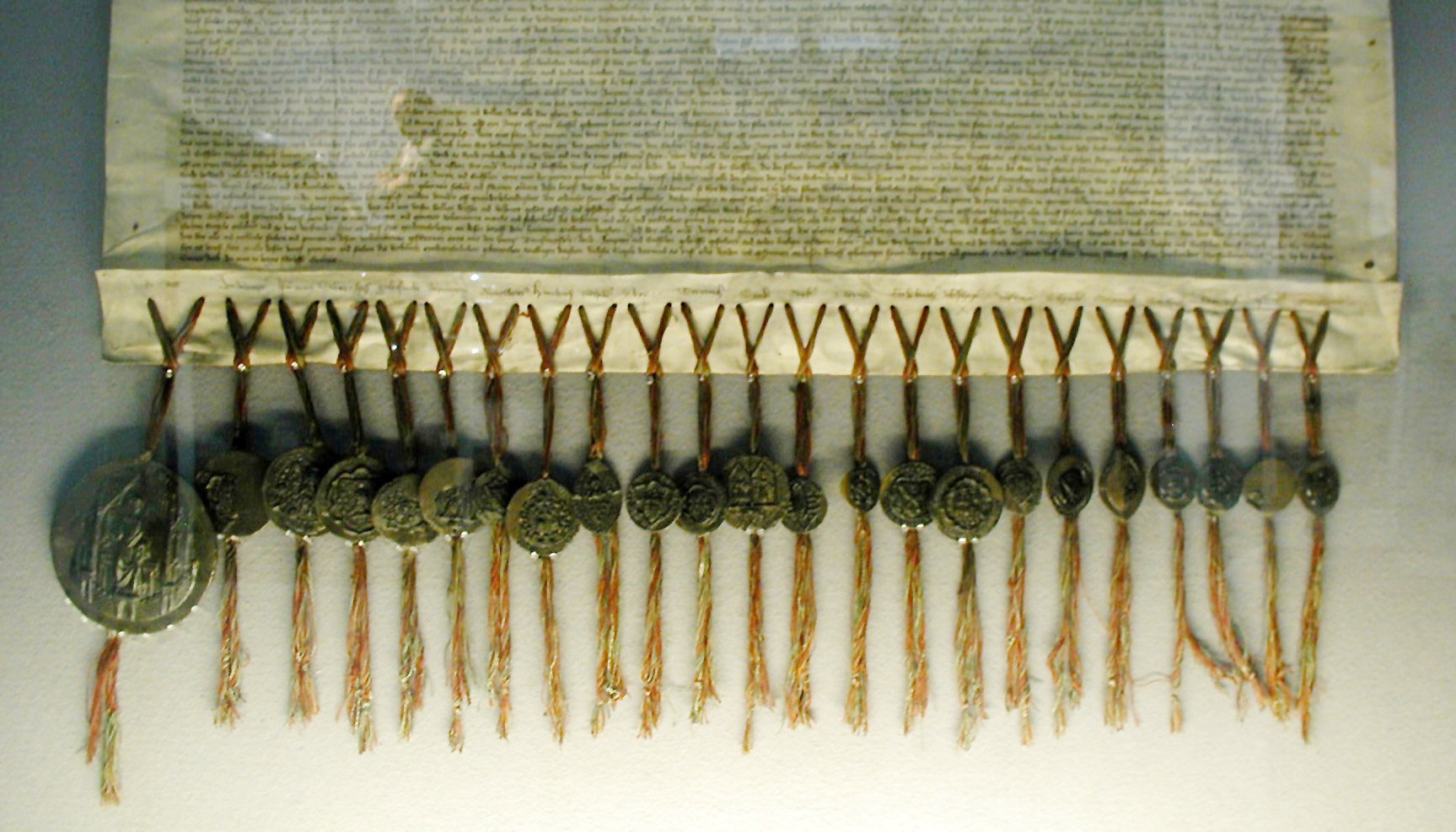
Ausschnitt des Kölner Verbundbriefes (Kölner Stadtmuseum)

Im Jahr 1396 wurde durch eine unblutige Revolution die Patrizierherrschaft in Köln endgültig beendet. An ihre Stelle trat eine ständische Verfassung, die sich auf die Organisation der Gaffeln stützte. Vorausgegangen waren jahrelange Auseinandersetzungen innerhalb des Rates und des ihn konstituierenden Patriziats.
Am 8. Juli 1391 schaltete Hilger Quattermart von der Stesse, der Führer der patrizischen Greifen-Partei, die Schöffen des Hochgerichts aus. Am 11. August 1391 ging das Recht der Bürgermeisterwahl von der Reichen-Korporation Richerzeche auf den Rat über. Am 17. Juli 1394 beschloss der Rat die „Ewige Verbannung“ Heinrich von Staves, eines Oheims von Hilger Quattermart, wegen dessen Umtrieben in Sachen Deutzer Zoll. Am 26. Dezember 1395 kam es in einer stürmischen Ratssitzung zur Löschung des Verbannungsdekrets gegen Heinrich von Staves durch Hilger Quattermart aus dem Ratsbuch; dem folgte ein provokatorisches Auftreten Heinrich von Staves in der Stadt. Am 4. Januar 1396 wurde die Partei der „Greifen“ mit ihrem Führer Hilger Quattermart von der Partei der am Vortag gegründeten Partei der „Freunde“ unter Führung von Konstantin von Lyskirchen entmachtet.
Hilger Quattermart floh. Sein Verwandter Heinrich von Stave wurde am 11. Januar 1396 auf dem Neumarkt hingerichtet, viele der „Greifen“ wurden zu lebenslanger Kerkerhaft verurteilt. Am 18. Juni 1396 versuchte Konstantin von Lyskirchen alte patrizische Rechte wiederherzustellen. Die dagegen protestierenden Handwerker- und Kaufleutezünfte wurden von ihm „vom hohen Ross herab“ nach Hause geschickt. Daraufhin nahmen die Zünfte die „Freunde“ in ihrem Versammlungsraum gefangen. Die „Greifen“ wurden befreit. Am 24. Juni 1396 trat ein 48-köpfiger provisorischer Rat aus Kaufleuten, Grundbesitzern und Handwerkern zusammen.
Der Stadtschreiber Gerlach von Hauwe formulierte daraufhin den so genannten Verbundbrief, der am 14. September 1396 von den 22 so genannten Gaffeln unterzeichnet und in Kraft gesetzt wurde. Die Gaffeln waren heterogen zusammengesetzt, in ihnen waren die entmachteten Patrizier, Ämter, Zünfte und Einzelpersonen zusammengefasst, nicht aber die zahlenmäßig sehr starke Geistlichkeit; jeder kölnische Bürger musste einer der Gaffeln beitreten. Der Verbundbrief konstituierte einen 49-köpfiger Rat; in ihn wurden 36 Ratsherren aus den Gaffeln und 13 Gebrechsherren berufen. Er blieb bis zum Ende der Freien Reichsstadt 1797 in Kraft. Am 14. April 1397 bestätigte der Rat die Zunftbriefe der Garnmacherinnen, Seidenmacherinnen und Goldspinnerinnen analog zu übrigen Zunftordnungen. Wirtschaftlich erreichten die Kölner Frauen im Spätmittelalter eine Freiheit wie nirgends sonst im Deutschen Reich. Frauen handelten selbständig und waren weitgehend geschäftsfähig.

### Königskrönung im Dom

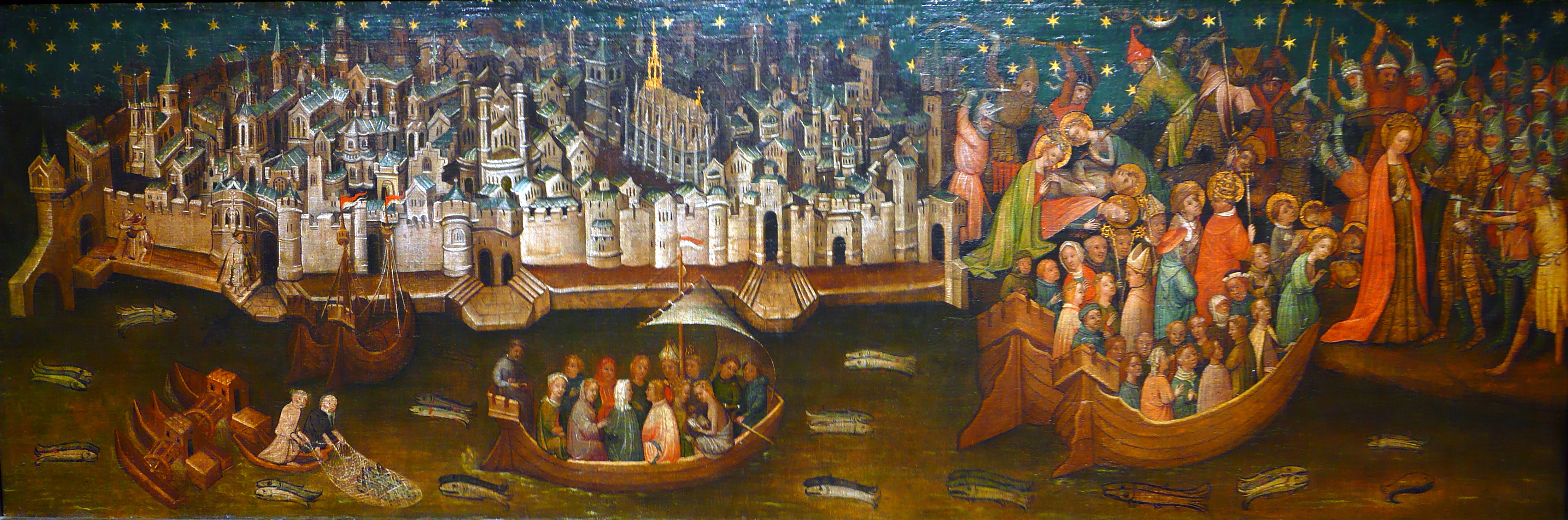
Köln um 1411

Um 1400 lebten schätzungsweise 40.000 Bürger in der Stadt. Damit war Köln zu dieser Zeit die größte Stadt des Heiligen Römischen Reichs. Nach der Wahl Ruprechts von der Pfalz als Gegenkönig König Wenzels im Jahr 1400 verweigerte Aachen auf Initiative von Köln hin dem Gegenkönig den Einzug in die Stadt.
Am 6. Januar 1401 erfolgte im Kölner Dom die Krönung Ruprechts von der Pfalz zum deutschen König, und am 6. Juli 1402 wurde im Dom die „englische Heirat“ zwischen Blanca von England, Tochter von Henry IV., und Ludwig III., dem Sohn König Ruprechts, geschlossen. Sie war unter Vermittlung von Unterhändlern des Kölner Rats zustande gekommen. 1403 verbot der Rat eine jegliche Vermummung. an den Fastnachtstagen.

### Bauten für Rat und Handel
Der Rathausturm wurde 1414 vollendet, er wurde als Archiv, Waffenkammer und Feuerwache genutzt. Im gleichen Jahr begann die Herrschaft von Erzbischof Dietrich II. von Moers (1414–1463), die mit 49 Jahren längste Regierung eines Erzbischofs von Köln. Die Kölner Juden wurden nach ihrer Wiederansiedlung von 1372 im Jahr 1424 endgültig aus der Stadt vertrieben. Die Synagoge wurde zur Ratskapelle St. Maria in Jerusalem umgebaut, die Kölner Mikwe verfüllt. Damit endete die Tradition einer der ältesten und bedeutendsten Siedlungen von Juden auf deutschem Boden.
Die erste Kölner Bettelordnung wird auf 1435 datiert und wurde in die Kölner Statuten von 1437 aufgenommen. Sie schreibt vor, dass Gesunde für ihren Lebensunterhalt arbeiten oder die Stadt verlassen müssen und dass Bettler ihre Wunden und Gebrechen nicht öffentlich zur Schau stellen dürfen, damit die „guten Bürger“ nicht belästigt werden. Die Bettelordnung richtete sich zudem gezielt gegen auswärtige Bettler. Stefan Lochner vollendete um 1445 das Altarbild Altar der Stadtpatrone, das das Selbstbewusstsein der Freien Reichsstadt widerspiegelt und heute im Dom ausgestellt ist. Im gleichen Jahr erteilte der Rat am 11. Juni den Befehl, dass alle Ferkel – bis auf die der Bäcker, Brauer und Landwirte – innerhalb der Stadt abzuschaffen seien. Dieser und zahlreiche ähnliche, vermutlich ebenso wenig erfolgreiche Erlasse des Rats werfen ein grelles Licht auf die innerstädtischen hygienischen Zustände. Mit Wilhelm Roggelin und Peter Puckgassen wurden am 16. August 1448 die ersten amtlich bestallten Müllmänner der Stadt angestellt.
Der Gürzenich, das Ball- und Tanzhaus des Rates, wurde von 1441 bis 1447 von Stadtbaumeister Johann van Bueren errichtet. Am 26. Februar 1446 fand der erste, urkundlich belegte Hexenprozess in Köln statt. Nach dem Schwören der Urfehde wurde die Angeklagte freigelassen. Der Rat der Stadt verbot 1449 die Einfuhr fremden Bieres nach Köln, bei Zuwiderhandlung drohten den Importeuren Gefängnisstrafen. 1466 wurde der erste bekannte Kölner Buchdruck (Liber Johannis Chrysostomi super psalmo quinquagesimo) in der Druckerei von Ulrich Zell publiziert. Zell hatte sein Handwerk wahrscheinlich bei den Mainzer Buchdruckern Peter Schöffer und Johannes Fust gelernt; ein Jahrzehnt später gab es bereits 10 Druckereien in Köln. 1469 verfasste Heinrich von Beeck eine umfassende Geschichte der Stadt Köln, die Agrippina genannte Universalchronik Chronica coloniensis. Darin wurde die Geschichte der Stadt von den Anfängen bis ins Jahr 1419 dargestellt. Neben der Chronik steht in der Handschrift gleichberechtigt ein Urkundenteil.

## Köln als Freie Reichsstadt

### Kölner Stiftsfehde

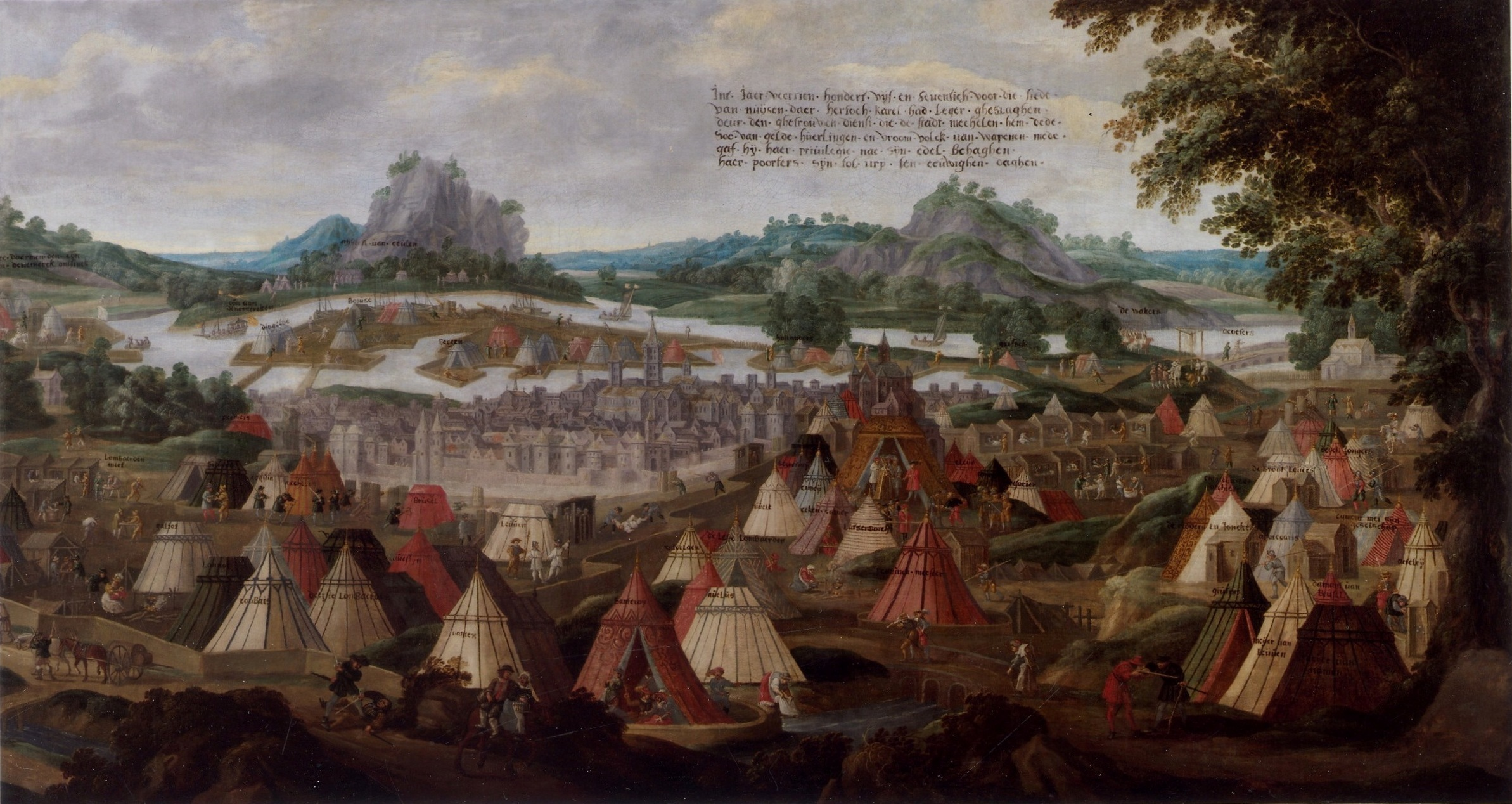
Existenzielle Krise: Karl der Kühne bei der Belagerung von Neuss

Eine Auseinandersetzung zwischen Erzbischof Ruprecht von der Pfalz und dem Domkapitel entwickelte sich 1474 zu einem Krieg mit internationaler Beteiligung, der als Kölner Stiftsfehde bezeichnet wird. Diese stürzte die Stadt Köln in eine existenzielle Krise. Da sich der Erzbischof nicht an die finanziellen Vereinbarungen halten mochte, die er bei seiner Wahl 1463 eingegangen war, wählte das Domkapitel 1473 Landgraf Hermann von Hessen zum Stiftsverweser, was als Rebellion wahrgenommen wurde. Der Erzbischof bat daraufhin den mächtigen Herzog von Burgund, Karl den Kühnen, der über die flandrischen und niederländischen Länder herrschte, um militärischen Beistand. Als Karl mit einer modern ausgerüsteten Armee gegen die zum Kölner Erzstift gehörende Stadt Neuss zog, um anschließend Köln anzugreifen, fürchtete die Bürgerschaft Kölns um ihre Selbständigkeit. Die Stadt begann mit umfangreichen Kriegsvorbereitungen, verstärkte die Stadtmauern und sendete ein Truppenkontingent zur Verteidigung der Stadt Neuss. Gleichzeitig gelang es der Bürgerschaft, Kaiser Friedrich III. zur Entsendung eines Reichsheeres zu bewegen; als dieses vor Neuss eintraf, gab die burgundische Armee die Belagerung auf. In der Folge erhob der Kaiser die Stadt Köln offiziell zur Freien Reichsstadt. Da die Stadt aber die außergewöhnlich hohen Kriegskosten, zu denen auch der Unterhalt des Reichsheeres gehörte, selbst tragen musste, waren die städtischen Finanzen vollständig zerrüttet. Köln brauchte Jahrzehnte, um seine finanzielle Handlungsfähigkeit zurückzugewinnen.

### Auseinandersetzung um den Stalhof

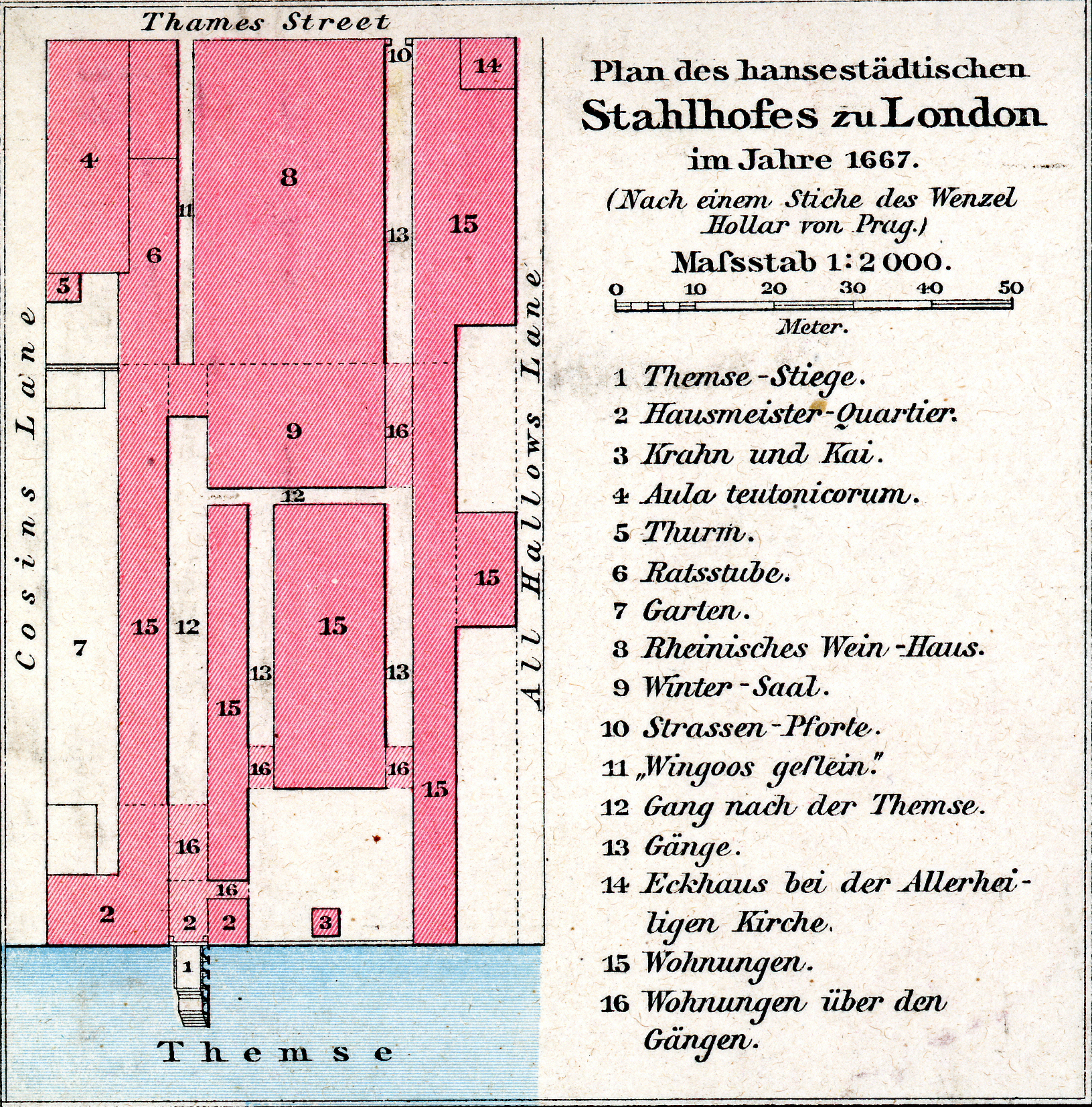
Stahlhof in London: Wichtigster Kölner Handelsstützpunkt

Der traditionell wichtigste Stützpunkt für den Kölner Fernhandel war der Stalhof in London. Die mit Handelsprivilegien ausgestattete repräsentative Handelsniederlassung erlaubte den Kölner Händlern den Englandhandel entlang des Rheins zu dominieren. Am Status des Stalhofs entzündete sich 1469 der Hansisch-Englische Krieg, der erst 1474 beigelegt werden konnte. In dieser vor allem als Kaperkrieg geführten Auseinandersetzung verhielt sich Köln wegen seiner besonderen, mehr als 300 Jahre bestehenden Beziehungen zum Englandhandel neutral und nahm es sogar hin, 1471 aus der Hanse ausgeschlossen zu werden. Erst nachdem sich die Hanse im Kaperkrieg durchgesetzt, der Stalhof den Händlern restituiert und die alten Privilegien von der englischen Krone erneuert worden waren, wurde Köln 1476 wieder als Mitglied in der Hanse akzeptiert. Der Englandhandel blieb bis in die zweite Hälfte des 16. Jahrhunderts ein wesentlicher Aktivposten im Kölner Fernhandel und England ein primärer Markt für den aus Köln gehandelten Wein. Den Kölnern gelang es, die Distribution englischen Zinns weitgehend zu monopolisieren. Darüber hinaus beherrschten die Kölner den Englandhandel mit Rüstungsgütern (Schwerter, Harnische, Speere). Insgesamt blieb Köln bis zur Mitte des 16. Jahrhunderts eine prosperierende Handelsstadt, die weiterhin die Warenströme über den Rhein von London bis nach Italien kontrollieren konnte und diese gleichzeitig in west-östlicher Richtung mit den Handelswegen nach Frankfurt und Leipzig verknüpfte. Die Bedeutung des Kölner Handels ist daran abzulesen, dass die Kölner Händler im gesamten Europäischen Wirtschaftsraum anzutreffen waren. Die zentrale Bedeutung des Kölner Handels im gesamten Reich spiegelte sich auch darin, dass die Kölner Mark im Jahre 1524 von Kaiser Karl V. offiziell zum Reichsmünzgewicht bestimmt wurde. Der Kölner Pfennig, von dem 160 aus einer Kölner Mark geschlagen wurden, war eine Standardwährung des Hohen Mittelalters.

### Präsenz von Kaiser und König

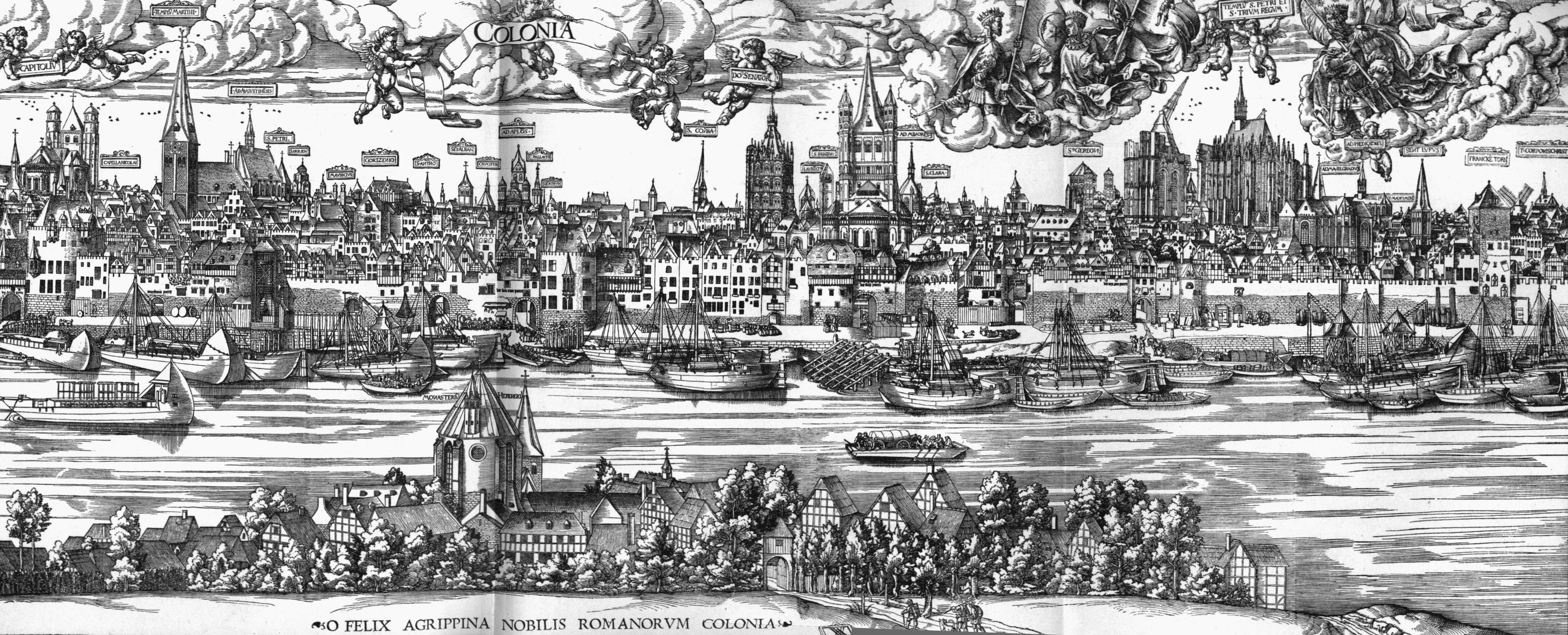
Kaiserliches Präsent: Stadtpanorama der Reichsstadt Köln (1531)

In den Jahren zwischen 1484 und 1531 hielten sich die Kaiser und Könige oft in Köln auf, was den Kölnern Patriziern eine willkommene Nähe zum Habsburgischen Herrscherhaus ermöglichte. Als ein mittelbares Ergebnis der Kölner Stiftsfehde hatte sich 1477 Erbfolger Maximilian mit Maria, Herzogin von Burgund verheiratet, und damit einen habsburgischen Zugriff auf die reichen flandrischen und niederländischen Ländereien der Burgunder ermöglicht. Um sich dieses Erbe als Besitz dauerhaft zu sichern, war die königliche Präsenz in der Region notwendig. 1484 wurde Maximilian, als reichsdeutscher Stellvertreter seines kaiserlichen Vaters Friedrich, zum Deutschen König gekrönt. Die ausgedehnten Feierlichkeiten fanden in Köln statt, das in diesem Jahr wie eine Hauptstadt der Habsburger erschien. Maximilian ernannte den Kölner Kaufmann Nicasius Hackeney zu seinem obersten Finanzberater. Der Reichstag, der 1505 in Köln abgehalten wurde, galt wegen seiner Prachtentfaltung den Zeitgenossen als Höhepunkt der kaiserlichen Herrschaft Maximilians, der mit dem Kölner Schiedsspruch zudem neue Territorien zu Lasten der Wittelsbacher gewann; darüber hinaus wurde der Reichstag 1512 zwar in Trier begonnen, aber in Köln fortgesetzt und beendet. Karl V. wurde 1520, Ferdinand I. 1531 in der Aachener Pfalzkapelle vom Kölner Erzbischof zum römisch-deutschen König gekrönt. Beide reisten – wie seit altersher üblich – anschließend nach Köln, um den Heiligen Drei Königen im Dom zu huldigen. Die Krönungsfeierlichkeiten fanden daraufhin mit großer Prachtentfaltung in Köln statt. Zur Feier 1531 hatte der Kölner Rat von Anton Woensam eine detailreiche Stadtansicht fertigen lassen, die sie zur Dokumentation der Kölner Bedeutung und Größe dem neu gekrönten Ferdinand überreichten. Auch Karl V. erhob einen Kölner Patrizier zu seinem Berater. Den zwölfmalige Kölner Bürgermeister Arnt von Siegen konsultierte der Kaiser in allen Fragen der Glaubenspolitik. Bei seinen Besuchen in Köln 1545 und 1550 residierte Karl daher auch im Stadtpalais der von Siegen am Holzmarkt.

### Oligarchische Kränzchen im Rat

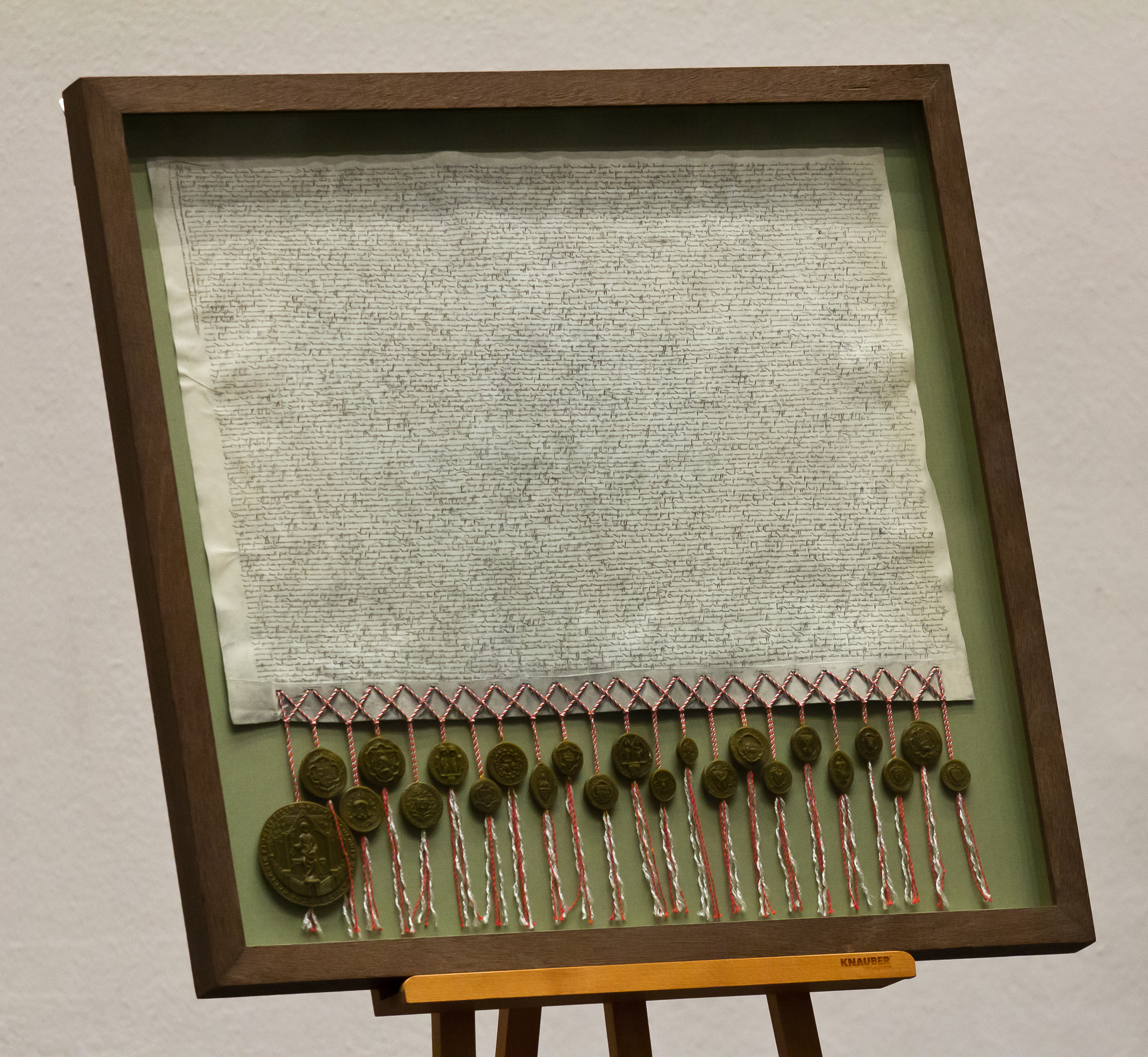
Neue Verhaltensregeln: Transfixbrief (1513) beseitigt die Kölschen Kränzchen

Nach der Kölner Stiftsfehde 1475 wurde Köln zwar als Reichsstadt bestätigt, allerdings mit erheblichen finanziellen Belastungen zurückgelassen, die die Stadt an die Grenze der Zahlungsunfähigkeit führten. Schuldner waren vorwiegend die reichen Kölner Kaufleute, die zur Finanzierung hatten Zwangsanleihen zeichnen müssen. Der von diesen Zirkeln dominierte Rat versuchte durch Anhebung der indirekten Steuern – vor allem auf Nahrungsmittel und Wein – die Zahlungsfähigkeit der Stadt zu erhalten, um den Schuldendienst leisten zu können.
Tatsächlich wurde der Rat in der Blütezeit der Reichsstadt von einer kleinen Gruppe einflussreicher und sehr wohlhabender Familien dominiert; über einen Zirkel von Ratsfreunden sorgten sie dafür, dass nur genehme Personen nachrückten. So entstand eine oligarchische Herrschaft, in der sich zunehmend Korruption und Günstlingswirtschaft entwickelten, die als Kölner Klüngel sprichwörtlich geworden sind. Ein Zentrum bildete eine Interessenvertretung von Ratsherren, die sich selbst als krensgin (Kränzchen) bezeichneten und die offenbar die meisten wichtigen Entscheidungen trafen, selbst ohne die anderen Mitglieder des 49-köpfigen Rates hinzuzuziehen. Das intransparente Finanzgebaren und die hohen und teilweise als willkürlich empfundenen Steuerregelungen führten zu einer anhaltenden Auseinandersetzung innerhalb der Führungszirkeln der Stadt, die nach einem 1482 abgewendeten Umsturzversuch erst 1513 durch die Neuregelungen im Transfixbrief gelöst wurden.
1481 nutzte Ratsherr Werner von Lyskirchen, der einer der alten Kölner Patriziergeschlechter entstammte, die latente Unzufriedenheit in den Gaffeln und Zünften zu einem Umsturzversuch. Die als „Große Schickung“ in die Chroniken eingegangene Aktion wurde schnell von den rivalisierenden Familien und Zirkeln erstickt und Werner schließlich enthauptet. Die oligarchischen Strukturen, die die Stadt beherrschten, blieben erhalten. Im Verlauf einer Auseinandersetzung 1512 machten sich aus der Sicht von rivalisierenden Bürgern die kleinen Zirkel im Rat sogar der Rechtsbeugung und des Betrugs schuldig, um ihre Privilegien zu verteidigen. Daher kam es im Januar 1513 zu einem Aufruhr, in dessen Folge die in Gaffeln organisierten Stadtbürger die Gewalt an sich rissen und den Rat entmachteten. Zehn ehemalige Ratsherren wurden wegen ihrer Verfehlungen verurteilt und hingerichtet; die Vertreter der Gaffeln reformierten die Besteuerung und führten eine Neuwahl durch. Neue Verhaltensregeln, die die Bildung oligarchischer Strukturen verhindern sollten, wurden bis zum Dezember 1513 im Transfixbrief festgeschrieben, der den seit 1396 geltenden Verbundbrief ergänzte. Unter anderem erweiterten die neuen Regelungen die Rechte der Bürger, insbesondere die Unverletzlichkeit von Person und Wohnung.

### Dombau vor der Unterbrechung

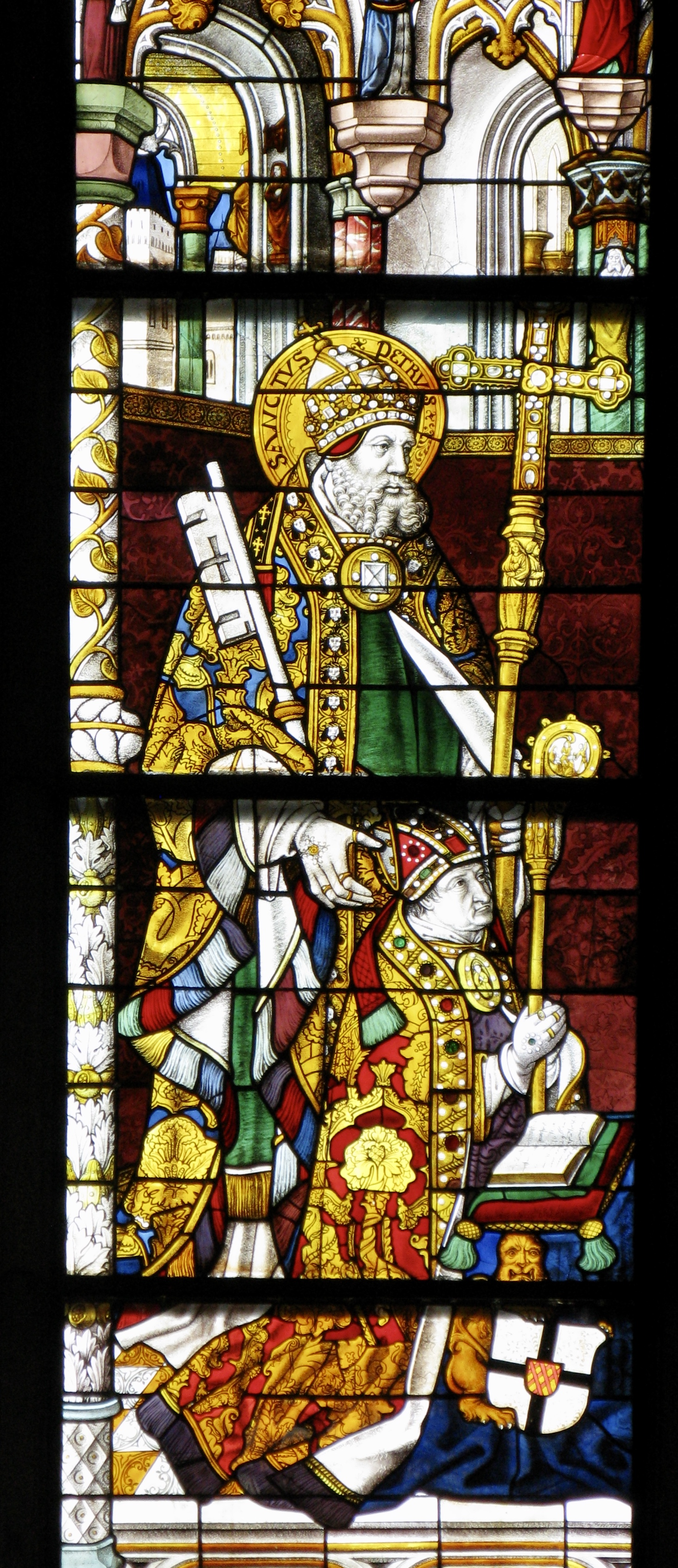
Illusion von Edelsteinen: Handwerkliche Meisterschaft der Kölner Glasmaler im Petrus-Wurzel-Jesse-Fenster (Detail, 1508)

Als die Stadt Köln 1474 alle Kräfte mobilisierte, um sich gegen den anrückenden Herzog von Burgund zu rüsten, wurde auch der Dombau unterbrochen. Die Handwerker wurden zum Schantzdienst verpflichtet. Johann Kuyn von Frankenberg, der letzte namentlich bekannte Dombaumeister des Mittelalters, musste die Dombauhütte auflösen. Nach dem Krieg verzichtete Erzbischof Hermann von Hessen wegen der vollkommenen Überschuldung des Erzstifts rund 30 Jahre darauf, den Bau fortzusetzen. Die weiterhin reichlich fließenden Spenden verwendete er offenbar, um den finanziellen Handlungsspielraum in Kurköln wiederzugewinnen. Erst sein Nachfolger, Erzbischof Philipp II. von Daun, ließ die Bauhütte wieder einrichten und 1508 die Glasfenster im Nordseitenschiff einsetzen. Sie gelten als besonders qualitätsvolle Glasmalerei, für die die angesehensten Vertreter der Kölner Malerschule die Entwürfe schufen. Der geregelte Baubetrieb musste dann nach 1525 vollständig eingestellt werden, weil das wichtigste Finanzierungsinstrument, der Ablasshandel, durch die Reformation austrocknete. Spätestens 1560 ruhte der Dombau – und wurde erst 1823 wieder aufgenommen.

### Seide aus Köln
Die Seidenherstellung, die seit dem frühen Mittelalter in Köln heimisch war, erlebte bis zur Mitte des 16. Jahrhunderts ihre letzte Blüte. Köln galt neben Paris als eines der großen Produktionszentren nördlich der Alpen. Um 1500 war die Seidenweberei wahrscheinlich das erfolgreichste Kölner Exportgewerbe überhaupt. Die Herstellung von Seidenstoffen wurde vom Seidenamt kontrolliert, einer Zunft, in der vorwiegend Frauen tätig waren. Diese Praxis, die außer in Köln nur in Paris gepflegt wurde, ließ eine größere Anzahl von Zunftmeisterinnen zu beachtlichem Wohlstand kommen. Für die Töchter wohlhabender Familien wurde es eine anerkannte Karriereperspektive, in das Seidengeschäft einzutreten. Bekannteste Zunftmeisterin war Fygen Lutzenkirchen, die als erfolgreichste Seidenunternehmerin Kölns gilt und zu den wohlhabendsten Kölner Bürgern um 1498 gehörte. Die Seidenherstellung war eng mit dem Seidenhandel verbunden, weil die Rohseide von norditalienischen Handelsplätzen, in der Regel über Venedig und Mailand, eingeführt werden musste. Das Seidenweben und die handwerkliche Weiterverarbeitung – Bortenweberei, Seidenstickerei – wurde vorwiegend im Verlagssystem organisiert. Die Großhändlerin finanzierte die Rohstoffe vor und überließ den Handwerkerinnen die Arbeit in Heimarbeit. Als Hauptabnehmer der Kölner Seidenprodukte galten die Kleriker Kölns und die Exportmärkte in Frankfurt, Straßburg und Leipzig. Auf den Märkten in Flandern (Brügge, Antwerpen, Gent) trafen die Kölner Händler zunehmend auf intensiven lokalen Wettbewerb, der bis Mitte des 16. Jahrhunderts immer schärfer auch in Köln bemerkbar wurde. Am Ende der Blütezeit 1560 zählte Köln 60 bis 70 Seidenhändler, die jedes Jahr 700 Ballen Seide verarbeiteten.

### Repräsentationsbedürfnis der Patrizier
Die Kölner Patrizier hatten ab Ende des 15. Jahrhunderts ein gesteigertes Bedürfnis nach Repräsentation und entfalteten daher eine rege Tätigkeit als Stifter. Viele von ihnen bestellten große Flügelaltäre, die wohlhabendsten finanzierte ganze Kapellen oder Teile von Kirchenausstattungen. Daher war bis zum Ende des 18. Jahrhunderts „in Köln mehr an mittelalterlichen Kunstwerken vorhanden, als irgendwo sonst auf der Welt.“
Einige Familien ließen sich große Hofanlagen in der Stadt errichten. Nicasius Hackeney, der als oberster Finanzverwalter dem Kaiser Maximilian besonders nahe stand, ließ um 1505 am Neumarkt den Hackeney‘schen Hof bauen, der auch dem Kaiser als Stadtpalais diente. Johann Rinck aus der Dynastie von einflussreichen Kaufleuten und Bürgermeistern baute zur selben Zeit den Rinkenhof gegenüber von St. Mauritius. Beide Palais demonstrierten mit einem polygonalen Treppenturm die Bedeutung ihrer Besitzer; so stattete eine Generation später auch der zwölfmalige Bürgermeister Arnt von Siegen sein Familienanwesen am Holzmarkt mit einem vergleichbaren Turm aus, der damit zu einem Status demonstrierenden Gebäudetyp wurde, was an späteren städtischen Bauten bis in das 19. Jahrhundert hinein zitiert wurde (bspw. am Zeughaus und am Stapelhaus). Die Stiftung von Kapellen sollte nicht nur dem repräsentativen Angedenken, sondern vor allem auch dem Seelenheil der Geber dienen. Bürgermeister Johann von Hirtz stiftete 1493 die nach ihm benannte Hirtz-Kapelle in St. Maria im Kapitol; die Neue Sakristei an der Kartäuserkirche St. Barbara, die das beeindruckendste spätgotische Schlinggewölbe Kölns erhielt, gaben Johann Hardenrath und Agnes van Merle 1510 in Auftrag.

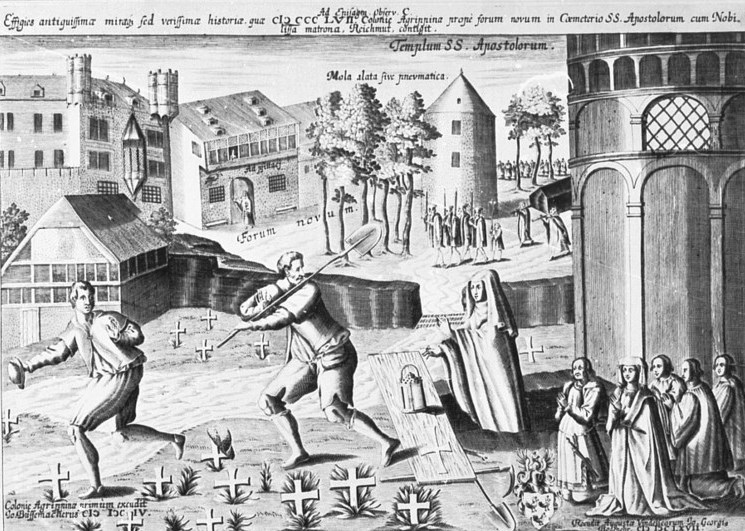
Kaiserlicher Palais am Neumarkt (Hackeney)
Patrizierturm zur Repräsentation (Rinck)
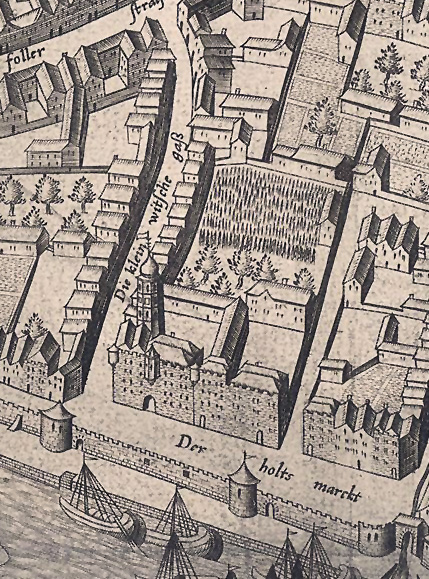
Anwesen mit Turm am Holzmarkt (Siegen)

Vom ausgeprägten Repräsentationsbedürfnis profitierten die zahlreichen spätgotischen Meister der Kölner Malerschule, von denen die besten mit großformatigen Altarwerken beauftragt wurden. Zu den bedeutendsten Malerfürsten gehörten der Jüngere Meister der heiligen Sippe, der manchmal mit Lambert von Luytge identifiziert wird, und der Meister des Bartholomäus-Altars, der als „Genie ohne Namen“ in der jüngeren Kunstgeschichte eingeführt wurde. Beide zeigen die Spätgotik in der etwas konservativen Kölner Stilausprägung in höchster Perfektion. Die Meisterschaft der spätgotischen Skulptur ist am Meister Tilman zugeschriebenen Lettner von St. Pantaleon abzulesen, der um 1502 von Abt Johannes Lüninck gestiftet wurde.

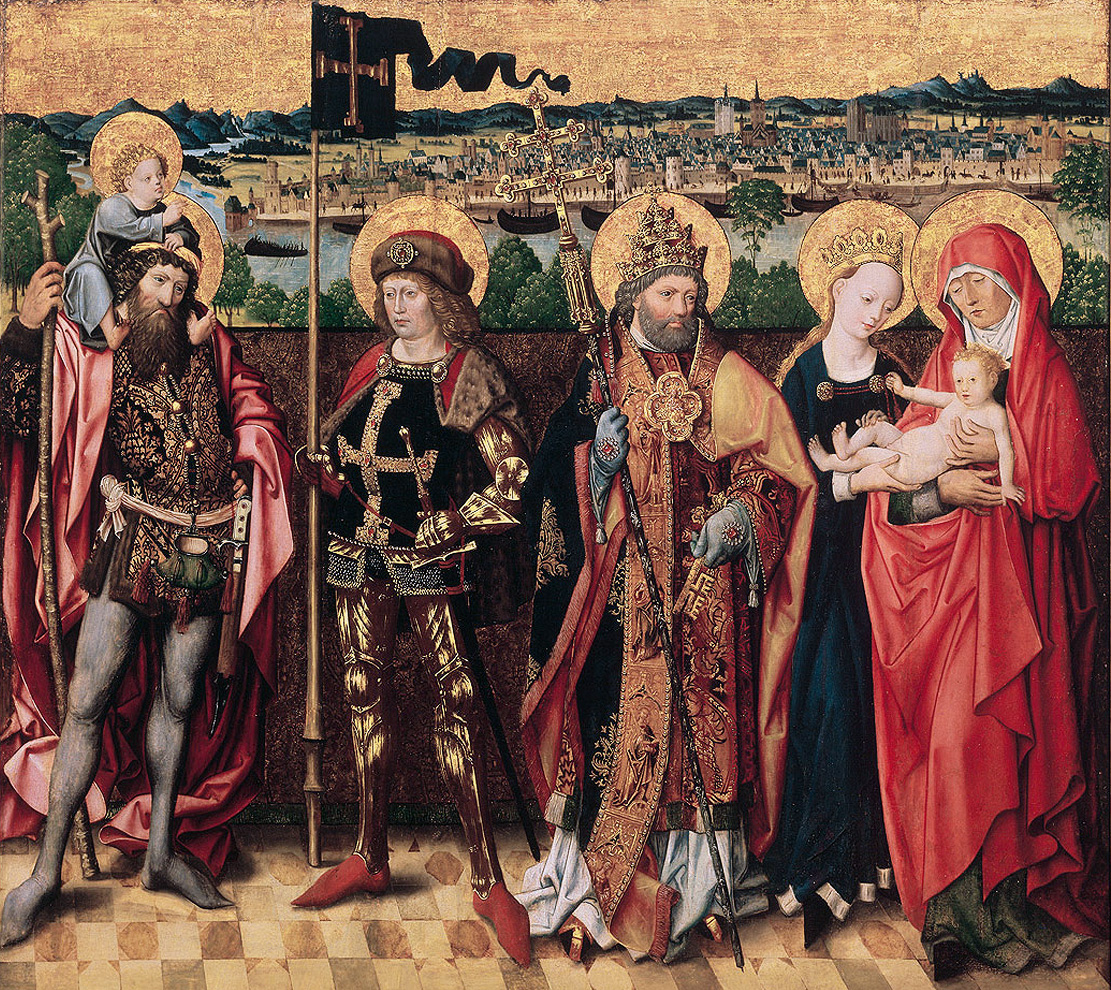
Meister der Verherrlichung Mariae (um 1480)
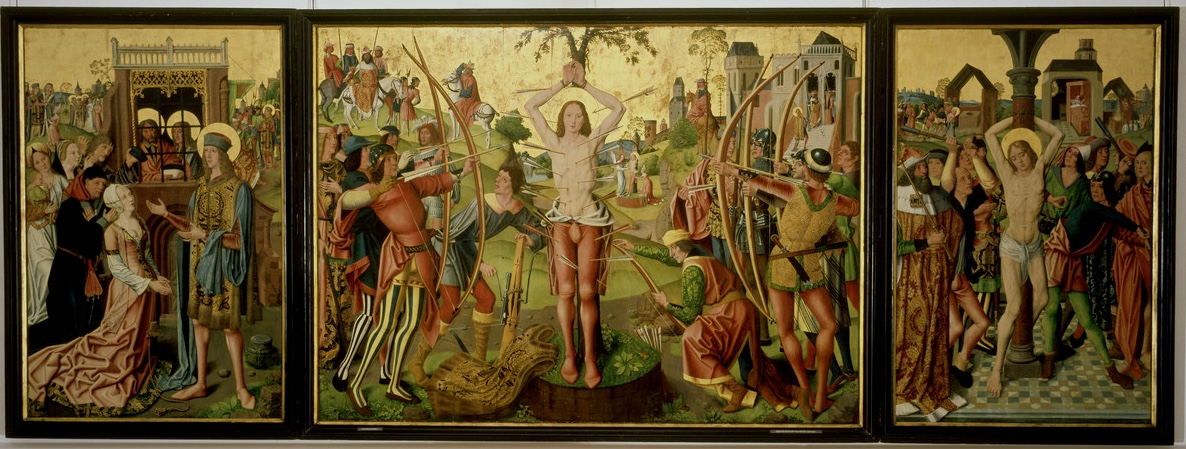
Jüngerer Sippenmeister (um 1493)
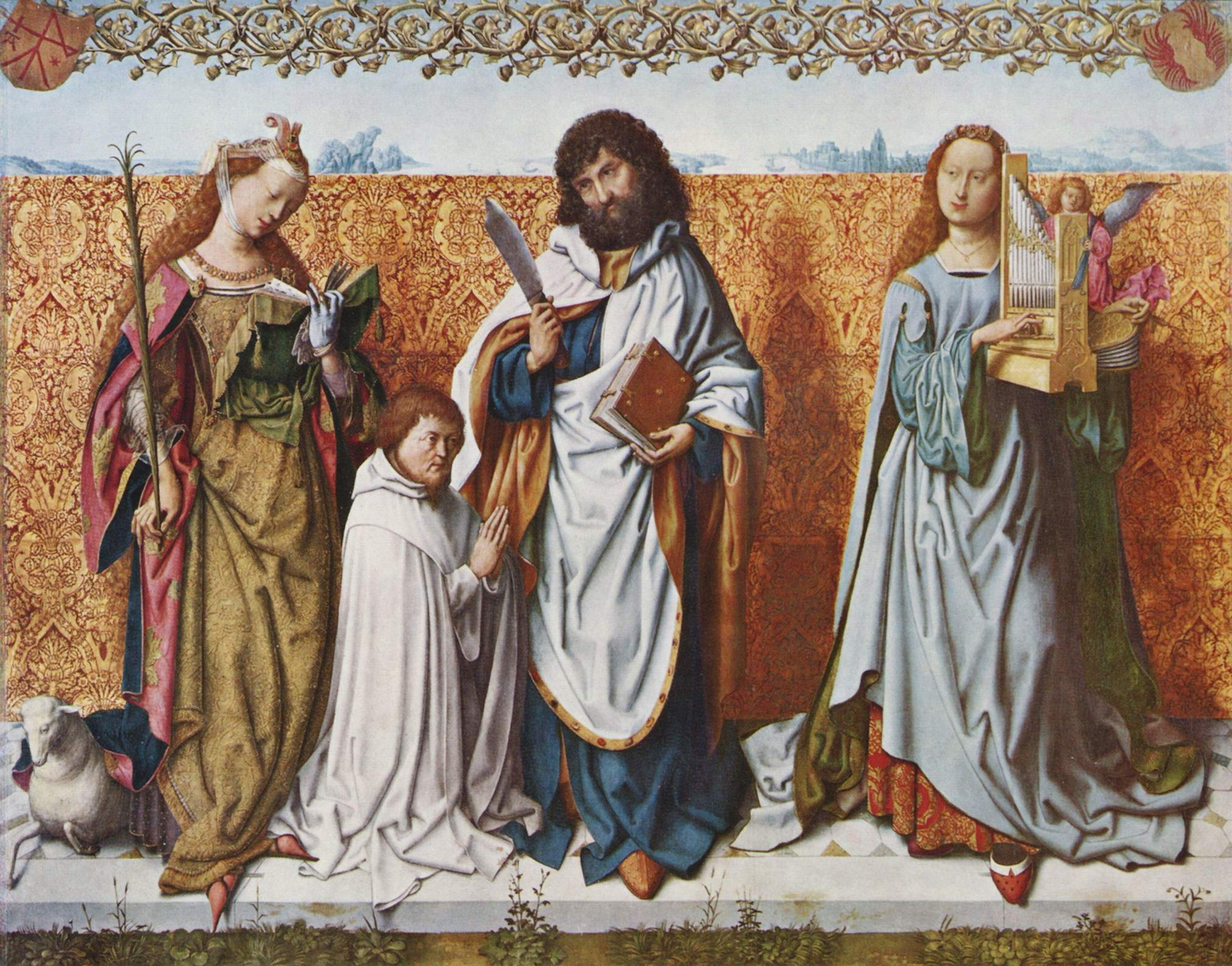
Bartholomäusmeister (um 1501)

### Verlagsort Köln

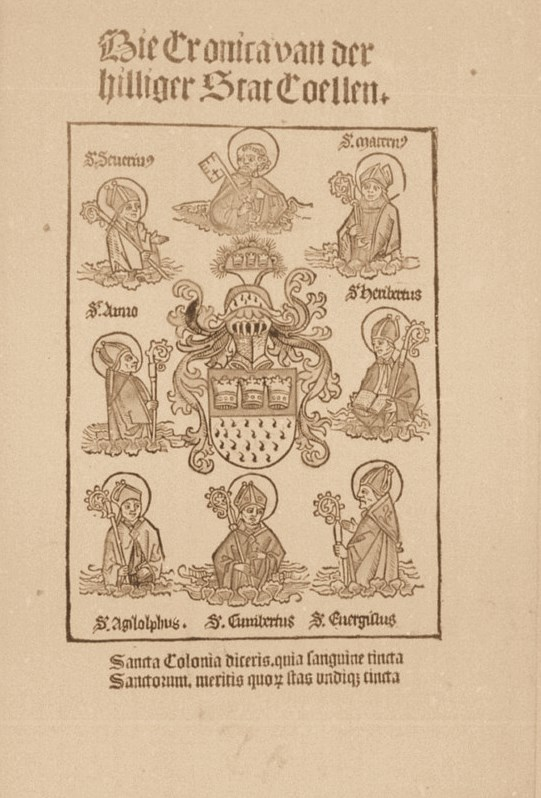
Stadtwappen und Heilige: Titelblatt der Koelhoffschen Chronik 1499

Die neue Technologie des Buchdrucks wurde schnell in Köln heimisch; schon 1464 druckte Ulrich Zell das erste Werk. Bereits im 15. Jahrhundert waren 20 Druckereibetriebe in Köln nachweisbar, die mehr als 1200 verschiedene Ausgaben herstellten. Damit wurde Köln – nach Venedig, Paris und Rom – zu einem führenden Buchdruckerzentrum in Europa. Für die im Druckereigeschäft und im Verlagswesen tätigen Familien, wie die Quentel, Birckmann und Gymnich, war es ein gewinnbringendes Geschäft. Viele von ihnen expandierten in andere Metropolen Europas und bildeten Stadt übergreifende Unternehmungen. Peter Quentel, der umtriebigste in der neuen Branche, wurde viele Jahre als Ratsherr wieder gewählt. Quentel verlegte 1524 eine niederdeutsche Ausgabe von Luthers Übersetzung des Neuen Testaments; ab Ende der 1520er Jahre allerdings wurde der Druck und Vertrieb lutherischer Bücher vom Kölner Rat verboten. Wiederum war es Peter Quentel, der die erste deutsche vollständige Bibelübersetzung von Johann Dietenberger (Dietenberger-Bibel) verlegte, die zu den katholischen Korrekturbibeln zählt und 1534 in Mainz gedruckt wurde.
Köln entwickelte sich zu einem führenden Verlagsort für lateinischsprachige Werke und gewann darin ein Ausnahmestellung gegenüber allen anderen Buchdruckzentren des Reiches. Die Kölner boten ein Verlagsprogramm an, das vorwiegend religiöse, wissenschaftliche und humanistische Werke umfasste, die überregional vertrieben werden konnten. Beispielsweise gehörte Köln mit Basel zu den führenden Druckorten, die die Schriften des Humanisten Erasmus von Rotterdam herausgaben. Darüber hinaus blieb Köln als einzige der großen Reichsstädte katholisch, und offerierte daher ein differenziertes Buchprogramm gegenreformatorischer Werke, die weiterhin in Latein argumentierten. Das Buch, das aus heutiger Sicht den kölnischen Druckbetrieb am profiliertesten repräsentiert, ist allerdings die Koelhoffsche Chronik: das in ripuarischer Mundart geschriebene Werk über die „Die Cronica van der hilliger Stat van Coellen“, im Jahre 1499 von Johann Koelhoff d. J. verlegt, gilt als Höhepunkt der spätmittelalterlichen Kölner Stadtgeschichte.

### Spott für Dunkelmänner aus Köln

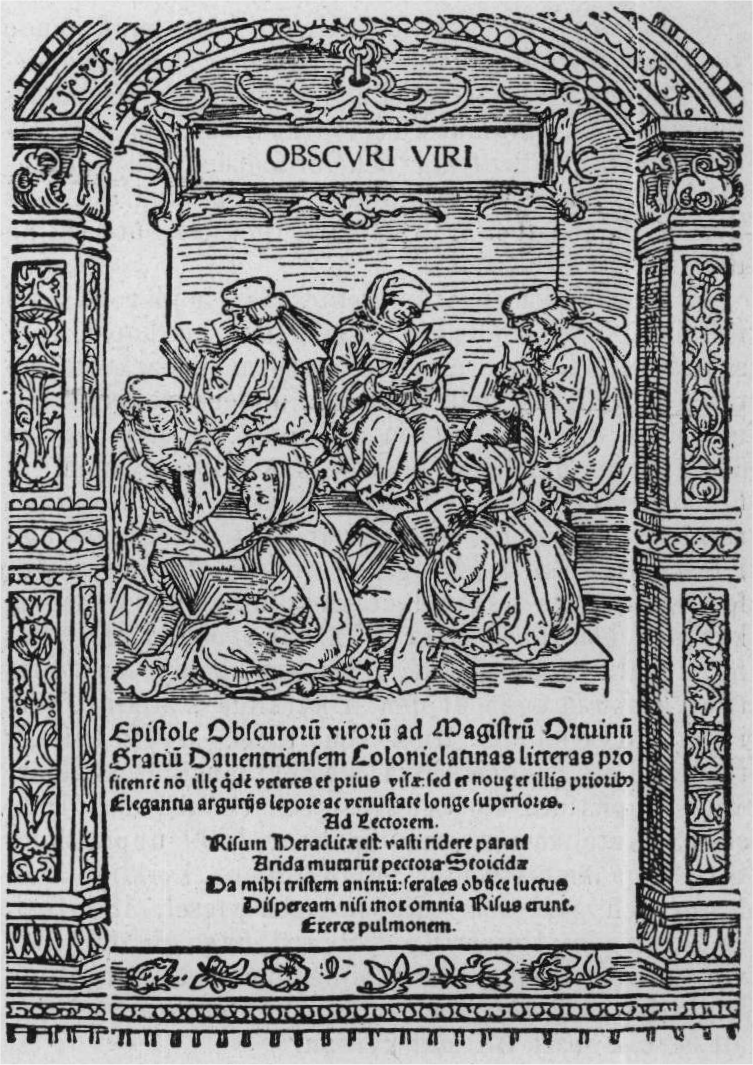
Obscuri viri: Spott über die Dunkelmänner aus Köln (1517)

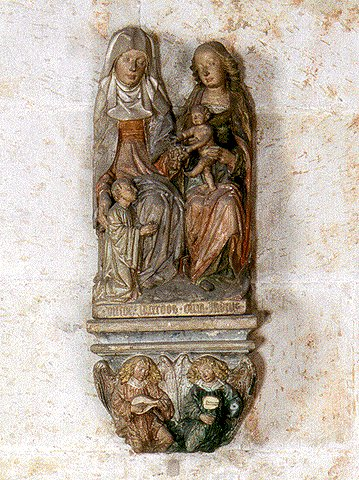
Ehemals Jude: Glaubens-Propaganda im Kölner Dom (um 1500)

Zu Beginn des 16. Jahrhunderts entwickelte sich von Köln aus im gesamten Reich ein Judenbücherstreit, ob die jüdischen Schriften – und dabei insbesondere der Talmud – eingezogen und vernichtet werden sollten, um damit den jüdischen Glauben zu ersticken. Treiber dieser antijüdischen Aktion war Johannes Pfefferkorn, ein zum christlichen Glauben konvertierte Jude, der offenbar von den Kölner Dominikanern unterstützt wurde; der ebenfalls diesem Orden zugehörende und als päpstlicher Inquisitor tätige Theologe Jakob van Hoogstraten flankierte die antijüdische Glaubenspropaganda mit Gutachten und Verbotsschriften, die sich vor allem gegen Johannes Reuchlin, den führenden humanistischen Hebraisten richteten. Auch im Kölner Dom fand diese antijüdische Haltung ihren Ausdruck. Dort visualisiert eine Figurengruppe, die der ehemalige Jude Victor von Carben gestiftet hatte, exemplarisch den Wechsel vom jüdischen zum christlichen Glauben. Die Auseinandersetzung, die zahlreiche Humanisten und Kaiser Maximilian beschäftigte, setzte van Hoogstraten und die Kölner Universitätsfakultät dem Spott der von Humanisten verfassten Dunkelmännerbriefe aus, die den theologischen Konservativismus Kölns auf Jahrzehnte diskreditierten. Der Bücherstreit wurde schließlich von der beginnenden Reformation überlagert.

### Einfältiges Bedenken abgewendet

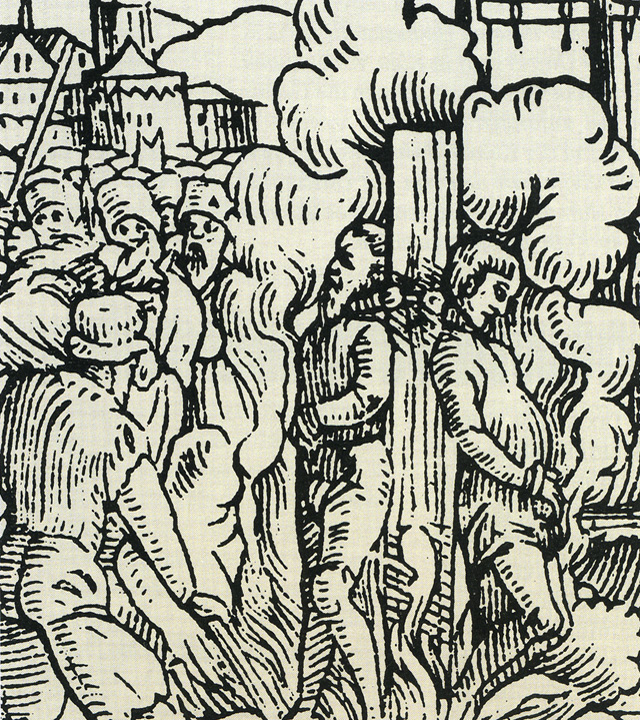
Auf dem Scheiterhaufen: Der Kölner Erzbischof ließ Protestanten verbrennen

Die wegweisenden Thesen von Martin Luther zogen auch in Köln anhaltende Auseinandersetzungen nach sich, ob und in welchem Grad sich die Kirche erneuern sollte. Anlässlich der Krönung von Kaiser Karl V. im Jahre 1520 wurden die Schriften des Augustinermönchs öffentlichkeitswirksam auf dem Domhof verbrannt und seine Thesen als Irrlehre verfolgt. Der Rat der Stadt beschloss 1527, alle Lutherischen der Stadt zu verbannen, nahm für sich aber in Anspruch eine Ausgleichspolitik zu verfolgen, was die Stadt zum Reichstag 1532 – wie die Städte Nürnberg, Augsburg oder Frankfurt – verteidigte. Personen, die sich öffentlich zu Reformatorischen Ideen bekannten, wie der Prediger Adolf Clarenbach und Peter Fliesteden überantwortete der Rat der erzbischöflichen Gerichtsbarkeit. Erzbischof Hermann von Wied, der seine Autorität in religiösen Fragen dokumentieren wollte, verurteilte sie zum Tod auf dem Scheiterhaufen. Der gottesfürchtige Erzbischof, dem Ausschweifungen der Kirche ein Greuel waren, versuchte dann allerdings vergeblich, das Erzstift auf einen Kurs der Erneuerung festzulegen. Dabei näherte er sich in dem Versuch, im Glaubensstreit einen Konsens zu finden, zunehmend den reformatorischen Ideen an, und holte die Reformtheologen Martin Bucer und Philipp Melanchthon an den Rhein, die im Namen des Erzbischofs die programmatische Schrift „Einfältiges Bedenken“ herausgaben. Die Gegenposition im Domkapitel formulierte Johannes Gropper, der zu den führenden katholischen Theologen seiner Zeit gehörte. Im Kölner Dom ließ der Bischof 1544 eine Predigerkanzel aufstellen, mit der die Bedeutung des Predigerwortes im reformatorischen Sinne hervorgehoben werden sollte. Der katholischen Partei im Erzstift und im Rat der Stadt Köln wurde Hermann damit schließlich suspekt; der überzeugte Katholik und Ratsherr Arnt von Siegen hatte gerade in konfessionellen Fragen einen Zugang zum Kaiser Karl V. 1547 zwang der Kaiser den Erzbischof zum Rücktritt. Damit war der letzte, möglicherweise zu einfältige Versuch gescheitert, die Glaubensspaltung im Reich noch aufzuhalten. Die Nachfolger, die Erzbischöfe Adolf und Anton von Schaumburg, führten das Erzstift wieder auf klare katholische Linie.

### Handelswege nach Flandern

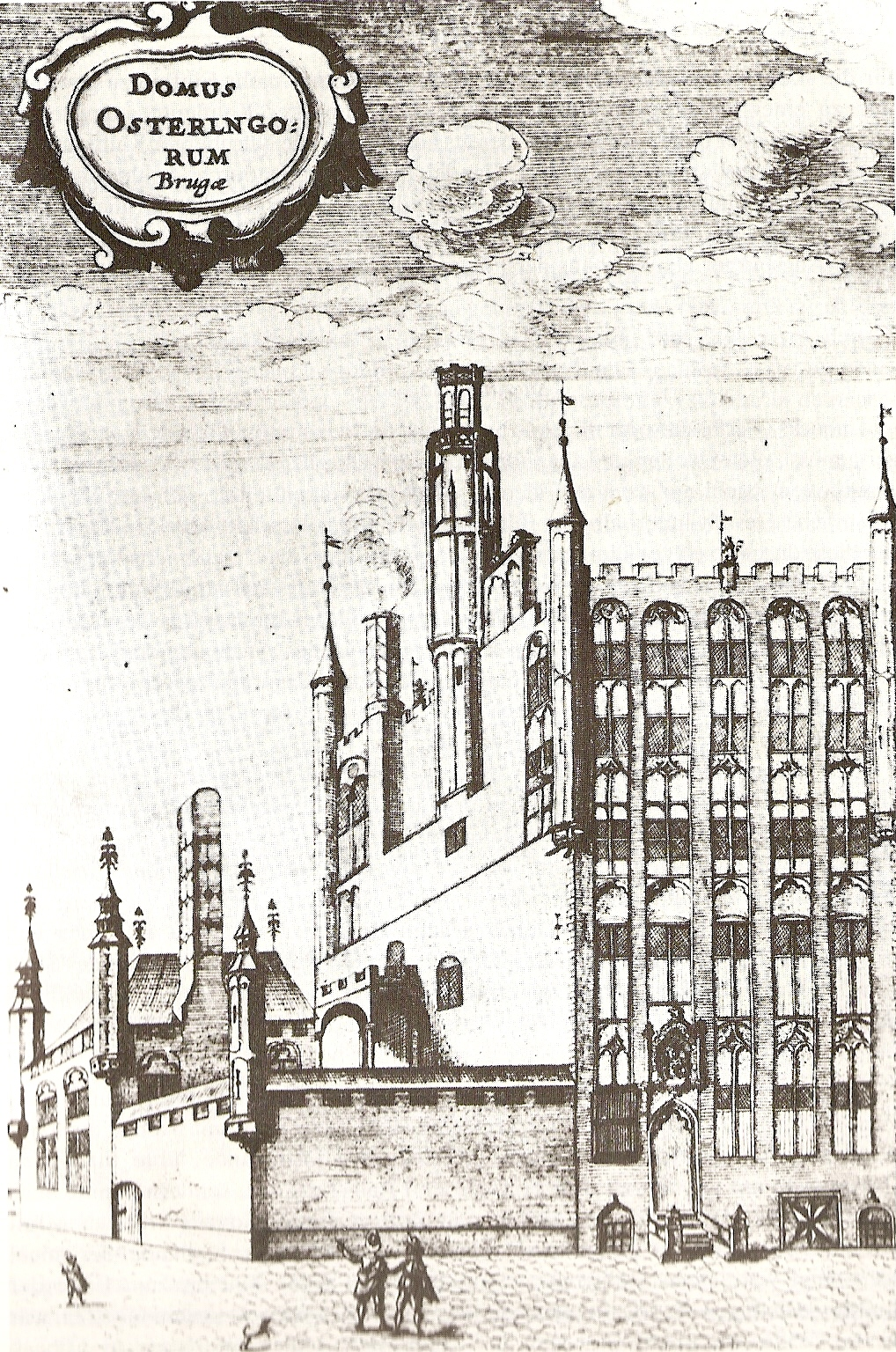
Kontor Brügge: Drehscheibe für die Kaufleute der Hanse

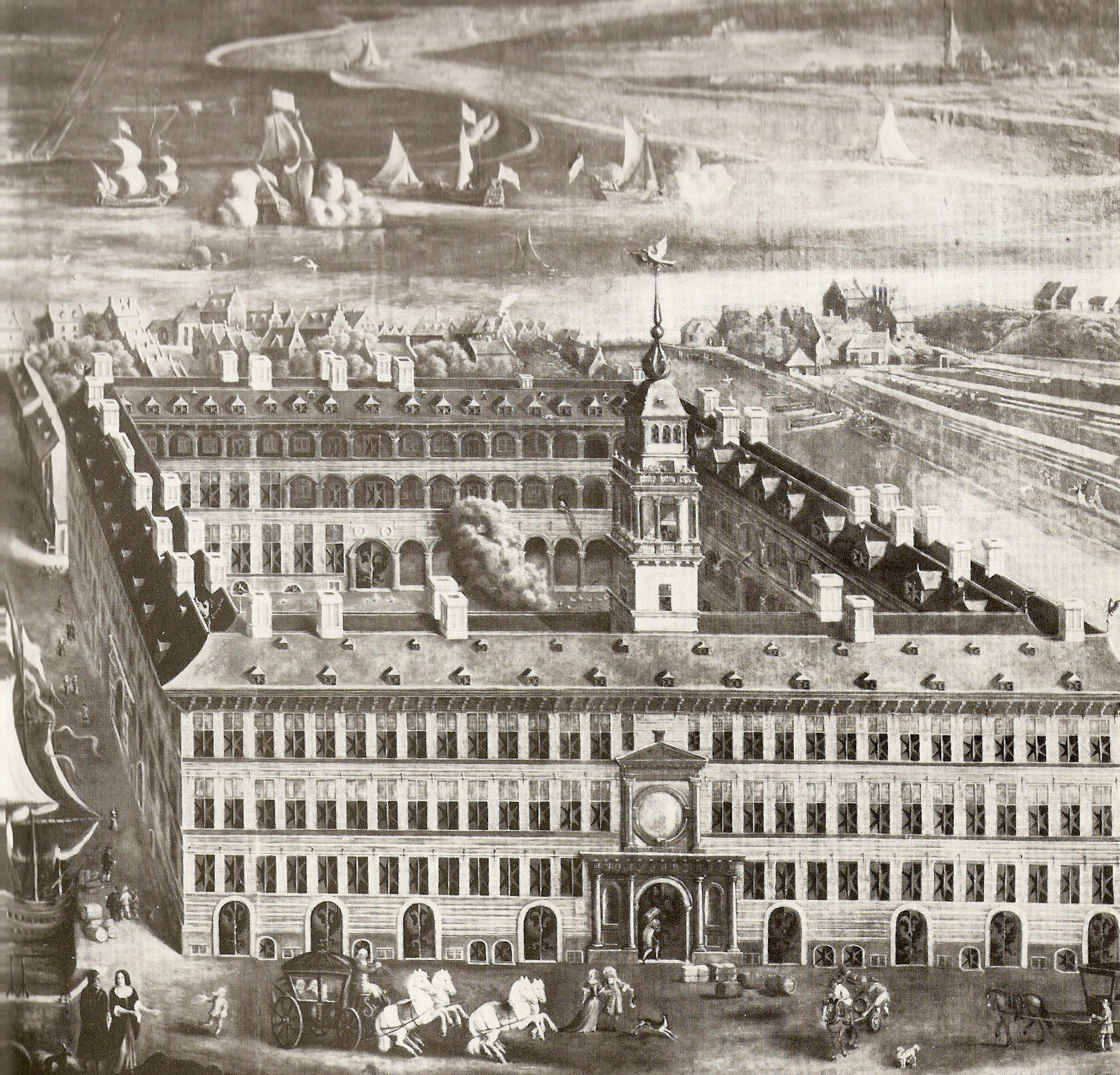
Kontor Antwerpen: Zentralort des Hanse Handels in Flandern

Die für Köln wichtigen Handelswege nach Flandern und zur Nordsee mussten im 16. Jahrhundert neu ausgerichtet werden. Antwerpen entwickelte sich in der Mitte des 16. Jahrhunderts zum ökonomischen Zentrum Europas. Schon 1526 war die Stadt an der Schelde größer als Köln und zählte mehr als 50.000 Einwohner, und bis 1560 verdoppelte Antwerpen seine Einwohnerzahl. Demgegenüber verlor das Hansekontor in Brügge zum Ende des 15. Jahrhunderts zunehmend an Bedeutung, da Brügge wegen der Versandung des Zwin nicht mehr von Seeschiffen angefahren werden konnte. Antwerpen profitierte von den überseeischen Handelsströmen; die Portugiesischen Händler machten die Stadt zum Umschlagplatz für den Fernhandel, beispielsweise um Zucker und Pfeffer zu distribuieren. Schließlich verlegte die Hanse 1545 ihr Kontor nach Antwerpen und ließ 1563 bis 1569 dort ein repräsentatives neues Handelskontor von Cornelis Floris II. errichten; es wurde allerdings nur zu einem fünftel ausgelastet. Die Kölner Händler hatten es zunehmend schwer, sich gegen den internationalen Wettbewerb zu behaupten. Um konfessionellen Unruhen in Antwerpen aus dem Weg zu gehen, ließen sich portugiesische und italienische, aber auch flämische Kaufleute direkt in Köln nieder. Sie importierten Getreide und Pelze, aber vor allem auch Tuche und Seidenstoffe, was sie in direkte Konkurrenz zur Kölner Produktion setzte. Zeitweise bündelten die nicht-kölnischen Händler ein Drittel des Kölner Fernhandels.

### Renaissance in Köln
Im 16. Jahrhundert begannen die Kölner Patrizier bei ihren Stiftungen, die Kunstströmungen der Renaissance zu rezipieren, die sie durch die Handelsbeziehungen vor allem in Flandern kennen lernten. 1517 stifteten die Kölner Familien Hackeney, Hardenrath, von Merle, von Straelen, Salm und von Berchem einen Lettner für St. Maria im Kapitol; bestellt wurde die aufwendige Arbeit bei einem Kunstschnitzer in Mechelen, der damit die flandrische Renaissance in Köln bekannt machte. Die östliche Erweiterung des Rathauses, den Löwenhof, baute Laurenz Cronenberg 1540 in einer Mischung aus spätgotischen und Renaissance Stilelementen. Der aus Antwerpen stammende Cornelis Floris wurde 1561 vom Domstift beauftragt, die Epitaphien der beiden Erzbischöfe aus dem Hause Schaumburg zu gestalten, deren Darstellung in Köln als Floris-Stil sprichwörtliche Anerkennung erfuhr. Auch für die Gestaltung der ab 1567 errichteten Rathauslaube wurde Floris angefragt; die Bauausführung dann aber dem Kölner Steinmetzen Wilhelm Vernuken übertragen. Als bekanntester Kölner Renaissance-Maler gilt Bartholomäus Bruyn der Ältere, der für die Portraitkunst in Köln eine eigene Form fand. Familien, die es sich leisten konnten, ließen ihre Mitglieder allerdings in London vom Königlichen Hofmaler Hans Holbein d. J. porträtieren.

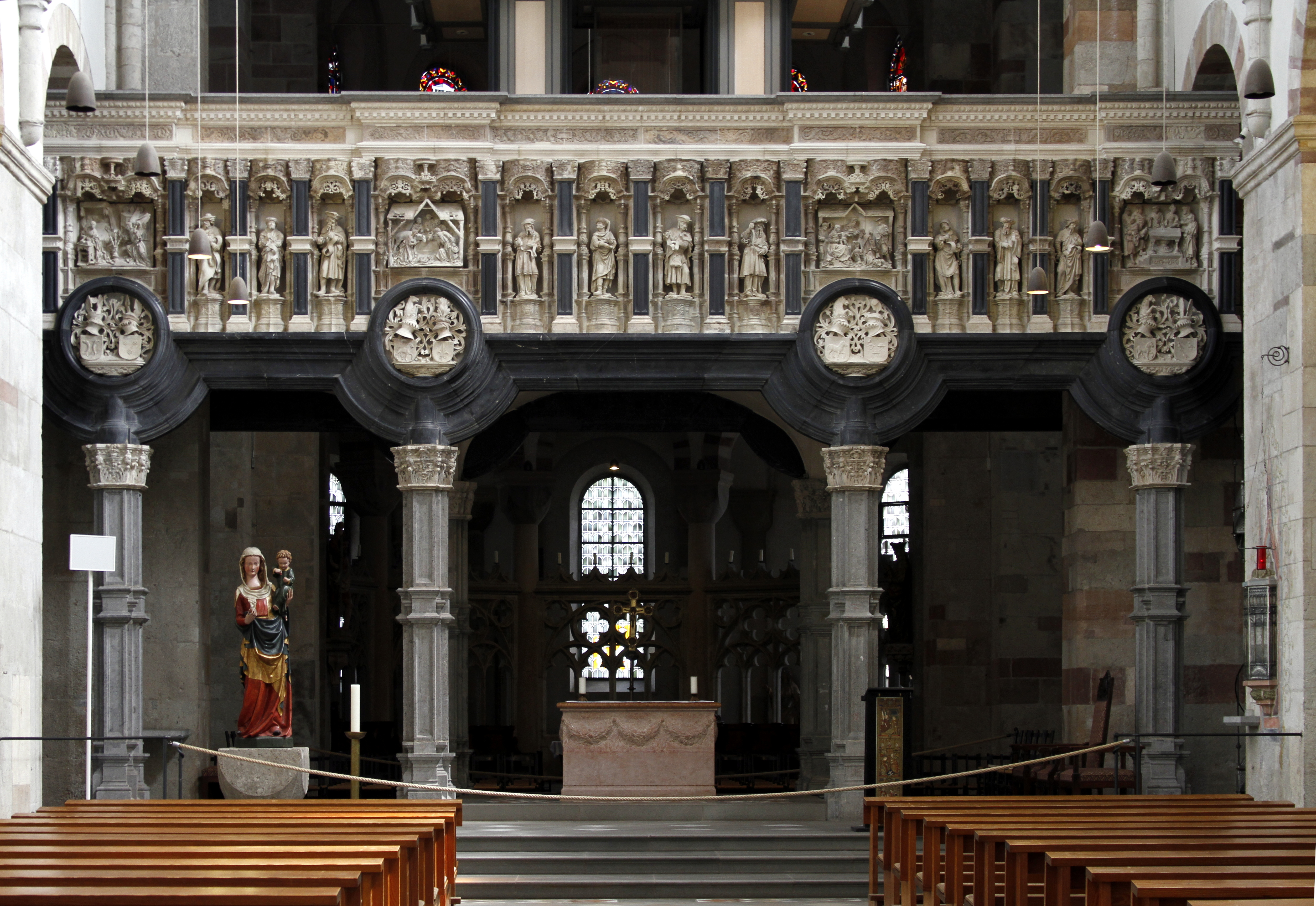
Flämisch: Lettner in St. Maria im Kapitol
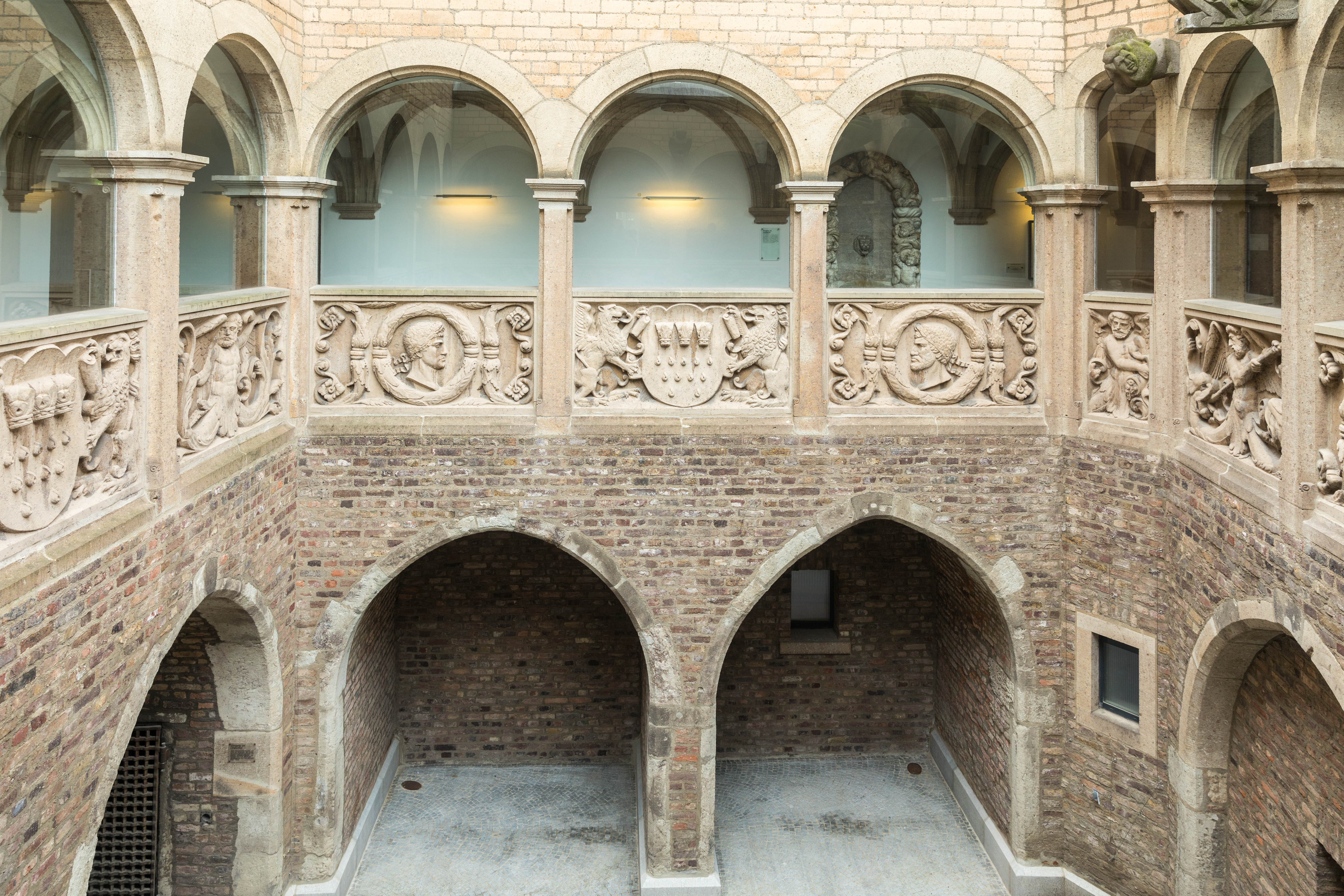
Übergangsstil: Löwenhof im Rathaus
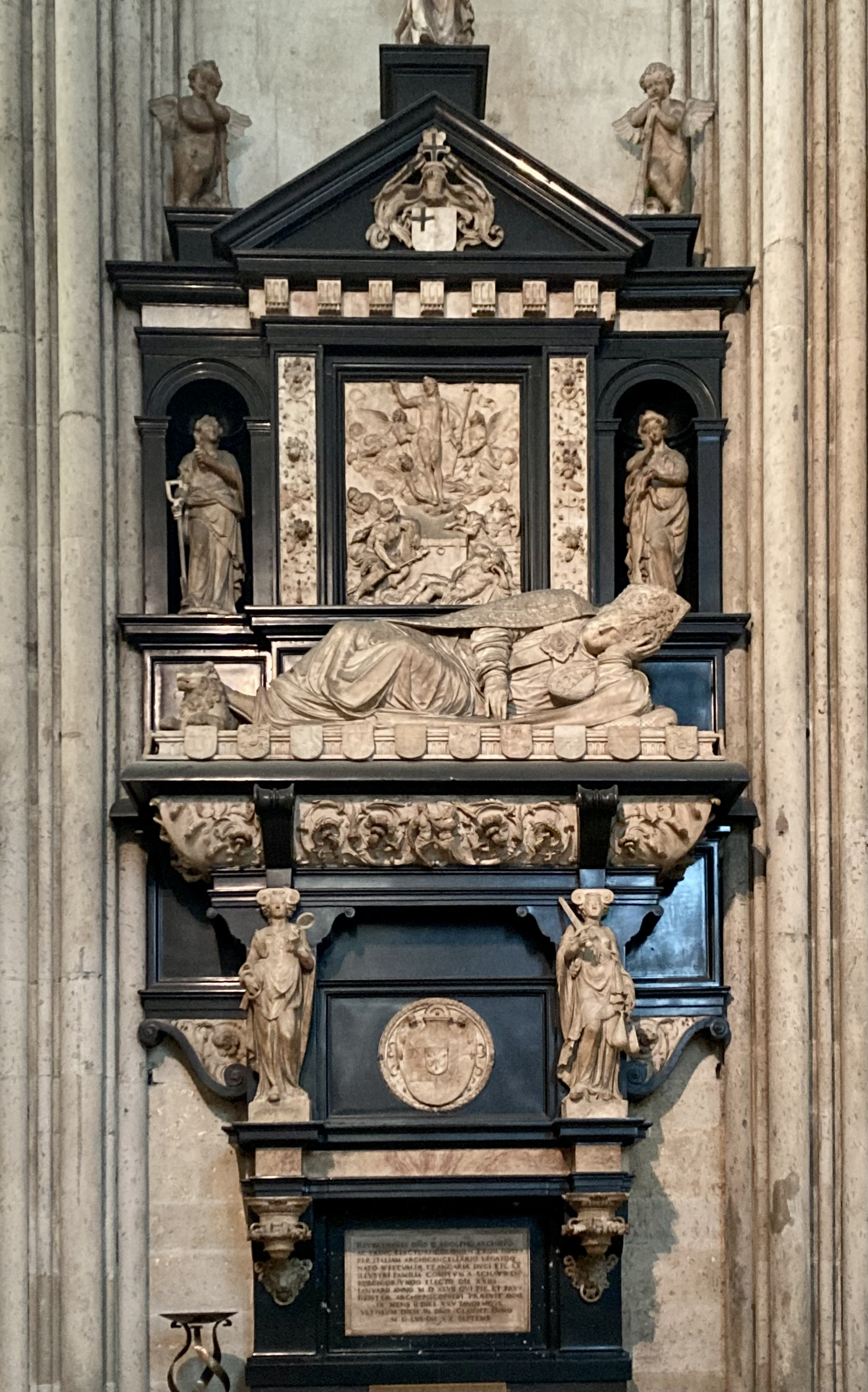
Floris-Stil: Epitaph im Kölner Dom
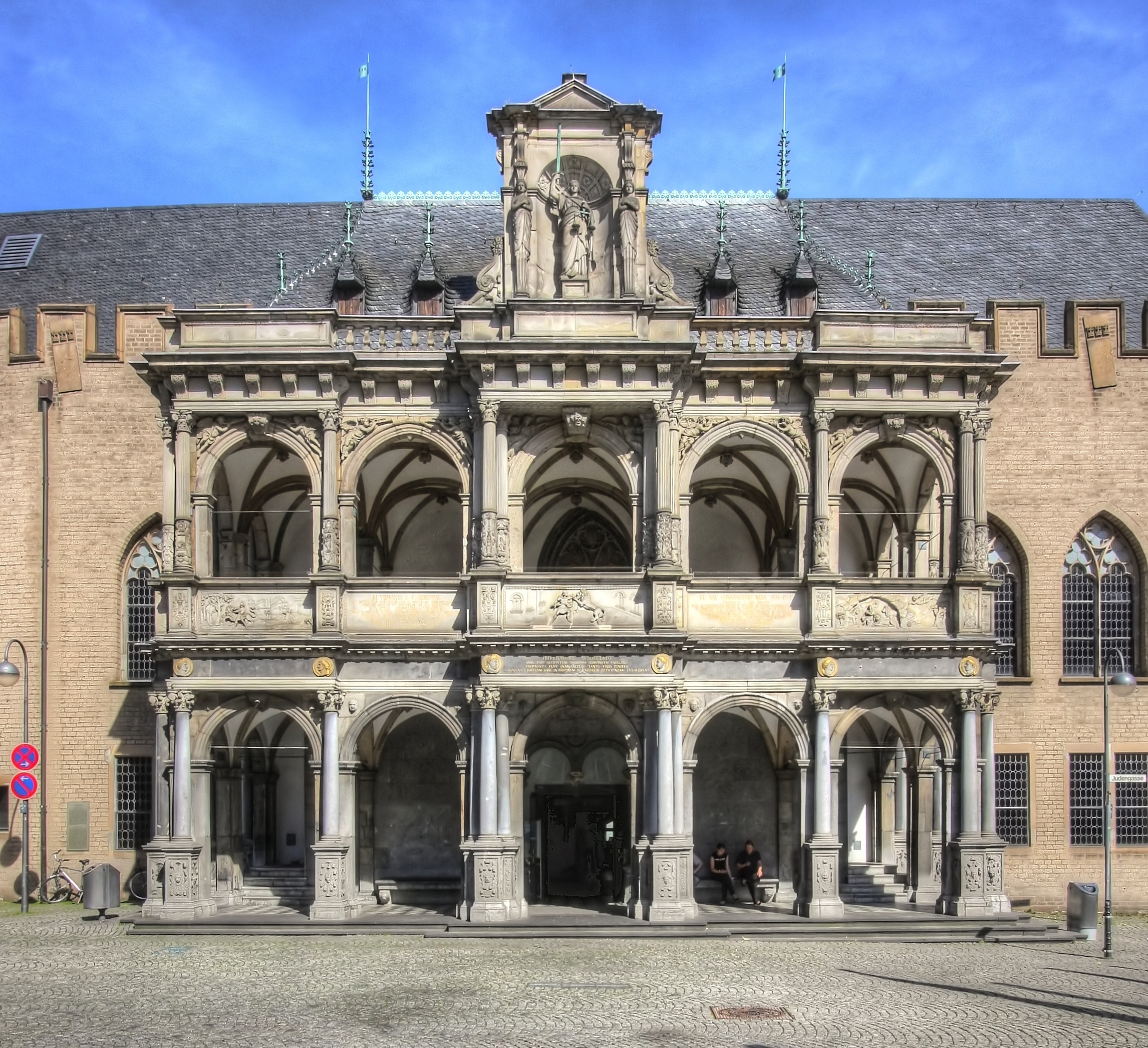
Triumphbogen-Stil: Rathauslaube

### Bemühungen um den Kölner Handel

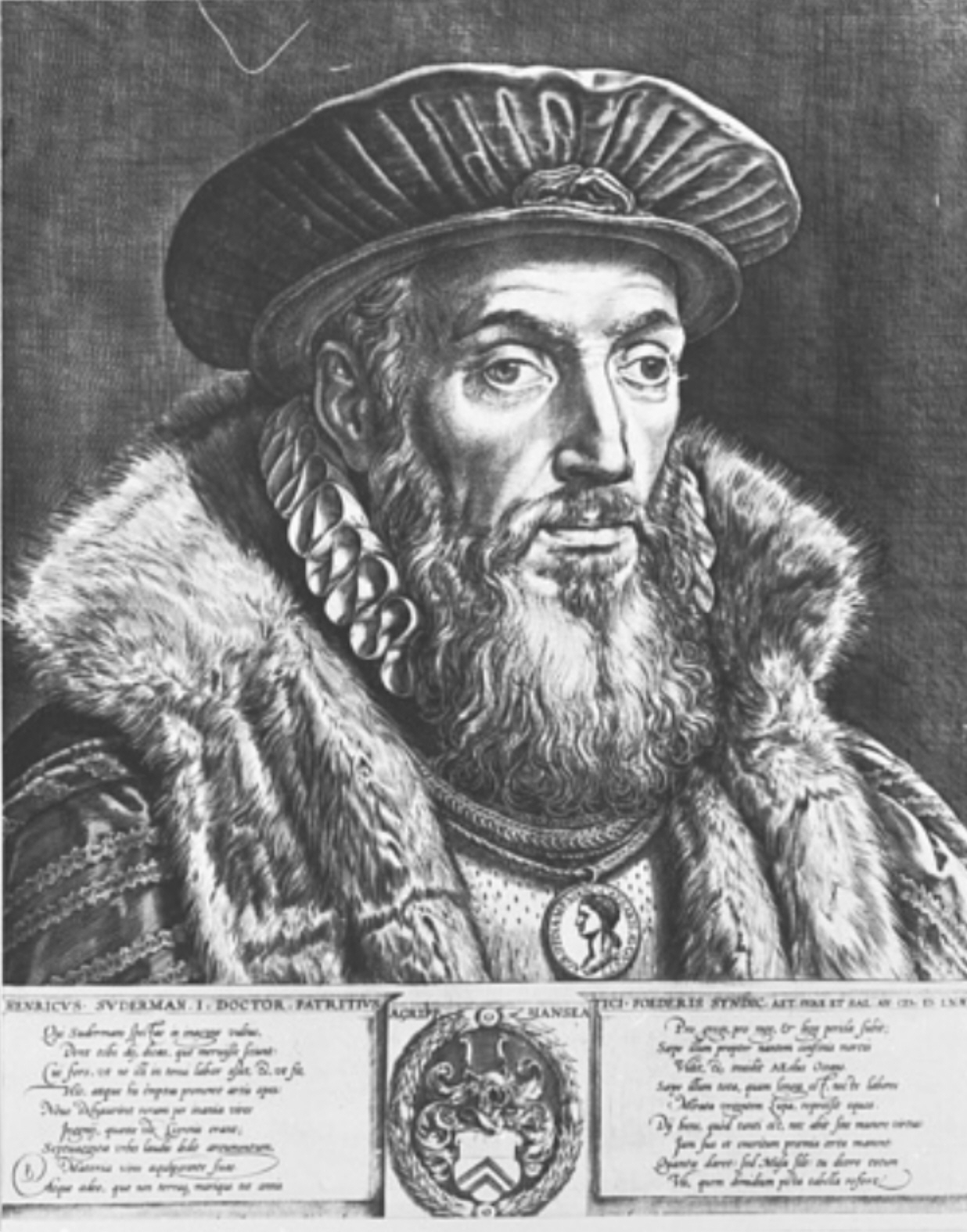
Syndikus der Hanse: Heinrich Sudermann aus Köln

In den 1550er Jahren zeichnete sich ab, dass sich der internationale Handel grundlegend neu orientierte. Der auf Handelsprivilegien basierende Handel in Kontoren verlor an Bedeutung; durch die zunehmend entdeckten überseeischen Destinationen verlagerte sich der Fernhandel vom Rhein weg zur Nordsee. Antwerpen, das um 1560 mehr als 100.000 Einwohner zählte, entwickelte als ökonomisches Zentrum Europas eine große Dynamik und verdrängte die Kölner Händler. Im Süddeutschen Raum hatten sich die Reichsstädte Augsburg und Nürnberg ebenfalls zu wichtigen Handelsknotenpunkten entwickelt; beide Städte waren mit über 30.000 Einwohner fast auf etwa die Größe Kölns angewachsen. Das galt auch für Magdeburg, das vom Stapelrecht an der Elbe profitierte. Die Kölner Großhändler, die den Rat der Stadt dominierten, suchten daher die Kölner Position im internationalen Handel zu stärken. 1553 wurde – inspiriert von Antwerpener Praxis – die Kölner Warenbörse gegründet, die es erlaubte, Warenkontrakte zu handeln. Zusätzlich etablierte sich das Wechselgeschäft, als sich ein Teil des Antwerpener Finanzierungsgeschäfts nach Köln verlagerte. Um die traditionellen Geschäftszweige – vor allem Wein und Tuche – zu stärken, engagierte sich Köln intensiv im Kreise der Hanse und schuf 1556 die Rolle eines Syndikus, eine Art Generalsekretär in einer Institution, die bis dahin keinen Repräsentanten kannte. Die Aufgabe wurde an den Kölner Heinrich Sudermann übertragen, der mit diplomatischen Mitteln die alten Handelsprivilegien erhalten sollte. Allerdings gelang es nicht, Elisabeth I., die 1558 die Regierung in England angetreten hatte, auf eine dauerhafte Fortschreibung der Privilegien für den Stalhof in London festzulegen, dessen Bedeutung daher mit den Jahren schwand. Nach der Verlagerung des flandrischen Kontors nach Antwerpen und dem Bau einer respräsentativen Handelsniederlassung 1563 bis 1569 mühte sich Sudermann – letztlich vergeblich – darum, dem Kontor eine größere wirtschaftliche Relevanz zu verschaffen. Erfolgreicher verlief die Initiative des Kölner Rates, das Handelsgeschäft am Rhein durch den Bau eines neuen Stapelhauses (1558–1561) zu stärken. Das Gebäude erlaubte vor allem, den Fischhandel effektiver abzuwickeln; allen internationalen Widernissen zum Trotz profitierte Köln noch immer erheblich vom weiter geltenden Stapelrecht.

### Königskrönung in Frankfurt
Maximilian II. wurde im November 1562 in Frankfurt am Main zum deutschen König gekrönt – und nicht mehr in Aachen. Auf den ritualisierten Zug, den Koronator und Könige von Aachen nach Köln zum Dreikönigenschrein seit Alters her zelebriert hatten, damit der König den Heiligen Drei Königen in Köln huldigen könne, wurde verzichtet. Die Krönungsfeierlichkeiten, die seit Jahrhunderten Köln eine Nähe zur kaiserlichen Herrschaft garantiert und seit 1484 ein großes Gepräge gegeben hatten, wurden in Frankfurt am Main veranstaltet. Dieser Kölner Zurücksetzung ergab sich, weil Erzbischof Friedrich IV. von Wied zur Zeit der Krönung noch nicht päpstlich bestätigt war; wegen der herbstlichen Jahreszeit vermieden die Großen des Reiches die weite Reise von Frankfurt, wo ohnehin die Wahl stattgefunden hatte, nach Aachen und Köln. Zusätzlich sympathisierte der König mit den protestantischen Vorstellungen und fand Reliquienhuldigungen nicht mehr zeitgemäß. Alle späteren Kaiserkrönungen fanden ebenfalls in Frankfurt statt; als Koronator zelebrierte fortan der Erzbischof von Mainz. So beschädigte diese Verlagerung das Jahrhunderte alte Narrativ vom „Heiligen Köln.“ Nicht zufällig errichteten die Kölner ab 1567 eine Rathauslaube, die in ihrem Renaissance-Stil bewusst die Triumphbögen-Architektur der römischen Antike zitierte, um damit an die historische Größe Kölns zu erinnern.

### Regulierung des Rheins
Seit dem Hochmittelalter hatten die Kölner mit Besorgnis beobachtet, dass der Rhein begann, sich am rechten Rheinufer bei Poll ein anderes Flussbett zu suchen. Hochwasser und Eisgänge begünstigten diese Veränderungen. Um zu verhindern, dass es zwischen Poll und Deutz zu einem östlichen Durchbruch des Rheins kam, wollte Köln das Ufer mit den so genannten Poller Köpfen befestigen, doch erst 1557 konnte sich der Rat mit dem Erzbischof über die Maßnahmen einigen. 1560 wurde das Großprojekt in Angriff genommen und über 250 Jahre fortgeführt. Insgesamt wurden drei schwere Uferbefestigungen („Köpfe“) angelegt. Neben Hunderten auf Grund gelegten Schiffen wurden Weidenpflanzungen und Buhnen eingebracht, um Abweichungen des Flussverlaufs zu verhindern. Mit Basaltbrocken beschwert wurden eisenbewehrte Eichenstämme – durch schwere Querbalken verbunden – in den Flussgrund getrieben. Der nördliche Kopf soll eine Länge von 1500 Metern gehabt haben.

### Stadtverwaltung mit Plan

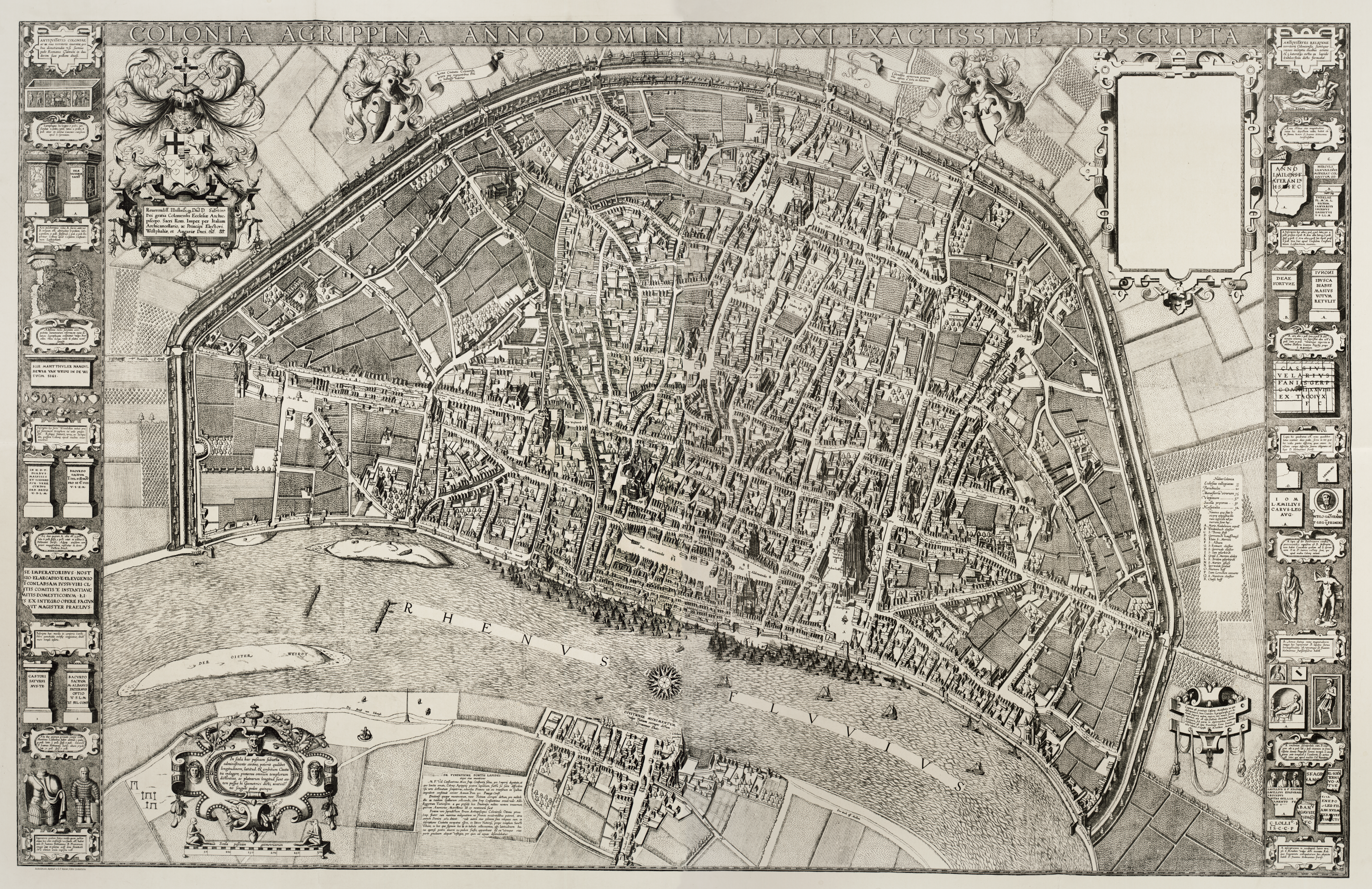
Detailliert vermessen: Stadtplan Kölns von Arnold Mercator

Die glaubenspolitischen und wirtschaftlichen Unruhen, die in den spanischen Niederlanden ab 1566 ausbrachen, wurden in Köln mit Sorge verfolgt. Der spanische Feldherr Herzog von Alba, der 1567 als neuer Generalstatthalter der spanischen Krone nach Brüssel geschickt wurde, suchte die Unzufriedenheit der Flamen mit drakonischen Maßnahmen und militärischer Gewalt zu unterdrücken. Wegen der Spannungen verließen zahlreiche Flüchtlinge Antwerpen und siedelten sich in Köln an; zu den illustersten gehörten Jan Rubens, Vater des nachmalig berühmten Malers Peter Paul, und Anna von Sachsen, Gemahlin von Wilhelm von Oranien, des späteren Statthalters der vereinigten niederländischen Provinzen. Herzog Alba übte daher auch auf die Stadt Köln erheblichen Druck auf, um Flüchtlinge aus der Rheinstadt fern zuhalten und die militärischen Transitwege zu den habsburgischen Besitzungen in Südeuropa zu sichern.
Der Kölner Rat bemühte sich, den spanischen Forderungen nach einer verbesserten Stadtverwaltung und einer rigorosen Haltung gegenüber Flüchtlingen nachzukommen. Dazu ließ der Rat als damals moderne Verwaltungsmaßnahme einen detaillierten Vogelschauplan der Stadt anfertigen, mit dessen Hilfe die Kontrolle über Einwohner und Zuwanderer verbessert werden sollte. Den Plan erarbeitete der Kartograph Arnold Mercator im Maßstab 1:2450 und bemühte sich dabei um eine Arbeit, die kartographisch-wissenschaftlichen Ansprüchen genügte; die Karte basierte auf einer vergleichsweise genauen Vermessung der Stadttopographie und zeigte die Gebäudezüge in einer geschickten Mischung aus Aufriss und Vogelschau, so dass eine räumliche Wirkung entstand. Der sogenannte Mercator-Plan gilt heute wegen seiner detaillierten und maßstabsgetreuen Darstellung als erster verlässlicher Stadtplan Kölns und einer der ersten kartographischen korrekten Darstellungen einer Stadt überhaupt.

### Vergebliche Pazifikationsbemühungen

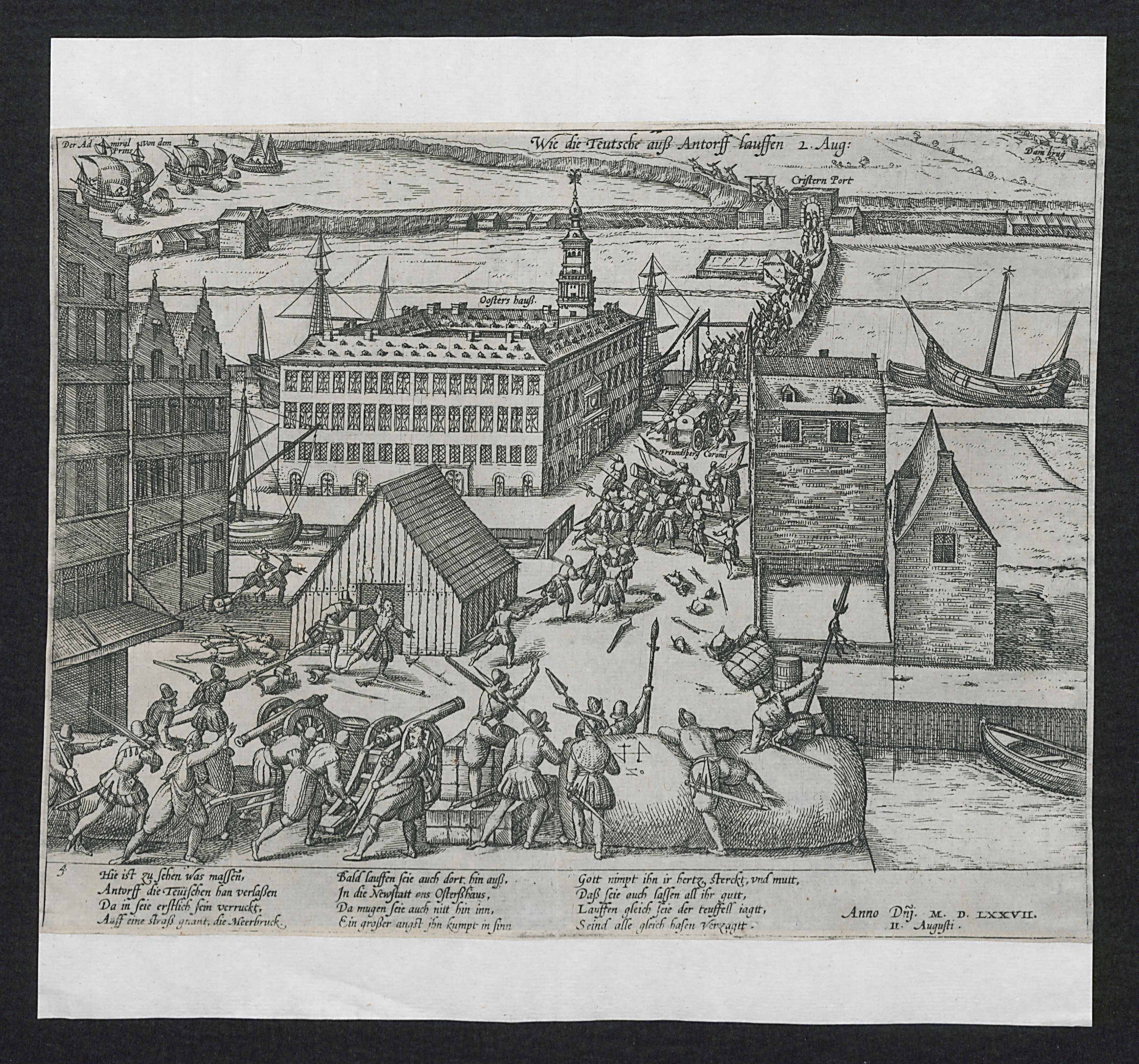
Verlassenes Kontor: Flucht der Deutschen aus Antwerpen (1577)

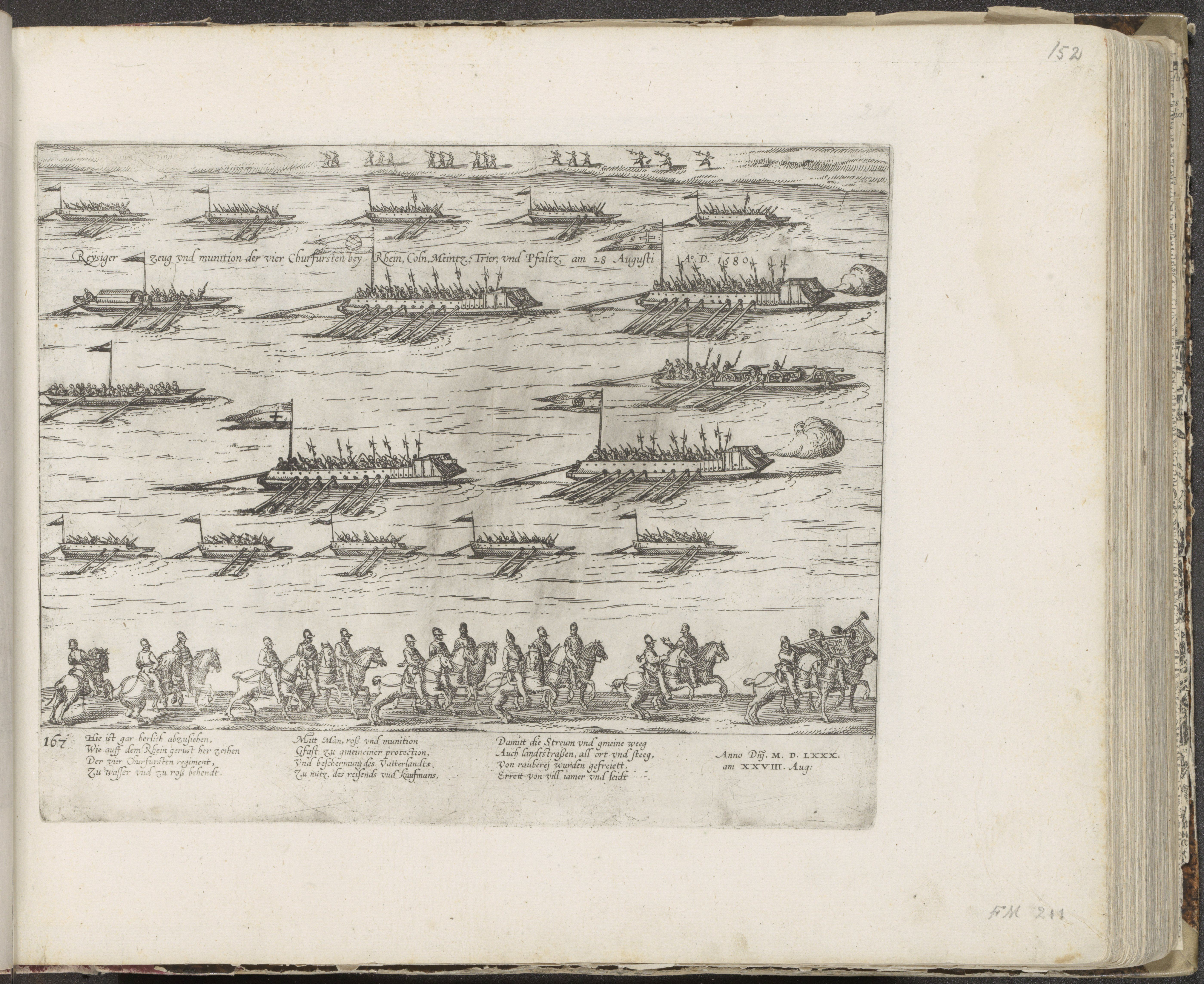
Wacht am Rhein: Flotte der Rheinischen Kurfürsten (1580)

Die für die Kölner Prosperität so wichtige Wirtschaftsregion der Spanischen Niederlande kam in den 1570er Jahren nicht zur Ruhe. 1575 musste der spanische König Philipp II. einen Staatsbankrott erklären; die spanischen Besatzungstruppen der Niederlande blieben ohne Sold. 1576 zogen sie marodierend durch Flandern und richteten plündernd in der Stadt Antwerpen ein Blutbad an. Dies löste als Spanische Furie sprichwörtliches Entsetzen aus und verstärkte den Widerstand der Flamen und Holländer gegen die spanische Krone. Im Zuge der Unruhen wurde auch das neu errichtete Hanse-Kontor in Antwerpen mehrfach geplündert. Die Bemühungen der Kölner, den Schaden ersetzt zu bekommen, scheiterten; in den folgenden Jahren verlor das Kontor seine wirtschaftliche Bedeutung.
Die im Januar 1579 vereinbarte Union von Arras, der am Folgetag die Utrechter Union folgte, zeichnete die Trennung der spanischen Niederlande vor, aus der letztlich die Staaten Niederlande und Belgien hervorgehen sollten. Der Utrechter Union, die von der Provinz Holland dominiert wurde, traten auch fast alle Brabanter und flandrischen Städte bei. Um die Auseinandersetzungen in der Region zu befrieden, die formal noch zum Heiligen römischen Reich gehörten, bemühte sich Kaiser Rudolf II., der Schwager des spanischen Königs, um eine Verhandlungslösung. Der sogenannte Pazifikationstag fand von April bis November 1579 in Köln statt, weil die Reichsstadt als strategisch wichtig gelegene Metropole als neutraler Ort akzeptiert werden konnte und die nötige Infrastruktur für die Delegationen bereitstellen konnten. Die Vertreter der Niederlande, des Kaisers und der spanischen Krone wurden in den Stadtpalais der Kölner Ratsbürger beherbergt. Die Verhandlungen selbst fanden im Gürzenich statt. Eine Einigung wurde nicht erreicht. Heute wird der Kölner Pazifikationstag als Beginn des unabhängigen niederländischen Staates verstanden. Wie vital die niederländischen Auseinandersetzungen die Interessen Kölns berührten, wurde 1580 deutlich, als holländische Kriegsschiffe den Rhein herauf kamen und bis nach Köln vordrangen. Der koordinierte Einsatz einer Flotte der rheinischen Kurfürsten vertrieben die Eindringlinge umgehend. Insgesamt war die Entwicklung für die Kölner Wirtschaftsinteressen ungünstig. Durch die Unruhen wurden die Kölner Handelswege nach Flandern stark gestört; zudem konnten die Holländer den See-Zugang zum Rhein kontrollieren. Beides behinderte die Kölner Handelsströme empfindlich und brachte den Kölner Englandhandel fast völlig zum Erliegen.

### Städtisches Leben
Ein Sterbender berichtete 1484 von homosexuellen Praktiken in Köln. Als eine große Untersuchung ergab, dass wohl über 200 angesehene Bürger darin verwickelt waren, wurden die Ergebnisse der Untersuchung wieder unter den Teppich gekehrt.
1479 erhielt die Universität zu Köln von Kaiser Friedrich III. das Recht, Leichen zu sezieren.
Seit 1577 war Köln mittels eines Abzweigers ab Wöllstein mit dem europäischen Hauptpostkurs, dem Niederländischen Postkurs von Brüssel über Augsburg nach Innsbruck, Trient und Italien verbunden. Zunächst bestand eine Fußbotenpost; sie wurde jedoch 1579 vom Postmeister Jacob Henot in eine reitende Post umgewandelt.

## Zentrum der Gegenreformation
Der Kölner Erzbischof Gebhard Truchsess von Waldburg sagte sich 1582 von der katholischen Kirche los und heiratete die protestantische Stiftsdame Agnes von Mansfeld, trat aber als Erzbischof nicht zurück. Gebhard Truchsess von Waldburg wurde 1583 exkommuniziert und der verlässlich katholische Ernst von Bayern zu seinem Nachfolger bestimmt u. a. deshalb, weil ein protestantischer Kölner Erzbischof die katholische Mehrheit im Kurfürstenkollegium gekostet hätte. Es kam zum Kölner Krieg (auch Truchsessischer Krieg), der bis 1588 dauerte. Deutz, Bonn und Neuss wurden verwüstet. Der Rat verbot 1609 den Frauen auch zu Karneval das Tragen von Männerkleidung. Der erste Tabakhändler eröffnete 1620 sein Geschäft in Köln.
Auf Melaten wurde Katharina Henot, die Tochter Jacob Henots, im Jahr 1627 als Hexe verbrannt. Christina Plum bezichtigte erstmals im Frühjahr 1629 mehrere Personen der Hexerei. Nach weiteren Denunziationen erfolgten mehreren Hinrichtungen, darunter auch die von Christina Plum am 16. Januar 1630. Erst ab der zweiten Jahreshälfte 1630 wurde die Hexenverfolgung in Köln ausgesetzt. Wegen der Syphilis wurden 1631 die öffentlichen Badehäuser geschlossen. Mit den Wochentlichen Post-Zeitungen erschien 1632 die erste Zeitung in Köln. Der Rat der Stadt verbot 1659 das Rauchen innerhalb der Stadtmauern. 1655 wurde Enn Lennartz als Hexe enthauptet und verbrannt. Sie war das letzte Opfer der Kölner Hexenverfolgung. Insgesamt gab es in der Zeit der Hexenverfolgung (1435–1655) 96 aktenkundig gewordene Hexenprozesse, bei denen 37 Beschuldigte zum Tod verurteilt wurden. Der Rat der Stadt Köln sprach in der Sitzung am 28. Juni 2012 einstimmig eine sozialethische Rehabilitation der Opfer der Kölner Hexenprozesse aus.

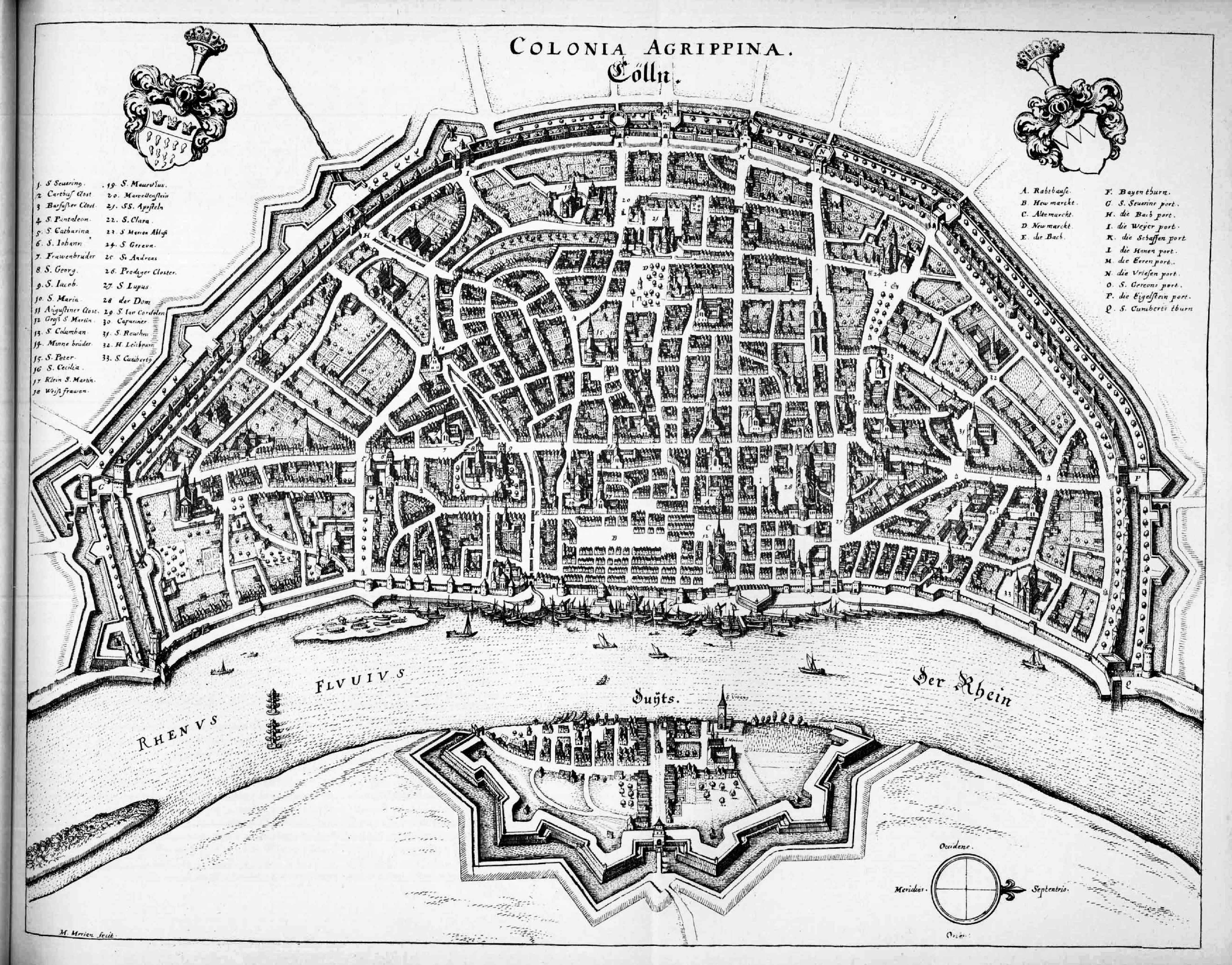
Köln um 1646 von Matthäus Merian

Während des Dreißigjährigen Kriegs (1618–1648) verhielt sich Köln neutral und wurde lange Zeit nicht in ihn hineingezogen, wobei der Krieg jedoch die Wirtschaft schädigte. Am 21. Dezember 1632 griff der schwedische General Baudissin Deutz an, da er dessen Befestigung durch die Freie Reichsstadt Köln als Bruch der Neutralität wertete und freie Religionsausübung für Protestanten in Köln forderte. Jedoch zwang ihn die starke Kölner Gegenwehr schon am nächsten Tag wieder zum Rückzug. Köln nahm von da an einer stärker kaisertreue Position ein, bemühte sich aber weiterhin um ein gutes Verhältnis zu den protestantischen Niederlanden. Der Reitergeneral Jan von Werth († 1652) wurde wenig später in Köln zum Volkshelden, als er die Festung Ehrenbreitstein von den Franzosen befreite. Von ihm wurde die Sage mit der Magd Griet berühmt.
Am 6. September 1680 überreichte Nikolaus Gülich (* 1644) eine Klageschrift gegen innerstädtische Missstände. Eine Untersuchungskommission wurde eingesetzt, dann aber nahm man Gülich gefangen. August 1682 wurde er aber auf Druck der Gaffeln wieder entlassen. Immer wieder klagte er gegen Klüngel und Misswirtschaft. Im Sommer 1683 versuchte Gülich, den Rat aufzulösen, aber hauptsächlich wegen wirtschaftlichen Misserfolgs wurde bald der Prozess gegen ihn eröffnet. 1685 wurde er von Kaiser Leopold I. als Landfriedensbrecher vor das kaiserliche Gericht geladen. Am 23. Februar 1686 wurde er zum Tod durch das Schwert verurteilt und hingerichtet. Seine Schandsäule befand sich hundert Jahre lang auf dem eingeebneten Platz seines Hauses.
Köln nahm am letzten Hansetag 1669 in Lübeck teil.

## Köln im Ancien Régime

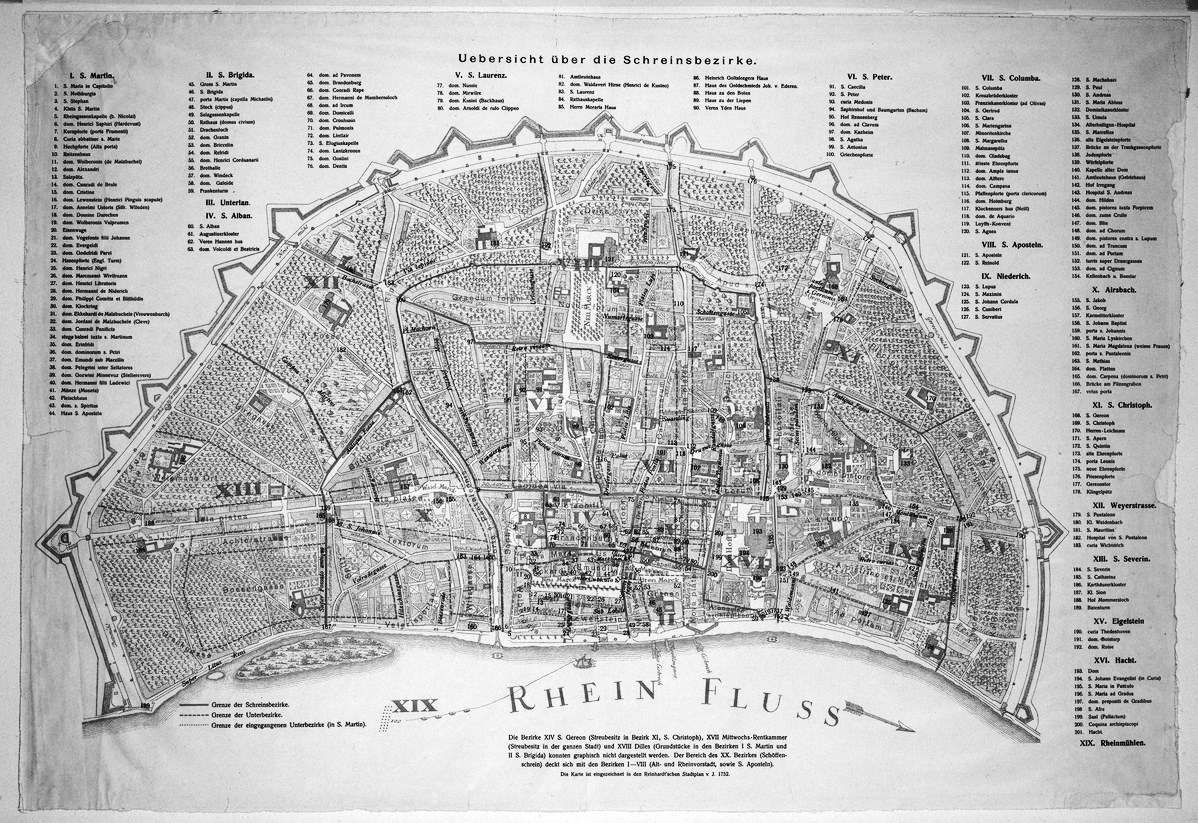
Johann Valentin Reinhardt – Kölner Stadtplan von 1752

Giovanni Battista Farina gründete 1709 die heute älteste Parfumfabrik der Welt. 1716 begann er mit dem Export seines Eau de Cologne. 1714 führte der Rat der Stadt eine Meldepflicht für Protestanten ein. 1734 gründete Jean Ignace Roderique die Gazette de Cologne. Die französischsprachige Zeitung war neben der Gazette d’Amsterdam, der Gazette d’Utrecht und der Gazette de la Haye (Den Haag) im 18. Jahrhundert europaweit verbreitet. Köln war neben Prag, Wien, Antwerpen, Rom und Venedig wegen seiner günstigen Verkehrsverbindungen eine der wichtigsten Städte, wo Nachrichten gesammelt wurden. Die Gazette de Cologne hatte wegen ihrer Aktualität mehrere tausend Bezieher und war an den Höfen in ganz Europa verbreitet. 1735 erhielt die Zeitung kaiserliches Privileg.
Nach der abendlichen Schließung der Stadttore 1736 kam man nun nur noch nach Zahlung einer Torgebühr in die Stadt. Giacomo Casanova besuchte 1760 die Stadt Köln. Nach dem strengen Winter 1783/84 richteten Packeis auf dem Rhein und dadurch verursachtes Hochwasser im Februar 1784 große Schäden an, über 60 Menschen ertranken. Für Köln war es das schlimmste jemals verzeichnete Hochwasser mit einem Rekordpegel von 13,55 Metern.

## Franzosen in Köln
Die Besetzung der Stadt durch die französische Revolutionsarmee im Jahr 1794 brachte das Ende der bisherigen Ratsherrschaft. Am 28. Mai 1796 wurde der Rat der Stadt aufgelöst – 400 Jahre nach Inkrafttreten des Verbundbriefs, der alten Kölner Verfassung. An die Stelle des Rates trat eine nach französischem Vorbild eingesetzte Munizipalverwaltung.
Am 6. Oktober 1794 besetzten französische Truppen die Reichsstadt Köln, was durch symbolische Übergabe der Stadtschlüssel besiegelt wurde. Zur besseren Orientierung schafften die Franzosen die bis dahin üblichen Namen der Häuser ab und führten 1795 Hausnummern ein – dank der Hausnummer 4711 eine der am meisten zitierten Maßnahmen dieser Zeit, die der Duftmarke ihren Namen gab. In der Folge wurde Köln Teil des 1798 gegründeten Rur-Départements. Im selben Jahr lösten die Franzosen die Universität zu Köln auf, viele Kirchen und Klöster in Köln und dem Rheinland fielen unter die Säkularisation.
Seit 1797 besaßen sowohl Juden als auch Protestanten das Bürgerrecht. 1798 kehrte mit Joseph Isaak der erste Jude seit 1424 in die Stadt zurück. Im gleichen Jahr wurden die Zünfte aufgelöst; von da an herrschte in Köln Gewerbefreiheit. Die wirtschaftlich einschneidendste Maßnahme war aber die Verlegung der französischen Zollgrenze an den Rhein, ebenfalls 1798.
Während der französischen Besetzung wurden zahlreiche Kunstgegenstände geplündert, viel Unersetzliches zerstört, so der von den Kölner Bürgern eroberte Fahnenwagen des besiegten Erzbischofs aus der Schlacht von Worringen 1288. Dem letzten Rektor der alten Universität Ferdinand Franz Wallraf war es zu verdanken, dass der Stadt Köln unersetzliche Kunstgegenstände, Archive und Urkundenbestände erhalten blieben. Im Konkordat von 1801 zwischen Napoleon und der katholischen Kirche wurde das Kölner Erzbistum aufgehoben. An seine Stelle trat Aachen als neues Bistum.

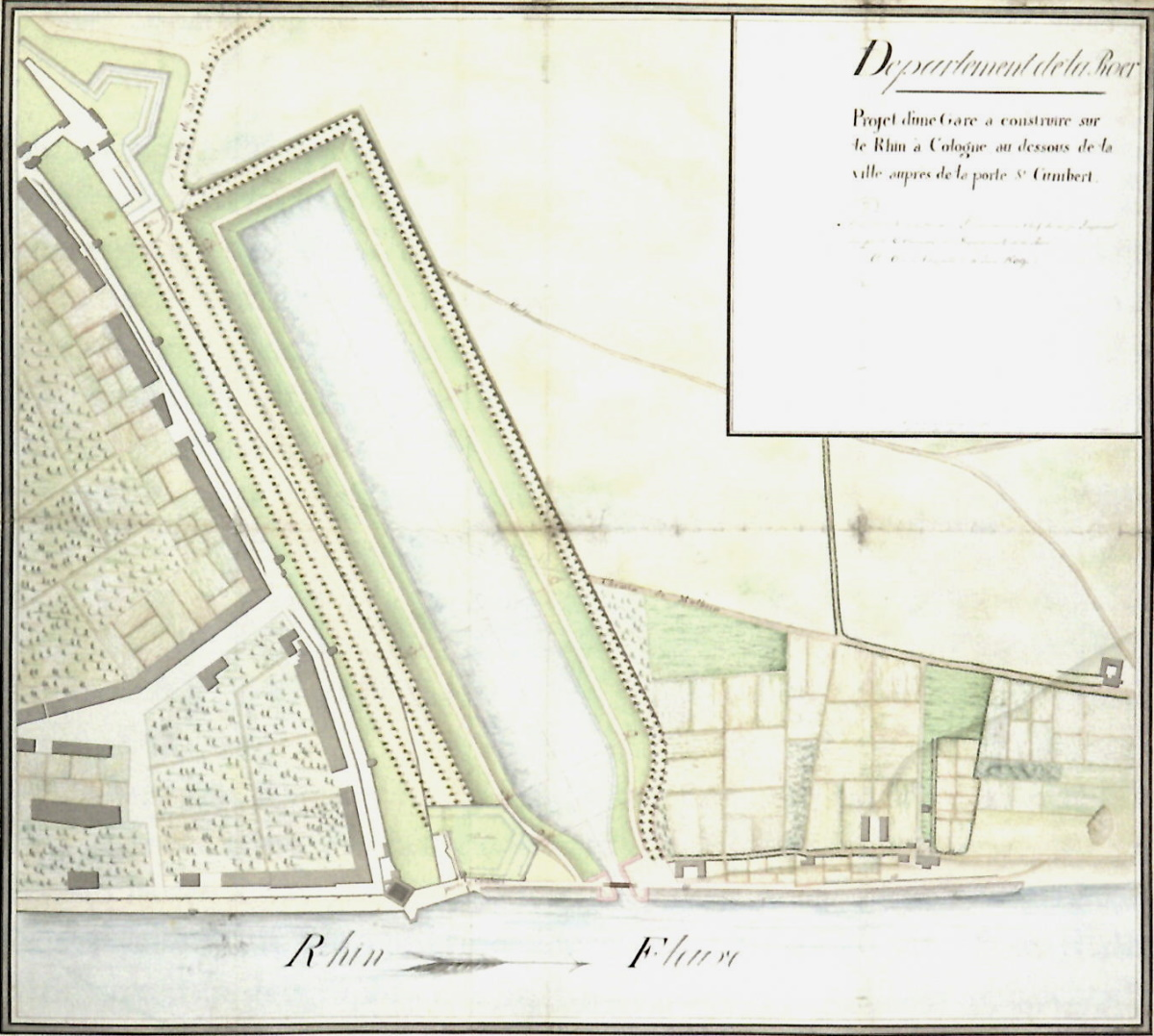
Entwurfszeichnung für den Kölner Sicherheitshafen von 1809

 1801 wurden das linke Rheinufer und damit auch Köln gemäß dem Frieden von Lunéville Teil des französischen Staatsgebiets. Alle Kölner Bürger erhielten die französische Staatsbürgerschaft. Kaiser Napoleon und seine Gattin Josephine besuchten die Stadt vom 13. bis 17. September 1804 zum ersten Mal. Köln war eine Station auf einer längeren Reise Napoleons durch die eroberten linksrheinischen Gebiete kurz nach seiner Erhebung zum Kaiser am 18. Mai 1804. Am Abend des 13. September war Napoleon in Köln angekommen und unter Kanonendonner und Glockengeläut durch das Eigelsteintor bis zu seiner Unterkunft am Neumarkt gefahren.
In die Franzosenzeit fallen auch die Gründung der IHK zu Köln (1803), der ersten Industrie- und Handelskammer auf deutschem Boden, sowie des Kölsche Hänneschen Theaters (1802). 1804 wurden alle Pfarrfriedhöfe geschlossen, sie wurden ersetzt durch einen Zentralfriedhof, den Melaten-Friedhof, der an der Stelle des alten Siechenhauses Hof Melaten angelegt und 1810 eröffnet wurde.
Das größte Bauprojekt unter französischer Herrschaft in Köln war der 50 Meter breite und 500 Meter lange Sicherheitshafen auf dem heutigen Parkgelände des Theodor-Heuss-Rings, der sich bis kurz vor die Eigelsteintorburg erstreckte. Seit dem extremen Eishochwasser vom Februar 1784, bei dem die ganze Kölner Rheinflotte zerstört worden war, gab es laute Forderungen nach einem Schutzhafen. Napoleon versprach der Stadt bei seinem Besuch 1804 den Bau eines solchen Hafens, der Baubeginn verzögerte sich aber bis 1811. 1813 ging der Hafen in Betrieb, wurde aber bereits in den 1880er Jahren aufgrund geringer Nutzung wieder zugeschüttet und durch den Rheinauhafen abgelöst.
Die Franzosen mussten am 14. Januar 1814 die Stadt wegen der heranrückenden preußischen Truppen verlassen. An die französische Besatzung schloss sich unmittelbar die preußische Besatzung an.

## Das preußische Köln

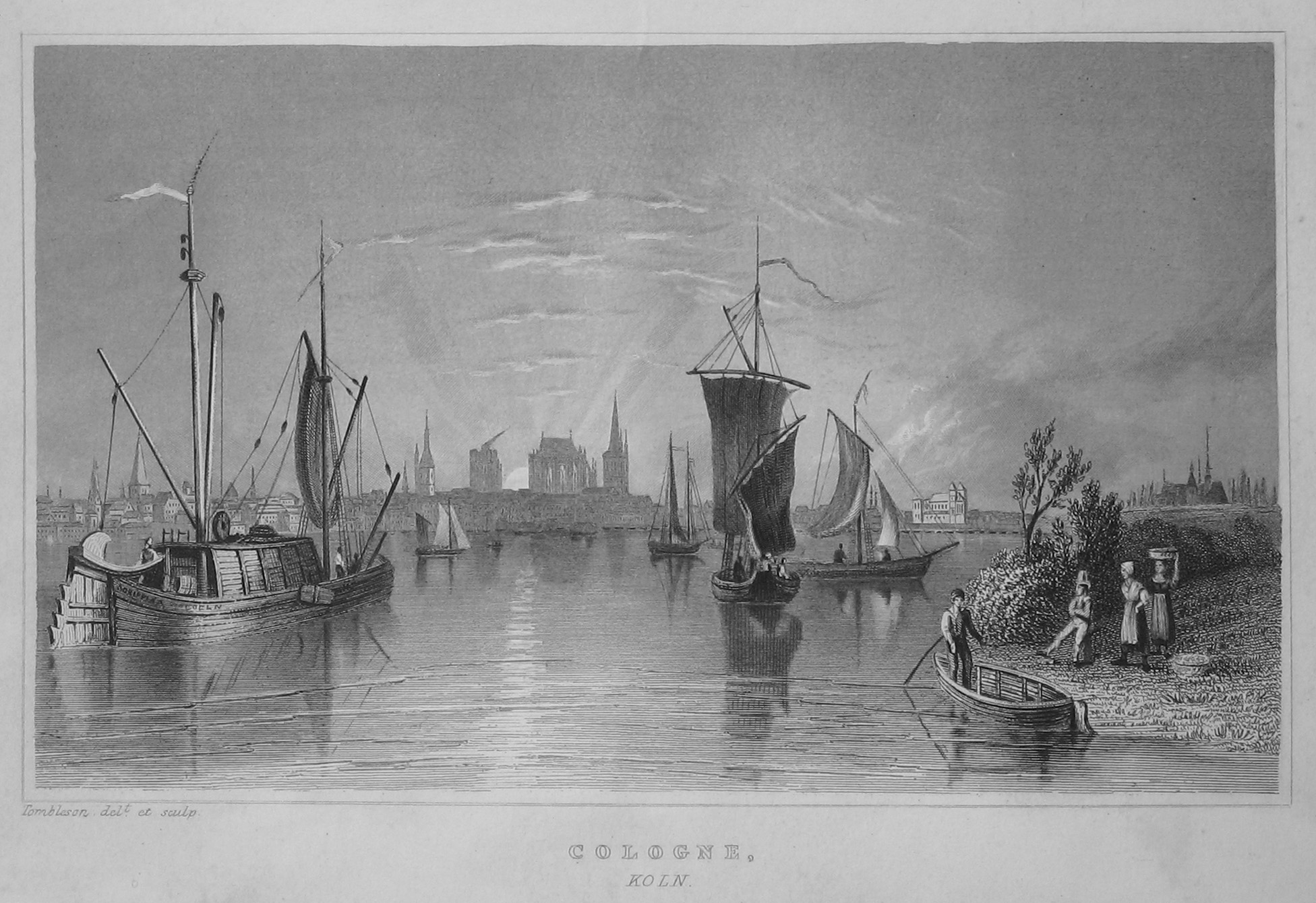
Köln um 1840

Der Wiener Kongress sah in seiner am 9. Juni 1815 unterzeichneten Schlussakte die Besetzung Kölns durch preußische Truppen vor. Damit fiel die Stadt an das Königreich Preußen, allerdings behielten die Kölner bis 1848 die französische Währung. Kommandant der Stadt wurde 1815 der spätere preußische Ministerpräsident und Kriegsminister General Ernst von Pfuel. Die Stadt wurde Sitz eines Landkreises und selbst eine kreisfreie Stadt. 1819 wurde in Köln der Rheinische Appellationsgerichtshof eingerichtet. 1823 wurde auf Drängen der preußischen Verwaltung das Festkomitee Kölner Karneval als „festordnendes Komitee“ gegründet und veranstaltete den ersten kontrollierten Kölner Rosenmontagszug. 1826 wurde die erste Kölner Sparkasse eröffnet. 1837 wurde der Kölner Erzbischof Clemens August Droste zu Vischering wegen der Mischehenfrage verhaftet. 1842 wurde Karl Marx Chefredakteur der Rheinischen Zeitung.
Nach der Wiederentdeckung der Fassadenpläne des Kölner Domes Anfang des 19. Jahrhunderts erwachte das öffentliche Interesse am Fortbau des Domes, der zum Symbol für die deutsche Nationalbewegung wurde. Joseph Görres und Sulpiz Boisserée waren die treibenden Kräfte für die Vollendung, so dass am 4. September 1842 durch den preußischen König Friedrich Wilhelm IV. und den späteren Erzbischof Johannes von Geissel der Grundstein für den Weiterbau des Kölner Doms gelegt werden konnte. 1863 wurde das Innere des Doms vollendet. 1868 wurde der alte Domkran, der ein halbes Jahrtausend lang ein Wahrzeichen der Stadt war, abgebrochen. Die Trennwand zwischen dem 1322 geweihten Chor und dem Langhaus wurde nach 560 Jahren eingerissen. Am 15. Oktober 1880 wurde der vollendete Dom nach 632 Jahren Bauzeit mit dem Dombau-Vollendungsfest fertiggestellt. Überschattet wurde das Domfest von den Auswirkungen des Kulturkampfes, die 1874 zur Verhaftung des Kölner Erzbischofs Paulus Melchers durch die preußisch-protestantische Obrigkeit geführt hatten.
Im Jahre 1816 erreichte mit der englischen „Defiance“ das erste Dampfschiff die Stadt. 1826 wurde die Preußisch-Rheinische Dampfschiffahrtsgesellschaft (PRDG) in Köln, die spätere Köln-Düsseldorfer Deutsche Rheinschiffahrt (KD), gegründet. Mit den Raddampfern „Friedrich Wilhelm“ und „Concordia“ wurde die erste regelmäßige Dampfschifffahrt zwischen Köln und Mainz aufgenommen. Mit der Mainzer Akte von 1831 wurde das Kölner Stapelrecht endgültig aufgehoben. 1835 wurde die Rheinische Eisenbahn-Gesellschaft gegründet. 1839 rollte der erste Zug vom Thürmchenswall bis nach Müngersdorf. 1841 war die Strecke bis Aachen fertiggestellt. 1844 begann der Ausbau der Eisenbahnverbindung Rhein-Weser. 1848 kam es in der Stadt im Gefolge der Märzrevolution zu einer Arbeiterdemonstration und zum sogenannten Kölner Fenstersturz. Während der Revolution kam es beim Dombaufest zum 600. Jahrestag der Grundsteinlegung des gotischen Doms am 14. August 1848 zu einer landesweit einzigartigen Begegnung zwischen Repräsentanten der bürgerlichen Revolution und Vertretern der alten Herrschaftsmacht, als der preußische König Friedrich Wilhelm IV. und der Reichsverweser Erzherzog Johann von Österreich sowie Abgeordnete der Frankfurter Nationalversammlung in Köln zusammentrafen. 1849 gründete Adolph Kolping den Kölner Gesellenverein. Von 1855 bis 1859 wurde die erste feste Rheinbrücke seit der Römerzeit, die Dombrücke, errichtet. Der Kölner Hafen wurde Endpunkt der Rhein-See-Schifffahrt. 1859 wurde der Kölner Hauptbahnhof eingeweiht, die linksrheinische Eisenbahnstrecke von Köln nach Bingerbrück wurde fertiggestellt. Am 22. Juli 1860 wurde auf Betreiben von Caspar Garthe mit einem Festakt der Kölner Zoo eröffnet.

## Köln in der Kaiserzeit

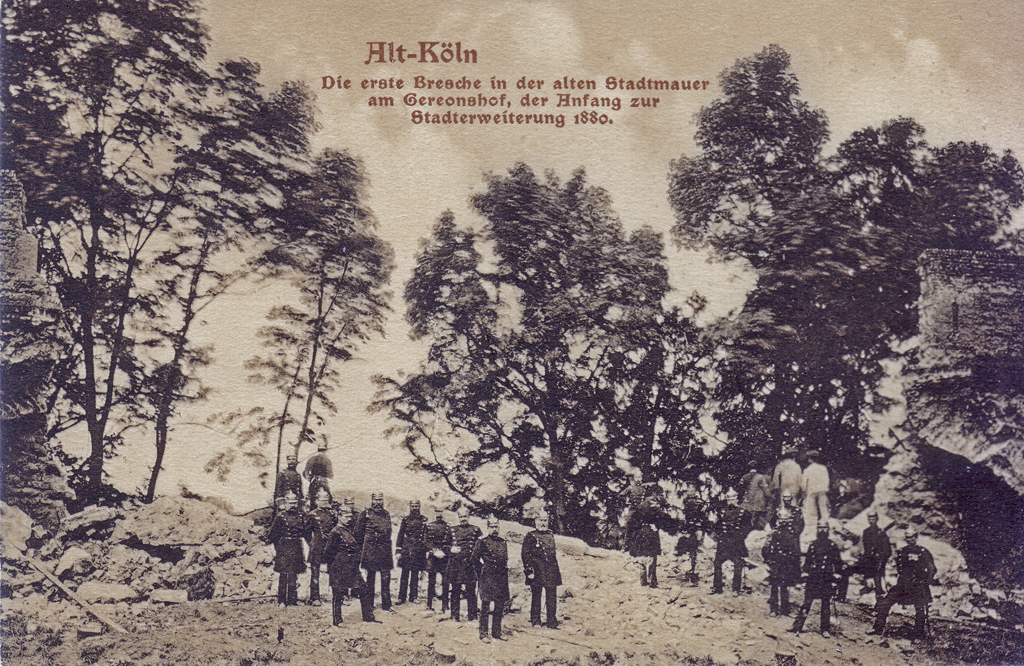
Postkarte: Die erste Bresche in der alten Stadtmauer am Gereonshof zu Anfang der Stadterweiterung 1880

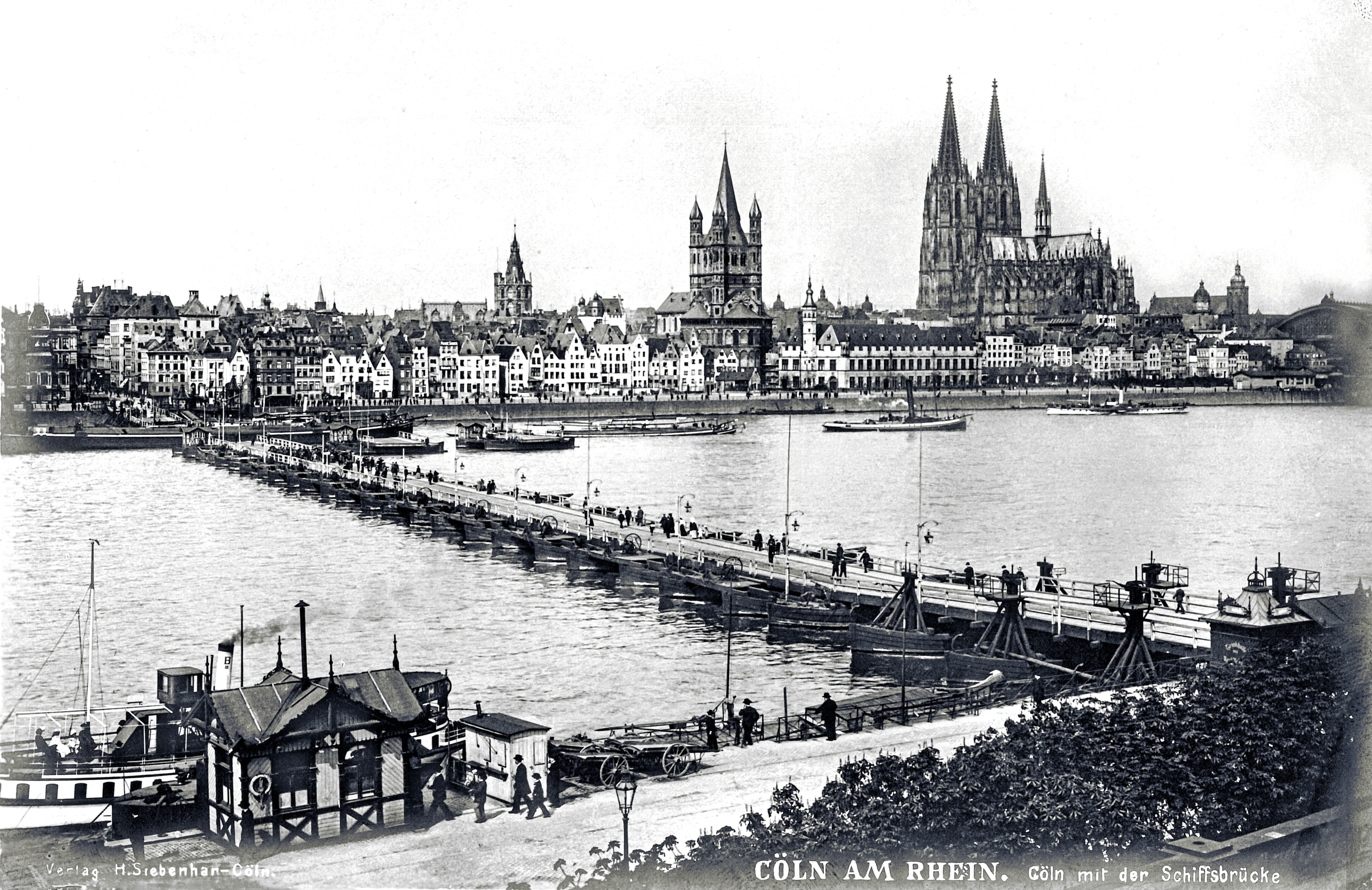
Köln mit Deutzer Schiffbrücke um 1890

Ende des 19. Jahrhunderts konnte sich die übervolle Stadt nach dem Bau des äußeren Festungsrings durch Kauf und Schleifen der Stadtmauer, Wälle und Bastionen in den Rayon erweitern. Der mittelalterliche Mauerring von 1180, der nie überwunden werden konnte, wurde von 1881 bis 1896 bis auf wenige Überreste wie die repräsentativsten Torburgen niedergelegt. Städtebauarchitekt Josef Stübben schuf an ihrer Stelle die heutigen Ringe, Kölns Prachtboulevard. Dennoch blieb Köln noch immer Festung: In einem Umkreis von 15 Kilometern wurden neue, moderne Bunkerbauten und detachierte Gürtelforts (Außenforts bzw. Biehler-Forts) errichtet, die die veralteten Festungswerke ersetzen sollten. 1863 erfolgte die Fertigstellung des inneren, 1880 die des äußeren Festungsrings.
Die Zahl der Einwohner Kölns stieg in dieser Zeit sprunghaft an. Lebten 1822 noch schätzungsweise 56.000 Bürger in der Stadt, so waren es 1837 über 72.000 Einwohner, 1855 107.000 Einwohner, 1888, nach der Eingemeindung mehrerer Vororte, bereits 250.000. Am 22. Mai 1911 wurde die neue Hohenzollernbrücke in Gegenwart von Kaiser Wilhelm II. feierlich eingeweiht. Bis 1913 wuchs die Einwohnerzahl weiter auf 640.731. 1914 schließlich kamen weitere rechtsrheinische Stadtteile zu Köln.
Nach dem Deutsch-Französischen Krieg von 1870/1871 erfasste auch Köln ein großer wirtschaftlicher und industrieller Aufschwung. Das Volumen des Güterverkehrs betrug 1885/86 auf der linksrheinischen Eisenbahn 954.728 Tonnen und rechtsrheinisch 413.573 Tonnen. Im Jahr 1886 liefen 4859 beladene Schiffe mit 4.656.561 Zentner den Kölner Hafen an, 3190 beladene Schiffe mit 2.626.841 Zentnern verließen ihn. Außerdem wurden als Flöße 138.742 Zentner talwärts bewegt.
Bis 1894 war in Köln das Fahrradfahren wie in vielen anderen deutschen Städten verboten. 1898 wurde der Rheinauhafen in Betrieb genommen. 1900 übernahm die Stadt das Straßenbahnnetz und elektrifizierte es. 1906 wurde zur Dokumentation dieser rasanten Entwicklung für die preußische Rheinprovinz und Westfalen in Köln das Rheinisch-Westfälische Wirtschaftsarchiv gegründet, das seitdem angeschlossen an die IHK Köln besteht. 1906 eröffnete das erste feste Kino.

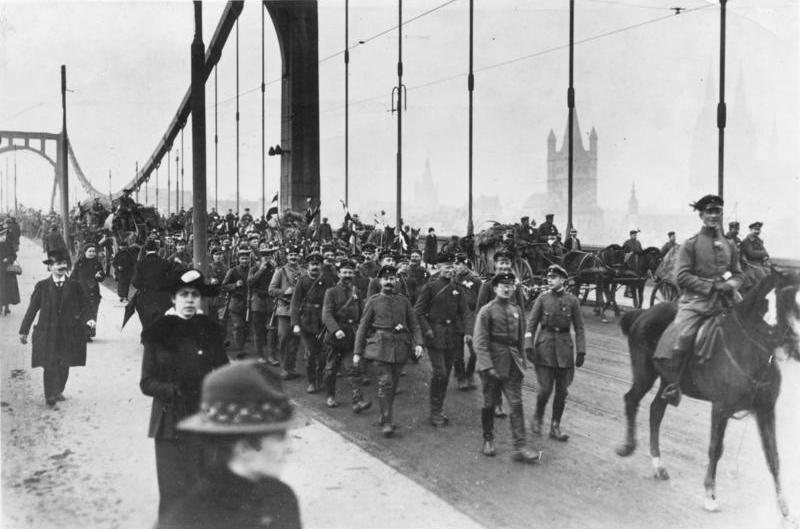
Nach Ende des Ersten Weltkrieges kehren Truppen des Deutschen Heeres über die Deutzer Hängebrücke auf das rechtsrheinische Ufer zurück, Nov. 1918

Die Mobilmachung zum Ersten Weltkrieg im Sommer 1914 wurde in Köln wie auch in anderen Städten zuerst mit Jubel aufgenommen (sogenanntes Augusterlebnis), doch seit 1916 wurden die Versorgungsprobleme immer schlimmer. Im Frühjahr 1917 musste die Stadt Notgeld ausgeben. Am 18. September 1917 wurde Konrad Adenauer von der Stadtverordnetenversammlung einstimmig zum Oberbürgermeister gewählt, was durch die Kooperation von Deutscher Zentrumspartei und Sozialdemokratischer Partei Deutschlands (SPD) ermöglicht wurde. Adenauers Zusammenarbeit mit dem sozialdemokratischen Journalisten und Politiker Wilhelm Sollmann prägte die Stadtpolitik in den kommenden Jahren. 1918 wurde eine Wiederaufbaupatenschaft mit dem ostpreußischen Neidenburg begründet. In der Nacht vom 24. auf den 25. März 1918 flog ein britischer Handley-Page-Bomber einen Luftangriff auf Köln.
Kieler Matrosen fuhren am 7. November in einem Zug nach Köln, entmachteten den Militärgouverneur von Köln (Generalleutnant Kurt Kruge) und befreiten in der Nacht auf den 8. November 1918 5000 Gefangene, darunter auch politische Häftlinge und Militärgefangene.

Ratsmitglied Wilhelm Sollmann, Vorsitzender der SPD-Fraktion im Rat der Stadt Köln und Mitglied der gemäßigten MSPD, wurde Vorsitzender eines am 8. November 1918 gegründeten Arbeiter- und Soldatenrates. Adenauer wurde gleichwohl bald de facto wieder mächtigster Mann in Köln.
Ab dem 11. November 1918 zogen drei Wochen lang 500.000 Soldaten und 300.000 Pferde durch Köln und über die Rheinbrücken Richtung Osten.
Adenauer veranlasste, dass nur Soldaten, die ihre Waffen abgaben, Entlassungsschein, Fahrkarte, Wehrsold und Verpflegung erhielten. Durch den Verkauf von Heeresmaterial, Pferden und Autos aus Armeebeständen wurde dies finanziert.

## Köln in der Zwischenkriegszeit

### Köln in der Weimarer Republik

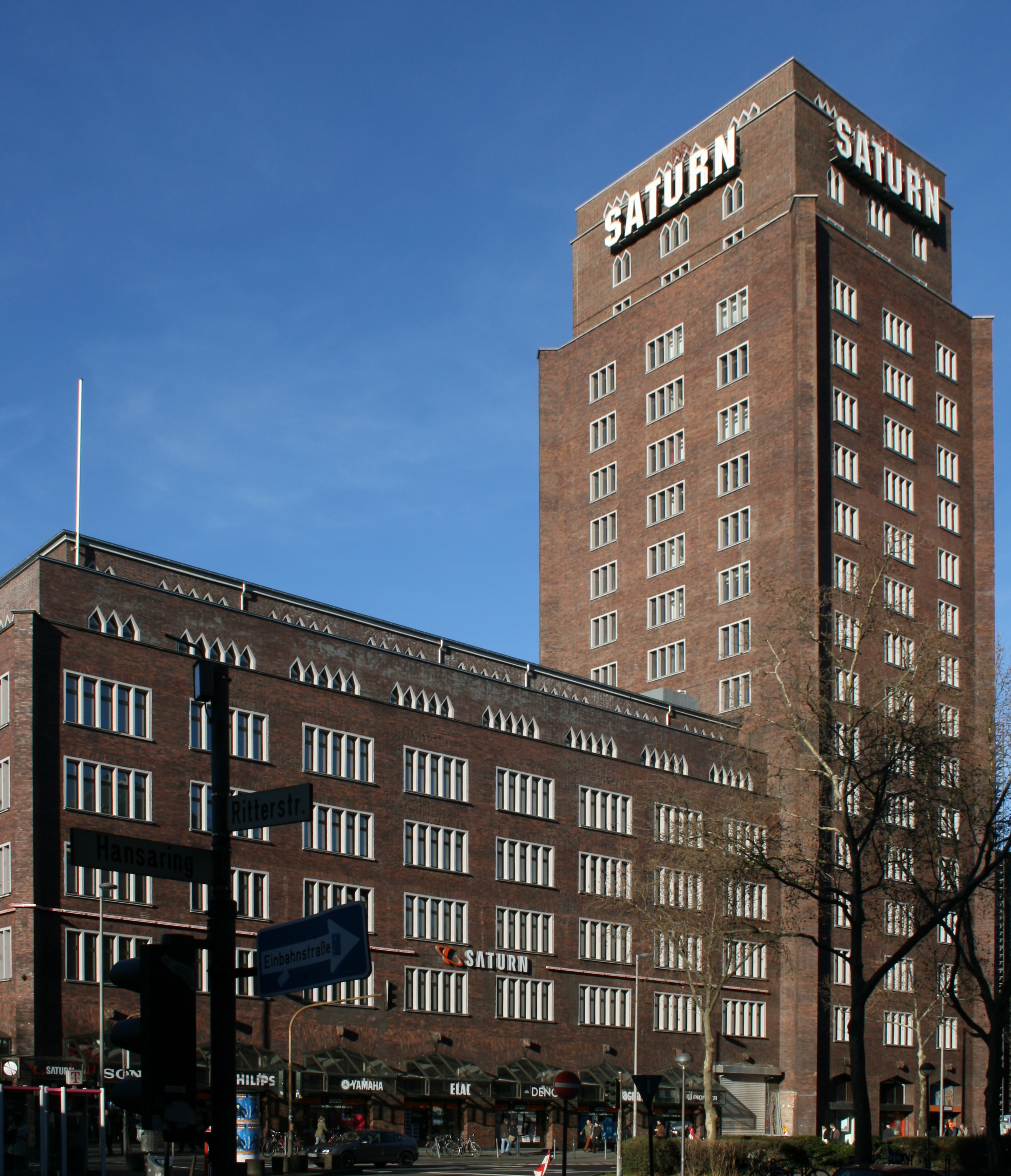
Das 1924/25 errichtete Hansahochhaus war zum Zeitpunkt der Fertigstellung das höchste Haus Europas

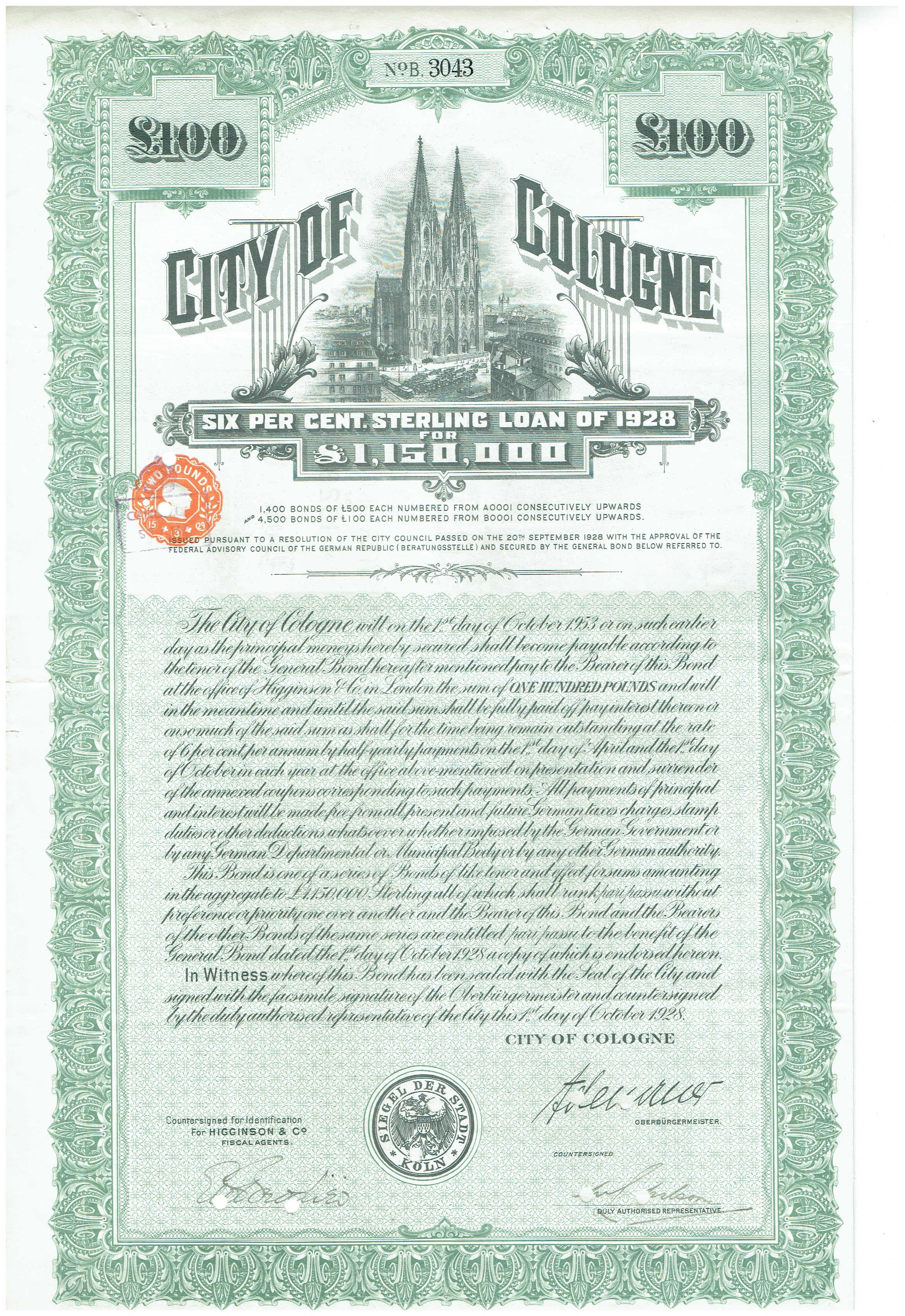
Anleihe über 100 £ der Stadt Köln vom 1. Oktober 1928; mit Faksimile-Unterschrift von Adenauer

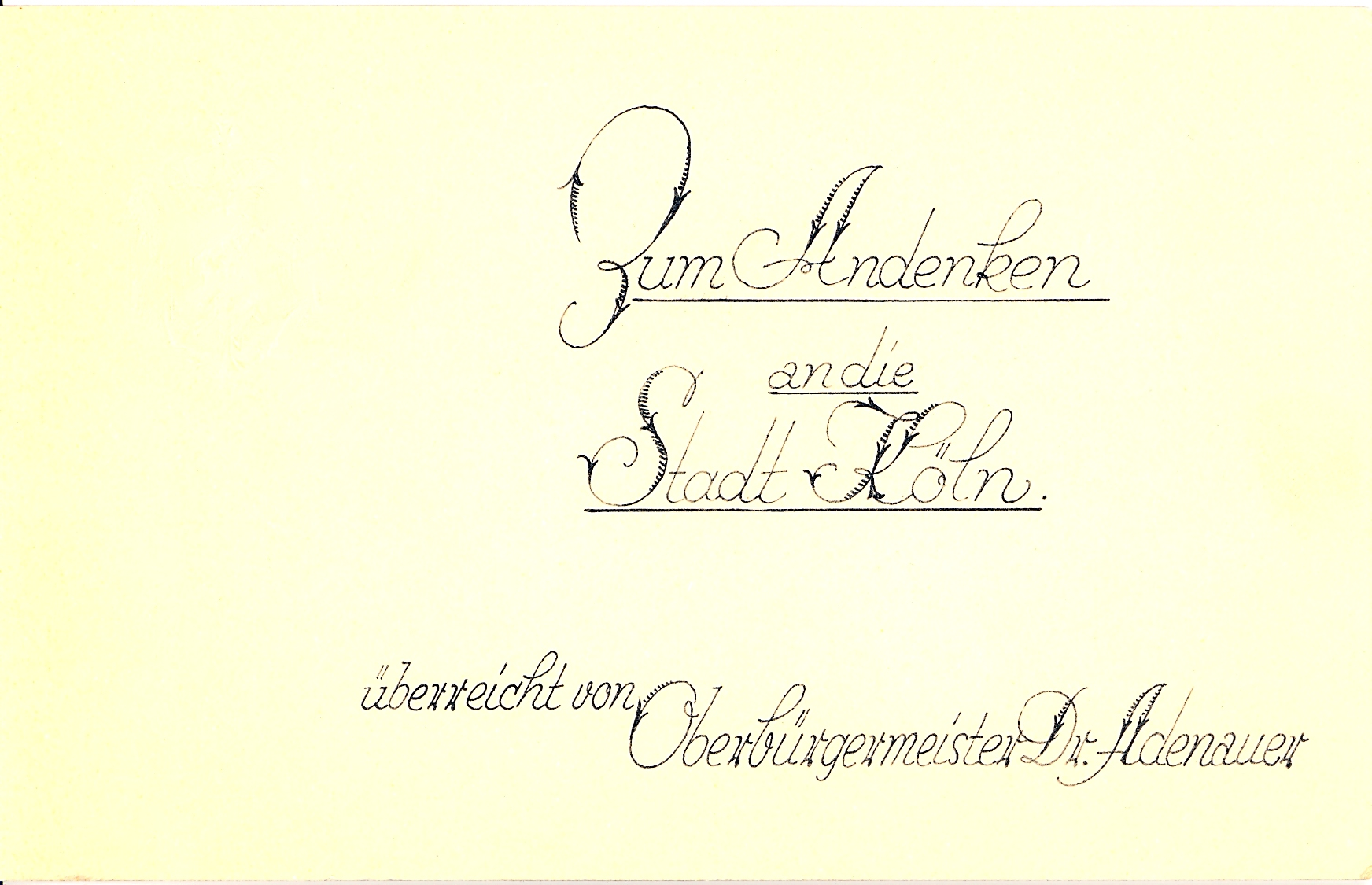
Widmungskarte von Oberbürgermeister Adenauer

Entsprechend dem Waffenstillstandsvertrag von Compiègne wurde Köln unmittelbar nach Kriegsende ab dem 6. Dezember 1918 von britischen Truppen besetzt. (→ Alliierte Rheinlandbesetzung) Die Zugehörigkeit zum neuen Freistaat Preußen und damit zum Deutschen Reich der Weimarer Republik waren davon nicht berührt, doch wurden die Ausübung deutscher bzw. preußischer Souveränitätsrechte und die Tätigkeit der preußischen Verwaltung ggf. durch Besatzungsmaßnahmen überlagert. Mit dem Rheinlandabkommen zwischen dem Deutschen Reich und den Siegermächten vom 28. Juni 1919 wurden die Modalitäten der Besatzung näher definiert und von der Interalliierten Rheinlandkommission als oberster Verwaltungsbehörde überwacht.
Bei den Wahlen zur verfassungsgebenden Nationalversammlung am 19. Januar 1919, an der erstmals auch Frauen teilnehmen konnten, stimmte in Köln die Mehrheit für die Deutsche Zentrumspartei (40,8 % – Reich: 19,7 %) vor der SPD (38,6 % – Reich: 37,9 %) und der Deutschen Demokratischen Partei (11,0 % – Reich: 18,5 %). Am 1. Februar 1919 endete die vom preußischen Innenministerium seit dem 30. Oktober 1900 aufgezwungene Schreibweise Cöln. Die Universität zu Köln wurde nach 121 Jahren Schließung am 12. Juni 1919 feierlich wiedereröffnet.
Am 1. August 1920 wurde das Brückengeld (Maut zur Überquerung der Rheinbrücken) abgeschafft. Gemäß dem Vertrag von Versailles begann man 1921 mit der Schleifung der Festungsringe und legte ab 1922 auf deren Rayons die Grüngürtel an. 1922 erfolgt die Eingemeindung weiterer linksrheinischer Stadtteile im Norden (Details siehe Tabelle Eingemeindungen). 1923 wurde das erste Müngersdorfer Stadion fertiggestellt, 1924 der Rohbau des höchsten Wolkenkratzers seiner Zeit in Europa, des späteren Hansahochhauses. Am 11. Mai öffnete die Kölner Messe ihre Tore. Am 30. November wurde mit der Petersglocke des Kölner Doms die mit rund 24 Tonnen größte freischwingende läutbare Glocke der Welt geweiht. 1925 nahm das Kaufhaus Tietz die erste Rolltreppe Deutschlands in Betrieb.
Die Besatzung endete im Januar 1926 mit dem Abzug der britischen Truppen (siehe Alliierte Rheinlandbesetzung#Räumung). Im selben Jahr zog der Vorläufer des WDR, die Westdeutsche Funkstunde AG (Wefag), von Münster nach Köln und ging als „Westdeutsche Rundfunk AG“ (Werag) auf Sendung. Mit einem Pegelstand von 10,69 m traf im Januar 1926 ein schweres Rheinhochwasser ohne Eisgang die Stadt Köln. Die Stadt investierte 1,6 Millionen Reichsmark in das ehemalige Militärflugfeld Butzweilerhof. Am 26. Juli 1926 begann dort der planmäßige Flugverkehr. Der Butzweilerhof entwickelte sich auf Grund seiner zentralen Lage schnell zum zweitgrößten deutschen Flughafen. Am 10. Oktober 1928 wurde die Rheinlandhalle eröffnet. Die Mülheimer Brücke wurde am 13. Oktober 1929 in Betrieb genommen. Am 2. Oktober 1930 kam Henry Ford nach Niehl zur Grundsteinlegung des neuen Werkes der bis dahin in Berlin ansässigen Ford Motor Company AG (seit 1939 Ford-Werke).
Köln war während der Weimarer Republik bedeutende Musikstadt. Bekannte Dirigenten wie Otto Klemperer wirkten an der Oper Köln. Seit 1926 gibt es ein Rundfunkorchester. In Köln existierten 1929/1930 insgesamt 15 Häuser mit dauerhaften oder zeitweiligen Varietéprogrammen und Revuen. Mit dem Kaiserhof erhielt Köln im September 1931 (also zur Zeit der Weltwirtschaftskrise und Deutschen Bankenkrise) ein internationales Varieté. Im Dezember 1929 wurde Konrad Adenauer für weitere 12 Jahre zum Oberbürgermeister gewählt. Die Eröffnung der Kraftwagenstraße Köln-Bonn (seit 1958 Bundesautobahn 555) als erste Reichsautobahnstrecke erfolgte am 6. August 1932.
Politisch spiegelte sich die zunehmende Radikalisierung, besonders seit dem Schwarzen Freitag (1929), auch in Köln in immer hemmungsloseren Auseinandersetzungen zwischen Nationalsozialisten und Kommunisten wider; Mitte 1932 – vor der Reichstagswahl am 31. Juli 1932 – erreichten sie einen Höhepunkt. Zwischen 1930 und 1933 gab es dabei 19 Tote. Am 6. November 1932 gab es eine weitere Reichstagswahl.

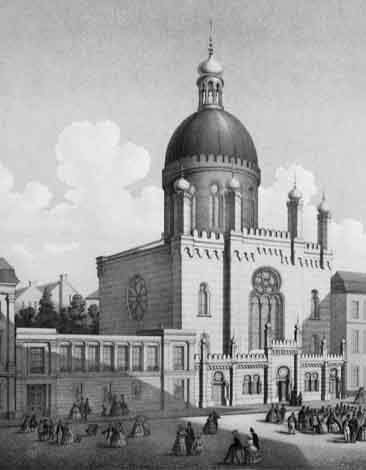
Kölner Synagoge Glockengasse um 1861, zerstört während der Novemberpogrome 1938

1925 strukturierte sich die NSDAP und teilte das Reich in 31 Parteibezirke. Die NSDAP gab den Bezirken den Namen Gau und benannte jeweils eine Hauptstadt im Gau. Bis 1931 gehörte Köln zum „Gau Rheinland-Süd“; ab dann zum Gau Köln-Aachen. Seit 1935 trug Köln den Namenszusatz Hansestadt.

### Köln in der Zeit des Nationalsozialismus
Am 4. Januar 1933 – knapp vier Wochen vor der Machtergreifung des NS-Regimes – fand das Treffen Papens mit Hitler im Haus des Bankiers Schröder (Stadtwaldgürtel 35) statt. Ziel war, ein Bündnis zu schmieden, die Regierung Kurt von Schleichers zu stürzen und die Machtübernahme vorzubereiten. Die NSDAP gewann die Kommunalwahlen vom 12. März 1933, am Tag darauf wurde Adenauer beurlaubt, am 17. Juli 1933 als Oberbürgermeister entlassen. Am 17. Mai 1933 kam es vor der Universität zu inszenierten Bücherverbrennungen. Im Sommer begann der Terror durch die Geheime Staatspolizei, die zunächst im Polizeipräsidium, dann in der Zeughausgasse und im EL-DE-Haus (jetzt NS-Dokumentationszentrum der Stadt Köln) saß.
Am 7. März 1936 marschierten Truppen der Wehrmacht in das entmilitarisierte Köln ein („Rheinlandbesetzung“). Während der Novemberpogrome 1938 wurden in Köln die Synagoge in der Roonstraße, die in der Glockengasse und die in der Körnerstraße (Ehrenfeld) niedergebrannt, die Synagogen in der St.-Apern-Straße, in Deutz und in Mülheim wurden verwüstet. Der organisierte Mob demolierte außerdem zahllose Wohnungen und Geschäfte jüdischer Bürger. Ab 1938 wurden die durch den Arisierungsprozeß zunehmend verarmten Kölner Juden zum geschlossenen Arbeitseinsatz herangezogen, um den Auswanderungsdruck zu erhöhen.
Im „Großdeutschen Reich“ stand Köln im Mai 1939 mit über 772.000 Einwohnern auf Platz fünf der Liste der größten deutschen Städte, wobei Wien mit berücksichtigt ist.

### Köln in den Kriegsjahren 1939 bis 1944

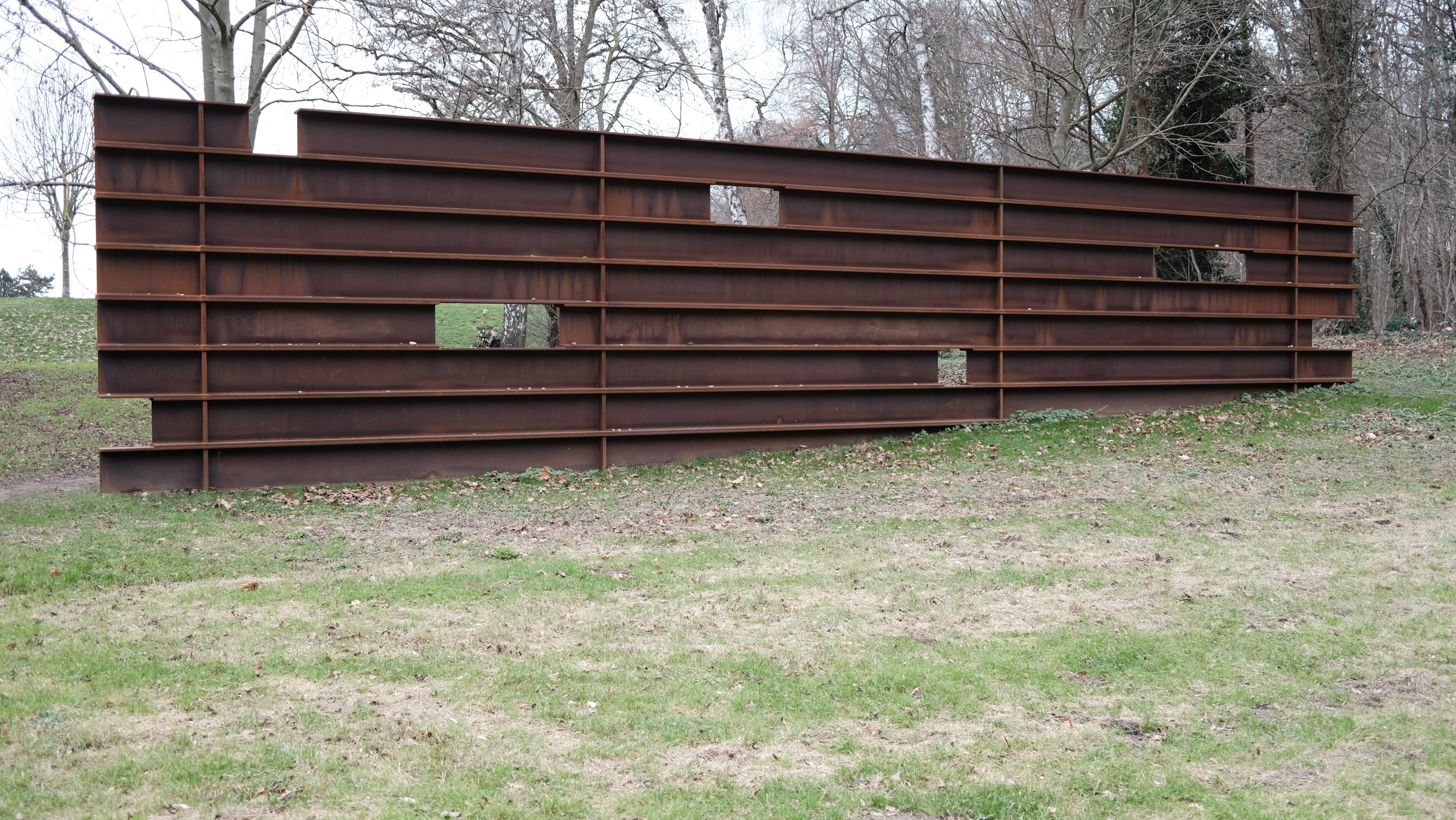
Gedenkort Deportationslager Köln-Müngersdorf

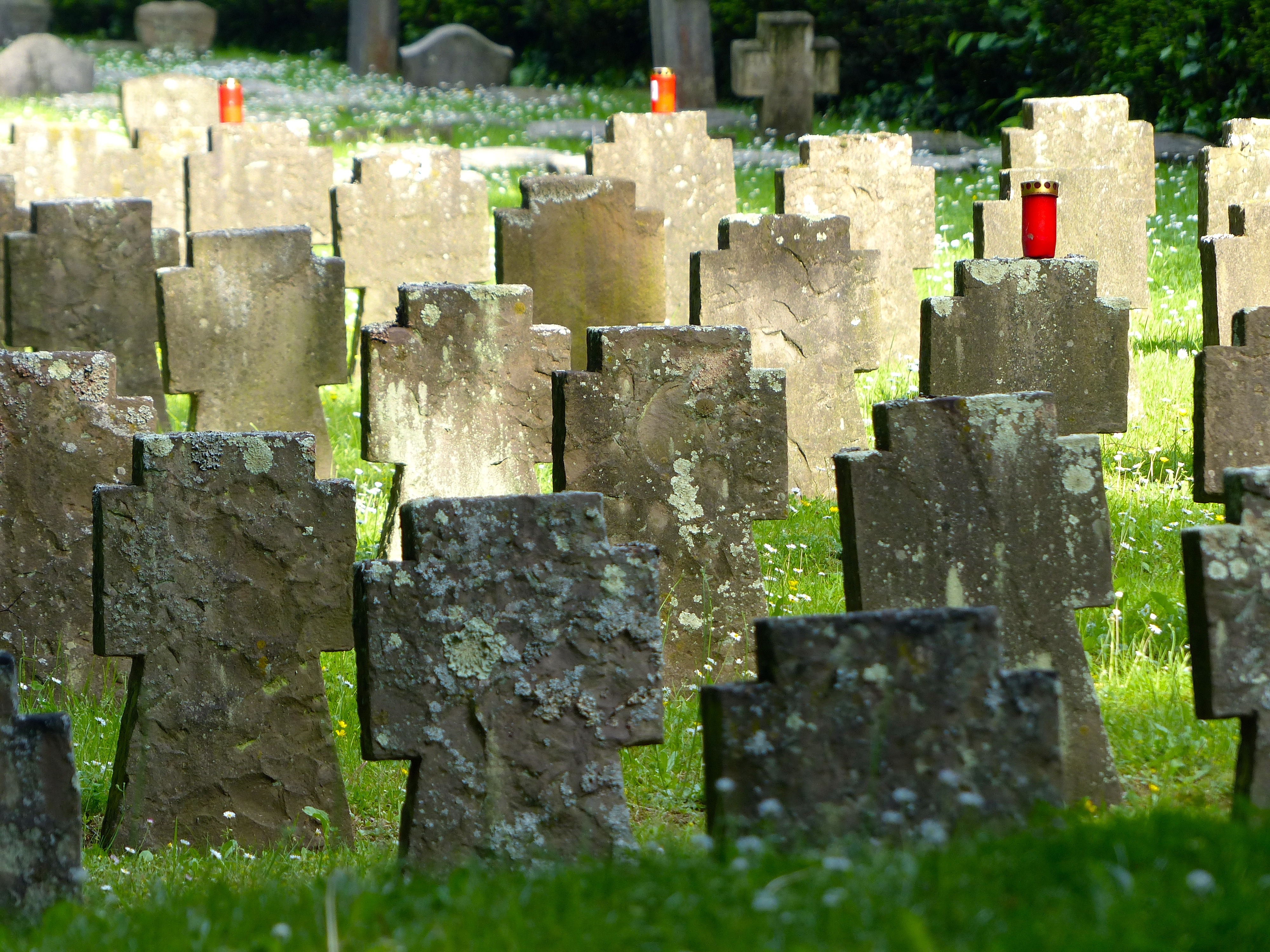
Friedhof Melaten: Gräber der Bombenopfer des Luftangriffs vom 13. März 1942

Ab September 1939 wurden die Juden in so genannten „Judenhäusern“ konzentriert – pro Familie ein Zimmer. Ab Ende 1941 wurde am Fort V des äußeren Festungsrings in Müngersdorf ein Sammellager eingerichtet, in dem die jüdische Bevölkerung aus Köln und Umgebung ab Ende 1941 ghettoisiert wurde. Nach Schätzungen wurden bis Ende 1943 3.500 Inhaftierte aus dem Lager in die Ghettos und Vernichtungslager im besetzten Osteuropa deportiert. Über 7000 ermordete Juden sind namentlich bekannt; das Schicksal zahlreicher Opfer ist ungeklärt. Mit Stand von Anfang 2017 gibt es in Köln 2164 Messing-Gedenkplatten am Boden, sogenannte Stolpersteine, die einzelner Opfer namentlich gedenken (siehe Liste der Stolpersteine in Köln). Von 1939 bis 1945 wurden zunehmend Fremdarbeiter aus den besetzten Gebieten als Ersatz für die Kriegsdienst leistenden Kölner Arbeiter zur Zwangsarbeit eingesetzt. 1940/1941 wurden über 2000 Sinti und Roma aus Köln deportiert. Im Oktober 1941 begann die Deportation der Kölner Juden, die in Zügen mit jeweils 1000 Opfern in die Konzentrationslager im Osten verschleppt wurden.
Flächenbombardements zerstörten im Zweiten Weltkrieg weite Teile der Stadt. Am 12. Mai 1940 (zwei Tage nach dem Beginn des Westfeldzuges) flogen britische Bomber den ersten Luftangriff. Mit dem Bau öffentlicher großer Hochbunker und Tiefbunker wurde im Laufe des Jahres 1941 begonnen. Hitler hatte dies am 10. Oktober 1940 für etwa 60 Städte befohlen. Bei Ausschachtungen für den Bau des Dombunkers (Roncalliplatz 4) wurde 1941 das Peristylhaus mit dem Dionysosmosaik (heute Römisch-Germanisches Museum freigelegt. Im Juni 1941 wurde Köln erstmals seit Kriegsbeginn in fünf aufeinanderfolgenden Nächten angegriffen.
Am 14. Februar 1942 erließ das britische Luftfahrtministerium die Area Bombing Directive; sie besagte, dass die Angriffe auf die Moral der feindlichen Zivilbevölkerung zu konzentrieren seien – insbesondere auf die der Industriearbeiter („morale bombing“). In der Nacht zum 31. Mai 1942 flog die Royal Air Force (RAF) den ersten Tausend-Bomber-Angriff; er verursachte 480 Tote, 5000 Verletzte und 45.000 Obdachlose. Zwei Drittel der 1455 Tonnen abgeworfenen Bomben waren Brandbomben; der Großteil der verursachten Schäden waren Brandschäden. In der Nacht vom 29. auf den 30. Juni 1943 starben durch einen RAF-Angriff mehr als 4500 Menschen und mehr als 10.000 wurden verletzt.
Köln wurde von Flugabwehrstellungen aus verteidigt; sie standen im Kölner Grüngürtel und auf Hochbunkern in der Innenstadt. In der Kölner Bucht gab es eine 32 km breite Lücke im Flak- und Flakscheinwerferriegel vor dem Ruhrgebiet und vor dem verteidigten Gebiet um Koblenz. Die Lücke, das sogenannte Kölner Loch, wurde von vielen alliierten Bomberverbänden als Schlupfloch für den Einflug nach Deutschland genutzt. Deshalb gab es in Köln besonders häufig Fliegeralarm.

### Köln im Jahr 1945
Der letzte von insgesamt 262 Luftangriffen auf das fast menschenleere Köln sollte am 2. März 1945 möglichen letzten Widerstand (siehe auch Volkssturm) vor der Einnahme brechen. Zum Kriegsende waren 95 % der Altstadt zerstört. Am 1. März 1945 begannen US-Truppen die Operation Lumberjack. Die First United States Army überquerte die Erft, erreichte am 4. März Euskirchen und am 5. März Teile von Köln.
Am 6. März 1945 mittags sprengten deutsche Pioniere die Hohenzollernbrücke, die letzte intakte Kölner Rheinbrücke. Zuvor hatten sich die letzten deutschen Einheiten auf das rechtsrheinische Ufer zurückgezogen. Am gleichen Tag rückten US-Truppen ins Stadtzentrum vor. Es kam nur zu gelegentlichen Schusswechseln. Vor dem Dom wurde ein deutscher Panzer in Brand geschossen, der zuvor einen US-Panzer zerstört hatte (siehe Bild). Die Truppen befreiten auch politische Gefangene aus Gefängnissen.
Am 11. April 1945 erreichten Panzerspitzen der United States Army, die bei Remagen (Brücke von Remagen) den Rhein überquert hatten, Porz. Am 14. April 1945 wurden die rechtsrheinischen Stadtteile vollständig besetzt. Die US-Armee überquerte den Rhein mit Hilfe einer Pontonbrücke zwischen den Stadtteilen Poll und Bayenthal.

Zerstörungen im Zweiten Weltkrieg
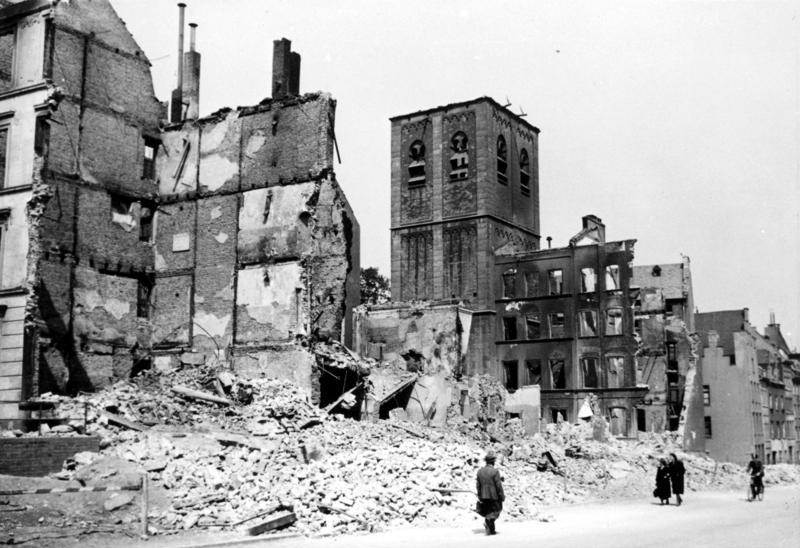
Die Kölner Innenstadt nach einem Luftangriff 1942
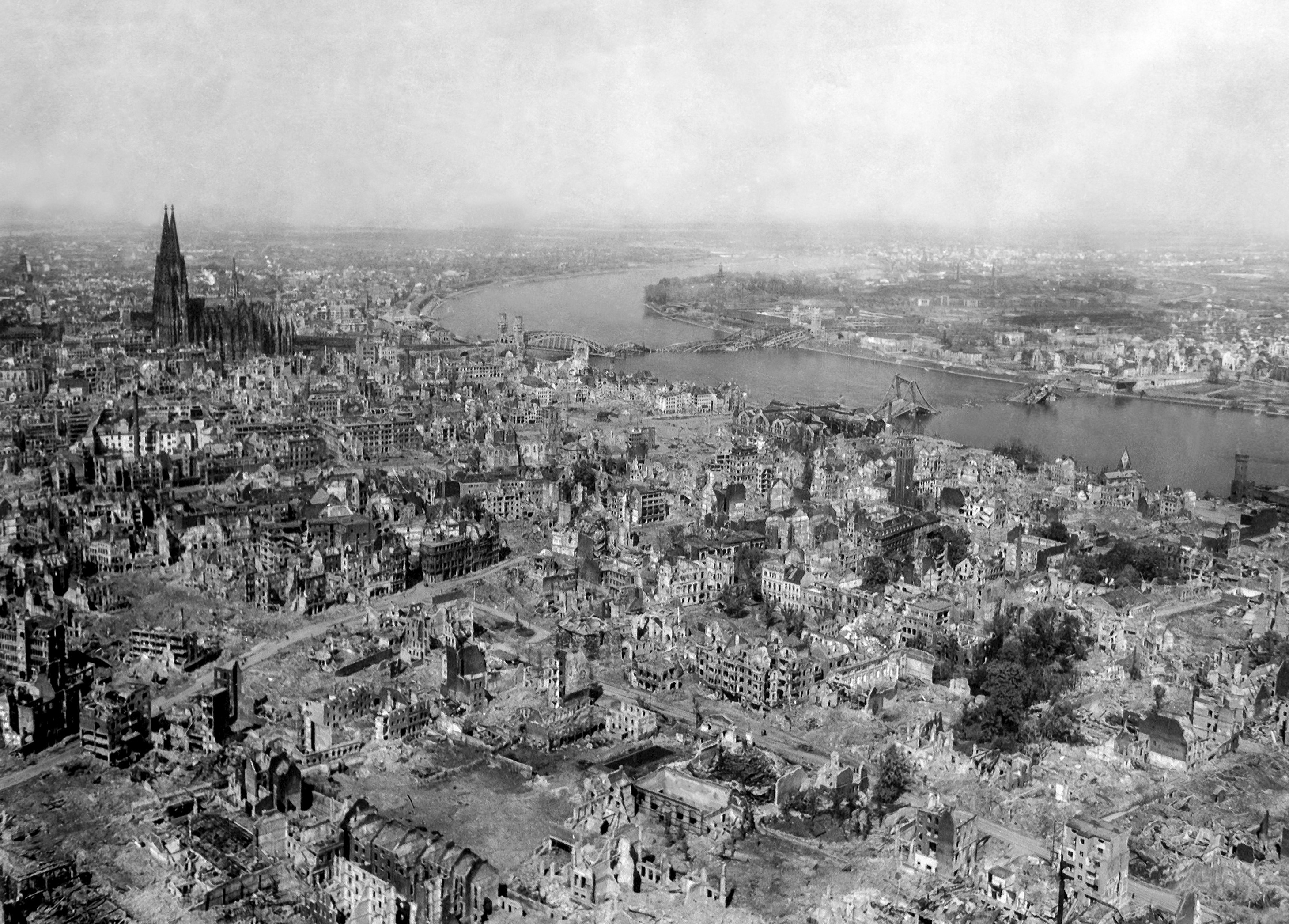
Köln 1945
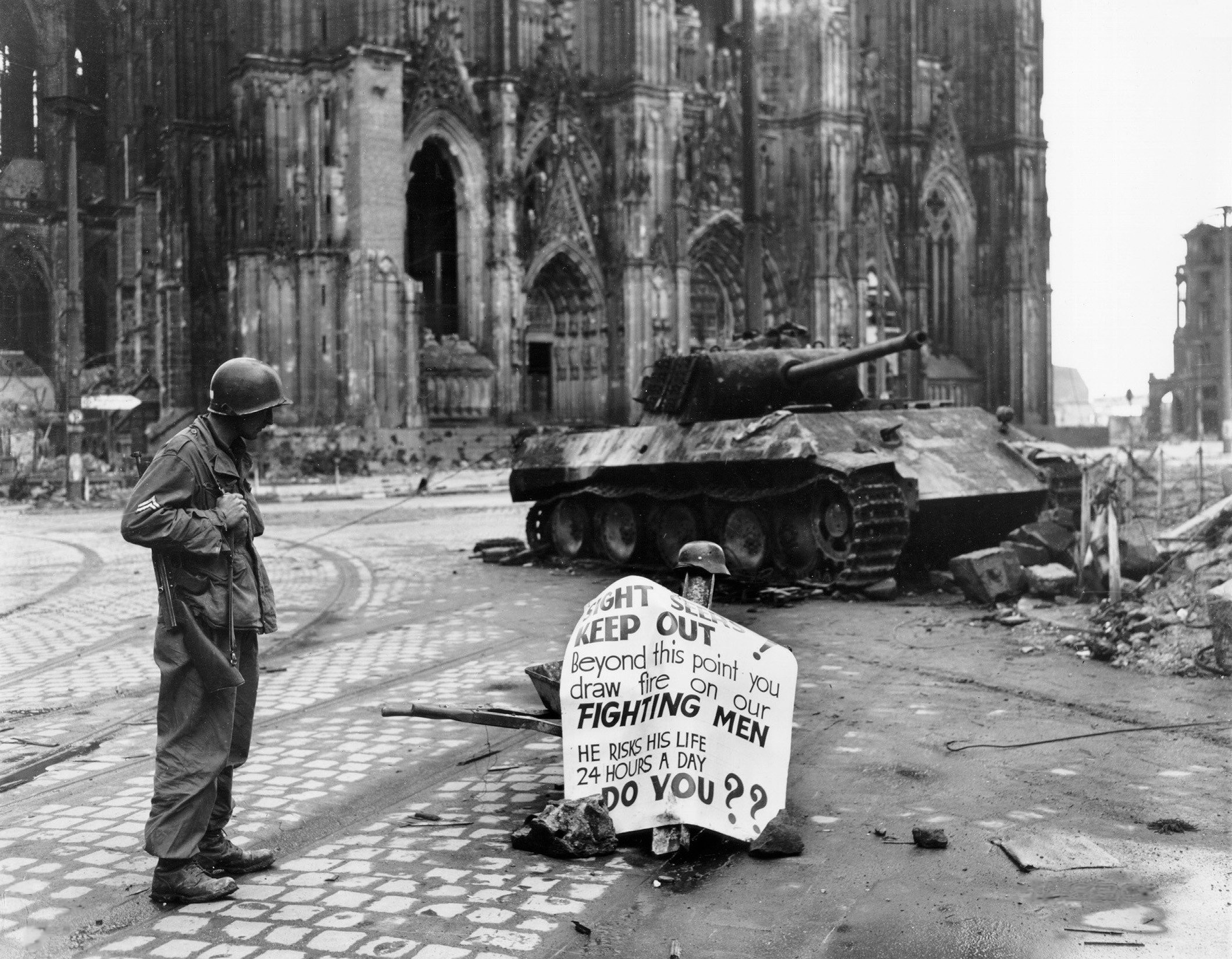
Warnhinweis vor dem Dom 1945
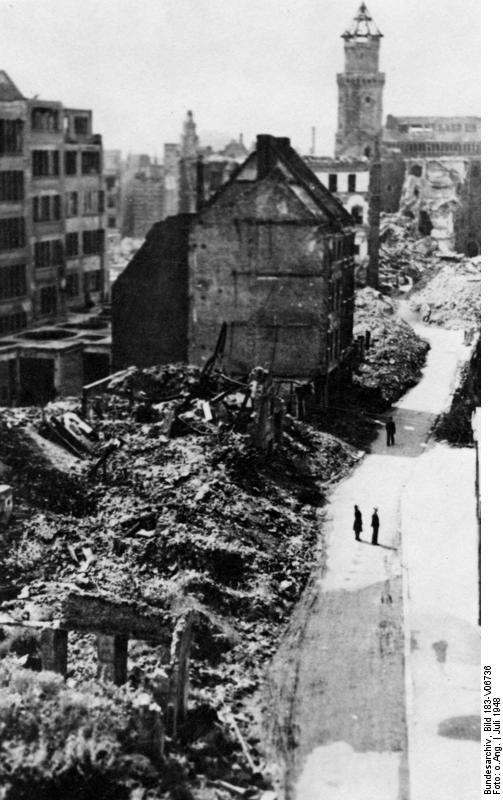
Köln, zerstörte Innenstadt 1948

## Köln nach dem Krieg

### Politik
Die einrückenden US-amerikanischen Befreiungstruppen sahen eine tote Ruinenstadt. Von 58.000 Häusern, die vor dem Krieg in Köln standen, waren noch 300 unbeschädigt und völlig bewohnbar, der Rest entweder völlig zerstört oder nur zu einem verschwindenden Teil (meist in Kellern) bewohnbar. Am 9. März 1945 wurde die US-amerikanische Militärregierung in Köln etabliert. Am 4. Mai nahm Konrad Adenauer die Amtsgeschäfte als Oberbürgermeister wieder auf. Im Frühsommer 1945 kehrten Kölner in Scharen in die Stadt zurück. Köln wurde bald Teil der britischen Besatzungszone; die britische Militärregierung übernahm Köln am 21. Juni 1945. Sie entließ Adenauer am 6. Oktober und ernannte am 20. November 1945 Hermann Pünder zum Oberbürgermeister. Am 10. Oktober spielte das Millowitsch-Theater mit dem Dreiakter „Das Glücksmädel“ wieder. Am 10. Dezember wurde die Universität zu Köln wiedereröffnet.
Am 18. Februar 1946 wurde Erzbischof Josef Frings von Papst Pius XII. zum Kardinal ernannt. Nach britischem Vorbild wurde am 7. März 1946 die Kölnische Stadtverfassung von 1946 eingeführt, die eine Teilung der Stadtführung zwischen Oberbürgermeister als Ratsvorsitzendem und Oberstadtdirektor als Verwaltungschef festlegte. Die erste freie Stadtratswahl der Nachkriegszeit fand am 13. Oktober 1946 statt (CDU 53,4 %, SPD 34,6 %, KPD 9,3 %). Köln kam zum neu gebildeten Land Nordrhein-Westfalen. Vom 14. bis 22. August 1948 erinnerte das Domfest an die Grundsteinlegung 700 Jahre zuvor. Ab 1948 konnten Züge die provisorisch hergerichtete Hohenzollernbrücke wieder befahren; am 16. Oktober 1948 wurde die neu gebaute Deutzer Brücke eröffnet.
1950 fand in Köln die erste Photokina statt. Am 1./2. Oktober 1955 wurde der Gürzenich neu eingeweiht. Zum Katholikentag vom 29. August bis zum 2. September 1956 kamen Hunderttausende nach Köln. 1957 eröffnete in Köln der erste SB-Supermarkt mit über 2000 m² Verkaufsfläche. 
Im gleichen Jahr war die Stadt erstmals Standort der Bundesgartenschau. Am 7. November 1959 wurde die Severinsbrücke in Anwesenheit von Kardinal Frings und Bundeskanzler Adenauer eingeweiht.
Nach der Aufnahme diplomatischer Beziehungen zwischen der Sowjetunion und der Bundesrepublik Deutschland 1955 und dem Abschluss eines Regierungsabkommens im April 1958 wurde eine sowjetische Handelsvertretung in der Aachener Straße 240–244 in Köln eingerichtet. Sie unterstand der KGB-Residentur in Bonn.

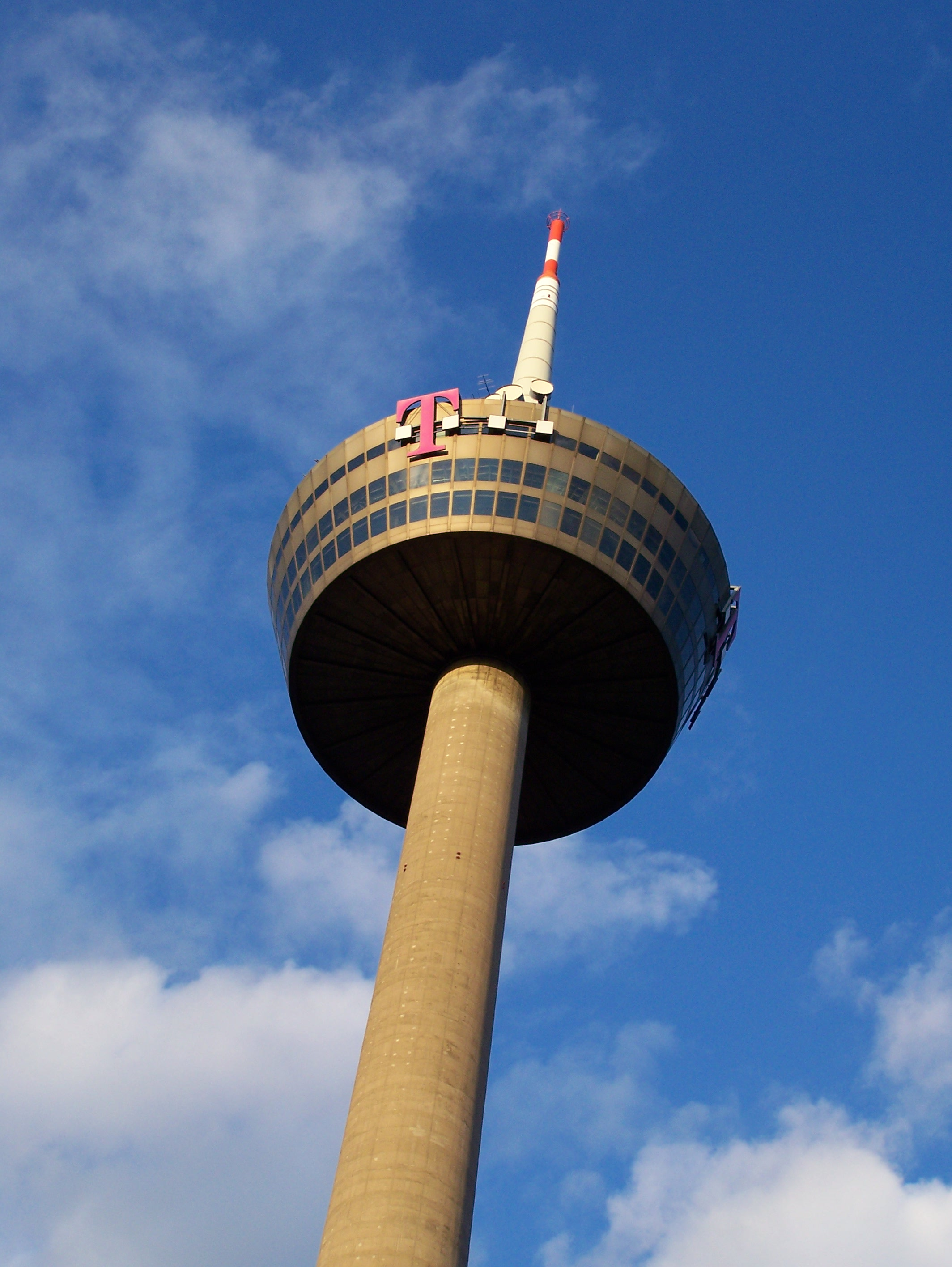
Der Colonius ist mit seinen 266 Metern Höhe der höchste Fernmeldeturm in Nordrhein-Westfalen und der siebthöchste Fernmeldeturm in Deutschland.

Seit dem 31. August 1962 ist die Nord-Süd-Fahrt durchgehend befahrbar. Am 5. September 1962 besuchte der französische Staatspräsident Charles de Gaulle die Stadt. 1963 war der amerikanische Präsident John F. Kennedy zu Gast. Die KVB eröffneten 1968 auf dem Abschnitt Friesenplatz-Hauptbahnhof die erste unterirdische Teilstrecke der Stadtbahn.
Nach dem Tod von Adenauer zelebrierte Erzbischof Josef Kardinal Frings im Dom am 25. April 1967 im Rahmen eines prunkvollen Staatsbegräbnisses das Pontifikalrequiem.
In Braunsfeld entführte am 5. September 1977 das „Kommando Siegfried Hausner“ der RAF in der Vincenz-Statz-Straße den Arbeitgeberpräsidenten Hanns Martin Schleyer aus seinem Fahrzeug heraus und ermordete seine vier Begleiter. Die Schleyer-Entführung war das zentrale Ereignis des sogenannten „Deutschen Herbstes“. Am 25. April 1990 wurde in der Mülheimer Stadthalle ein Attentat auf Oskar Lafontaine verübt. Wegen des Zweiten Golfkriegs fiel 1991 der Kölner Rosenmontagszug offiziell aus; viele Jecken zogen aber trotzdem im „Geisterzug“ durch die Stadt.
Im November 1980 besuchte Lew Kopelew den Literaturnobelpreisträger und Ehrenbürger (1982) Heinrich Böll in dessen Wohnung. Im gleichen Jahr wurde der 243,3 Meter hohe Fernmeldeturm „Colonius“ fertiggestellt. 1980 und 1987 kam Papst Johannes Paul II. in die Stadt; bei seinem zweiten Besuch sprach er im Müngersdorfer Stadion Edith Stein selig. Vom 16.–21. August 2005 weilte sein Nachfolger Benedikt XVI. im Rahmen des XX. Weltjugendtags in der Stadt. 1999 tagten sowohl der Weltwirtschaftsgipfel der G8 als auch der Europäische Rat in Köln. 2003 wurde in Köln die erste schwarz-grüne Koalition in einer deutschen Großstadt gebildet. Am 17. Oktober 2015 wurde die (später mit Mehrheit gewählte) Bürgermeisterinkandidatin Henriette Reker bei einer Messerattacke, an einem Wahlstand in Köln-Braunsfeld schwer verletzt, ebenso einige Wahlhelfer.

### Kultur
Bereits 1945 nahm die Universität zu Köln wieder ihren Betrieb auf. Ab 1951 wurde Köln eine Hochburg der elektronischen Musik, als das Studio für Elektronische Musik hier gegründet wurde. Viele Avant-Garde-Komponisten, unter ihnen Karlheinz Stockhausen (der sein ganzes Leben in der Nähe von Köln wohnte), produzierten hier ihre Werke. 1956 wurde anlässlich des Katholikentages der Kölner Dom wiedereröffnet. Das neue Opernhaus wurde 1957 eingeweiht und am 18. Mai 1957 eröffnet. In der Nachkriegszeit erfolgten zahlreiche Museumsneugründungen, so etwa 1974 das Römisch-Germanische Museum, 1977 das Museum für Ostasiatische Kunst, 1986 das Wallraf-Richartz-Museum bzw. das Museum Ludwig und 1993 schließlich das Schokoladenmuseum Köln. 1986 wurde die Kölner Philharmonie eröffnet. Köln entwickelte sich als Medienstandort. 1964 erschien die erste Ausgabe des EXPRESS. 1987 eröffnete RTL seine neue Verwaltung in der Stadt.
Anfang der 1990er Jahre stahlen Unbekannte unersetzliche Stücke aus der Schatzkammer des Kölner Doms. Auf Bitten Geistlicher (Kölner Domkapitel) schaffte die einheimische Unterwelt unter Führung von Schäfers Nas einen Teil der Beute wieder herbei – worauf der Dompropst ihm zu Ehren eine Dankesmesse las.
1992 fand auf dem Chlodwigplatz das große Konzert Arsch huh, Zäng ussenander gegen Rechte Gewalt statt. 2004 erhob die UNESCO Einspruch gegen den geplanten Bau des 103 Meter hohen Büroturms „Kölntriangle“ in Deutz, der aus ihrer Sicht den Blick auf den Dom stört. Sie drohte mit dem Entzug des Status als Weltkulturerbe; der Turm wurde trotzdem gebaut.
Am 3. März 2009 stürzte beim Bau der Nord-Süd-Stadtbahn das Historische Archiv der Stadt Köln ein.
Am 25. Mai 2009 erhielt die Stadt den von der Bundesregierung verliehenen Titel „Ort der Vielfalt“.

### Sport
1952 erschütterte der Skandal um den Boxer Peter Müller („De Aap“) die Stadt. 1962 wurde der 1. FC Köln erstmals Deutscher Fußballmeister, 1964 erster Deutscher Meister in der Geschichte der Fußball-Bundesliga, sowie dann noch einmal 1978. Der Club gewann 1968, 1977, 1978 und 1983 auch den DFB-Pokal. Seit 1973 spielen die Kölner Haie ununterbrochen in der obersten deutschen Eishockeyspielklasse und wurden in dieser Zeit achtmal Deutscher Meister.

### Gebiets- und Einwohnerentwicklung
Mit der durch das Köln-Gesetz durchgeführten Gebietsreform in Nordrhein-Westfalen wuchs das Stadtgebiet zum 1. Januar 1975 auf 42.995 Hektar an. Gleichzeitig wurde der Landkreis Köln aufgelöst. Neben West-Berlin, Hamburg und München war Köln nun die vierte Millionenstadt Deutschlands, jedoch nur für 18 Monate: Nach einer erfolgreichen Klage vor dem Oberverwaltungsgericht Münster gegen das Köln-Gesetz verließ Wesseling zum 1. Juli 1976 das durch die kommunale Neugliederung geschaffene Gebilde wieder. Die kreisabhängige Stadt wurde Teil des im Wesentlichen aus den bisherigen Kreisen Bergheim (Erft) und Köln gebildeten Erftkreises. Damit verringerte sich die Bevölkerung Kölns um gut 27.000 Personen und die Fläche um 2480 Hektar. Seit 2010 hat Köln wieder über eine Million Einwohner.

## Eingemeindungen
Ehemals selbständige Städte und Gemeinden bzw. Gemarkungen, die in die Stadt Köln eingegliedert wurden:
| Datum          | Orte | Zuwachs in ha | Gesamtfläche in ha |
| -------------- | --- | ------------- | ------------------ |
| 1. April 1888  | Bayenthal, Marienburg, Arnoldshöhe, Raderberg mit Raderthal, Zollstock, Sülz, Klettenberg, Kriel und Lind, Lindenthal, Longerich, Melaten, Braunsfeld, Müngersdorf, Ehrenfeld, Bickendorf, Ossendorf, Bocklemünd und Mengenich, Volkhoven, Nippes, Mauenheim, Merheim/linksrheinisch (nach 1945 umbenannt in Weidenpesch), Riehl, Niehl, Poll und Deutz mit der Humboldtkolonie | 10.100        | 11.135             |
| 1. April 1910  | Kalk mit Vingst und Gremberg | 599           | 11.734             |
| 1. April 1914  | Mülheim am Rhein mit Buchheim und Buchforst, Merheim mit Stammheim, Flittard, Dünnwald, Dellbrück, Rath, Brück, Ostheim und Holweide | 7.968         | 19.702             |
| 1. April 1922  | Bürgermeisterei Worringen mit Weiler, Merkenich, Langel, Feldkassel, Rheinkassel, Fühlingen, Roggendorf und Thenhoven | 5.393         | 25.095             |
| 1. Januar 1975 | Porz, Wesseling, Rodenkirchen (mit Sürth, Weiß, Hahnwald, Meschenich, Godorf, Hochkirchen, Immendorf und Rondorf), Lövenich mit Weiden, Marsdorf, Junkersdorf und Widdersdorf sowie Pesch, Esch, Auweiler und diverse kleinere Gebiete | 17.900        | 42.995             |
| 1. Juni 1976   | Ausgliederung von Wesseling | – 2.480       | 40.515             |